# Шанхайський тролейбус
Шанхайська тролейбусна система — тролейбусна система, котра є частиною транспортної мережі міста Шанхай, Китайська Народна Республіка. Серед більш, ніж 300 тролейбусних систем котрі станом на 2011 р. діють у світі, шанхайська є найстаршою. У листопаді 2014 року шанхайському тролейбусові виповнилося 100 років.
Протягом багатьох років шанхайська тролейбусна мережа також була однією з найбільших у світі. Під час найбільшого розвитку вона налічувала 20 маршрутів та більш ніж 900 машин, проте тепер кількість маршрутів скорочено до 12, а парк складається з менш ніж 200 машин. Втім, навіть в теперішньому стані це одна з найбільших систем, котрі діють за межами колишнього СРСР.

## Історія

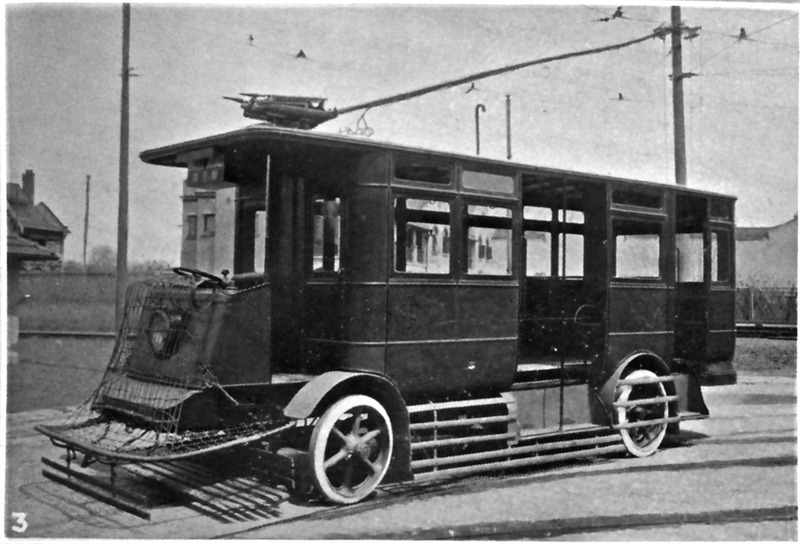
Один з перших шанхайських шинних тролейбусів у 1917 р.

Спочатку перевезення здійснювала Шанхайська електробудівна компанія, котра також займалася трамваями у тодішньому міжнародному поселенні міста. Перші кілька років існувало два маршрути, на котрих працювало сім машин.
Перший тролейбусний маршрут, котрий було відкрито 15 листопада 1914 р., проходив уздовж Шляху Фокієн (зараз Шлях Фуцзянь, або Фуцзянь лю); маршрут вздовж Пекінського Шляху (зараз Шлях Бейцзін, або Байцзін лю) котрий було відкрито у 1915 р.
З 1984 р. і дотепер дві початкові ділянки досі діють і є частинами маршрутів № 14 та 16, відповідно.
Протягом перших 13 днів роботи тролейбус перевіз 200 тис. пасажирів, і вдало вписався у рух завантаженими вулицями Пекіну. Втім, рух тролейбусів довелося призупинити допоки дороги, котрими вони ходили, не зміцнили, оскільки тролейбуси вдавлювали бруківку котрою було вимощено дороги.
У 1924 міський уряд ухвалив рішення про розширення системи, після чого загальна протяжність тролейбусних маршрутів від 3,5 км сягнула 33 км, а задля розширення мережі було закуплено 100 нових тролейбусів.
У 1985 р., більш ніж 40 відсотків усього пасажирообігу Шанхайської компанії з міських перевезень припадало на тролейбуси, не зважаючи на те, що тролейбуси складали лише 20 відсотків парку компанії (решту складали дизельні автобуси). На той час існувало 19 тролейбусних маршрутів, на котрих працювало 860 машин.
У 2004 р. планувалося, що система налічуватиме більш, ніж 20 маршрутів, на котрих працюватиме більш ніж 900 машин, проте насправді цифри виявилися значно меншими. Активний парк — кількість машин, котрі у стані виходити на маршрут, складала трохи більше, ніж 200 (станом на 2009 р.). 15 листопада 2014 року шанхайській тролейбусній системі виповнилося 100 років; це перша тролейбусна система в світі, котра досягла такого ювілею.

## Маршрути
Станом на  2011 р. діють наступні тролейбусні маршрути:
| Номер             | Маршрут                                                        | Протяжність |
| ----------------- | -------------------------------------------------------------- | ----------- |
| 06路 (маршрут 06) | Changbai Road / Tumen Road — Wujin Road / North Henan Road     | 18,925 км   |
| 08路 (маршрут 08) | Songpan Road / Yangshupu Road — Sanmen Road / Shiguang Road    | 17,655 км   |
| 13路 (маршрут 13) | Tilanqiao — Zhongshan Park Metro Station                       | 22,305 км   |
| 14路 (маршрут 14) | Jiangpu Road / North No.2 Zhongshan Road — Dongxinqiao         | 19,450 км   |
| 15路 (маршрут 15) | North Zhejiang Road / East Tianmu Road — Shanghai Stadium      | 20,575 км   |
| 19路 (маршрут 19) | Putuo Road / Jiangning Road — Tangshan Road / Tongbei Road     | 20,500 км   |
| 20路 (маршрут 20) | Jiujiang Road / The Bund — Zhongshan Park (Wanhangdu Road)     | 17,62 км    |
| 22路 (маршрут 22) | Changbai Road / Tumen Road — Minhang Road / Changzhi Road      | 18,831 км   |
| 23路 (маршрут 23) | South No.1 Zhongshan Road / Xizang Road — Xinkang Li           | 19,850 км   |
| 24路 (маршрут 24) | Doushi Street / East Fuxing Road — Changshou Village           | 20,184 км   |
| 25路 (маршрут 25) | Pingliang Road / Jungong Road — Zhapu Road / North Suzhou Road | 20,860 км   |
| 28路 (маршрут 28) | Baotou Road / Nenjiang Road — Tilanqiao                        | 21,875 км   |

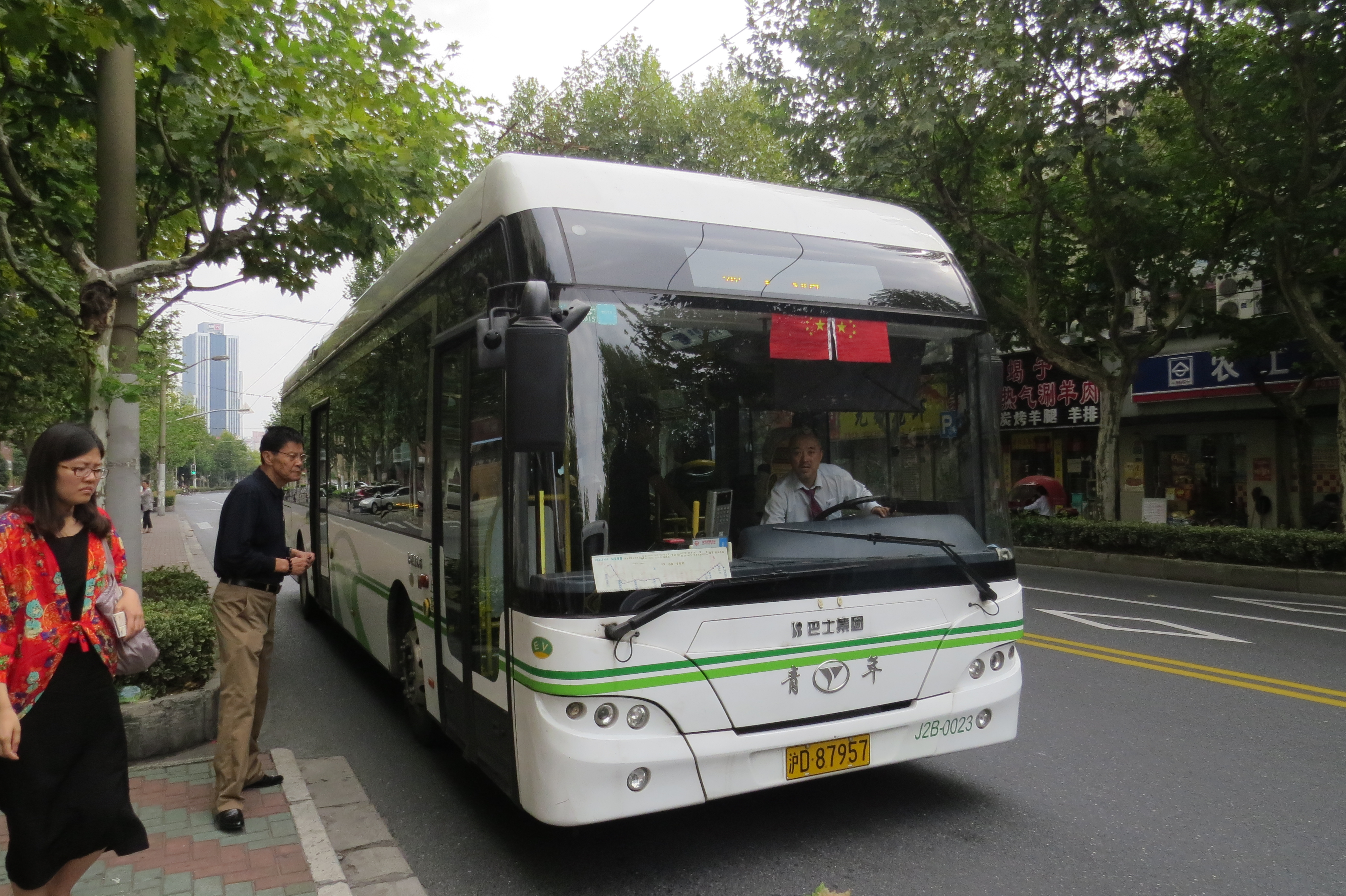
Тролейбус Янгмен на маршруті № 13. 2015 рік.

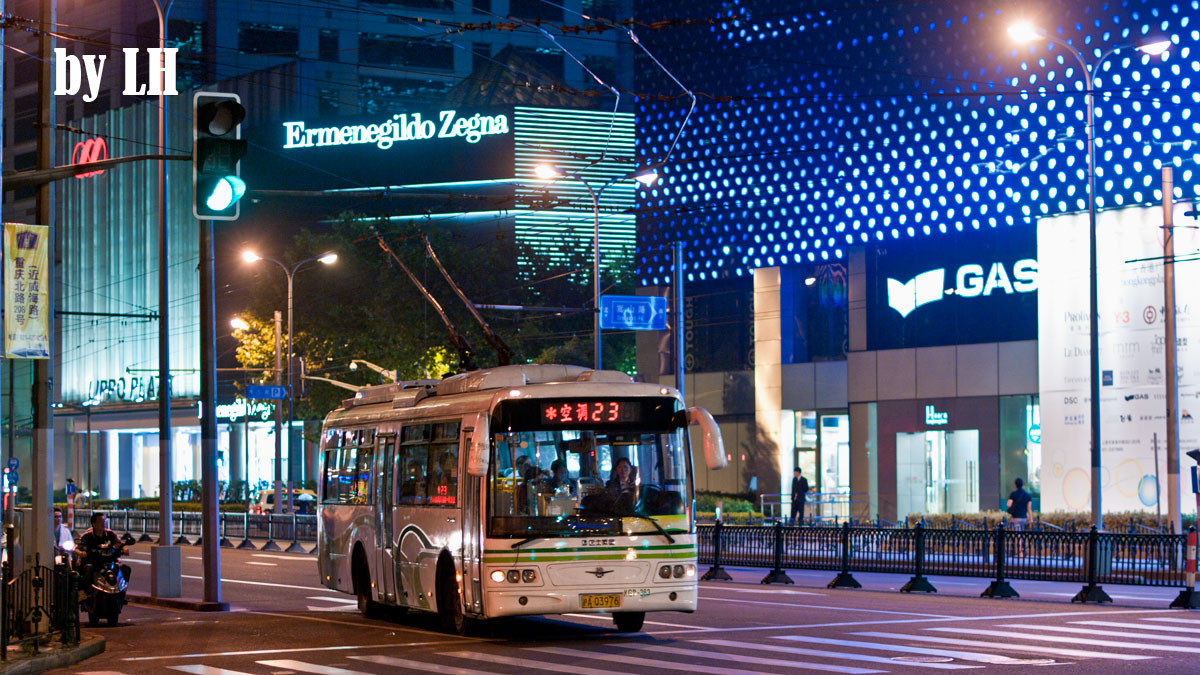
Тролейбус на маршруті № 23.

Маршрути 11路 (11) та 26路 (26) також обслуговували тролейбуси до 2008 року, після чого тролейбуси було замінено на акумуляторні автобуси. Акумуляторні автобуси також живляться електроенергією, проте замість штанг, підключення до електромережі відбувається лише на проміжних та кінцевих зупинках через так звані електропарасольки. Між зупинками автобус живиться від акумуляторів.

## Парк
Спочатку парк системи, котра складалася з двох маршрутів і відкрилася в 1914–15 рр., складався з семи тролейбусів. Шасі цих тролейбусів було змонтовано англійською компанією Railless Electric Traction двигуни та контролери виготовила компанія Dick, Kerr & Co.. Після доставки до Китаю в 1914 р., їх було змонтовано з корпусами, виробленими в Китаї Шанхайською електробудівною компанією, котра на той час займалася обслуговуванням системи. Такі тролейбуси мали три секції, для пасажирів першого, другого та третього класу. Робоче місце водія знаходилося на відкритій платформі спереду.
У 1921 р. з Англії прибув один повністю зібраний тролейбус. Двигун та шасі були такими ж, як і в перших тролейбусах, проте корпус був зроблений братами Шорт. У 1922 р. компанія закупила ще сім автомобільних шасі та двигуни в компанії Ігнліш Електрик (English Electric) (котра в 1919 р. викупила компанію Dick, Kerr & Co.), та вмонтувала їх у нові корпуси місцевого виробництва. Дизайн покращених корпусів місцевого виробництва був подібний до дизайну єдиного закупленого в Англії тролейбуса, котрий було куплено саме як зразок. Усі перші тролейбуси були обладнані суцільними шинами.
У 1924 р., після ухвалення великого плану з розширення мережі, для шанхайського тролейбуса було виставлено замовлення на 100 нових тролейбусів, котре протягом наступних 10 років лишалося найбільшим замовленням на тролейбуси в історії. Тролейбуси мали шасі від компанії Associated Equipment Company (AEC) а двигуни виробляли інші англійські компанії; корпуси виробляли в Шанхаї. Згодом було куплено ще 30 тролейбусів такого типу.
З 1950-х років, майже всі нові тролейбуси було повністю збудовано в Шанхаї, переважно Шанхайською компанією міського транспорту, котру в англійських транспортних виданнях називали просто «Шанхай».
Виробництво тролейбусів на шанхайському заводі розпочалося в 1951 році, фабрика також постачала машини до тролейбусних систем інших міст у Китаї. Станом на 1983 р., завод був спроможний виробляти 300 тролейбусів на рік.
Перші зчленовані тролейбуси почали працювати в 1962 або 1963 рр. Це була модель SK663 шанхайського виробництва, котра поступово замістила собою двовісні моделі та, в певний час, стала найпоширенішою моделлю шанхайського тролейбусу великої місткості. Модель SK663 виробляли до 1969 р., після чого, в 1970 р., з’явилася модель SK561G, котру далі вже замінювали більш нові моделі зчленованих тролейбусів.
На початку 1980-х більш ніж 800 з 850–900 тролейбусів були зчленовані, що зробило Шанхай містом із найбільшою кількістю зчленованих тролейбусів. Близько 150 таких машин збереглися до тепер, наприклад модель SK663 котру виробляли з 1960-х років. Останні двовісні моделі було списано в 1983 р., після чого парк на сто відсотків складався зі зчленованих машин загальною кількістю близько 860.
Згодом компанія-перевізник розпочала закупівлю нових двовісних тролейбусів, котрі поступово замінили зчленовані. До 2009 року коли загальна кількість тролейбусів у робочому стані зменшилася до 280, всі тролейбуси були двовісними.
З 2001 р. всі тролейбуси обладнані кондиціонерами. Останній тролейбус без кондиціонера було списано в 2009 р. На той час тролейбусний парк налічував ледь за 200 машин.

## Галерея

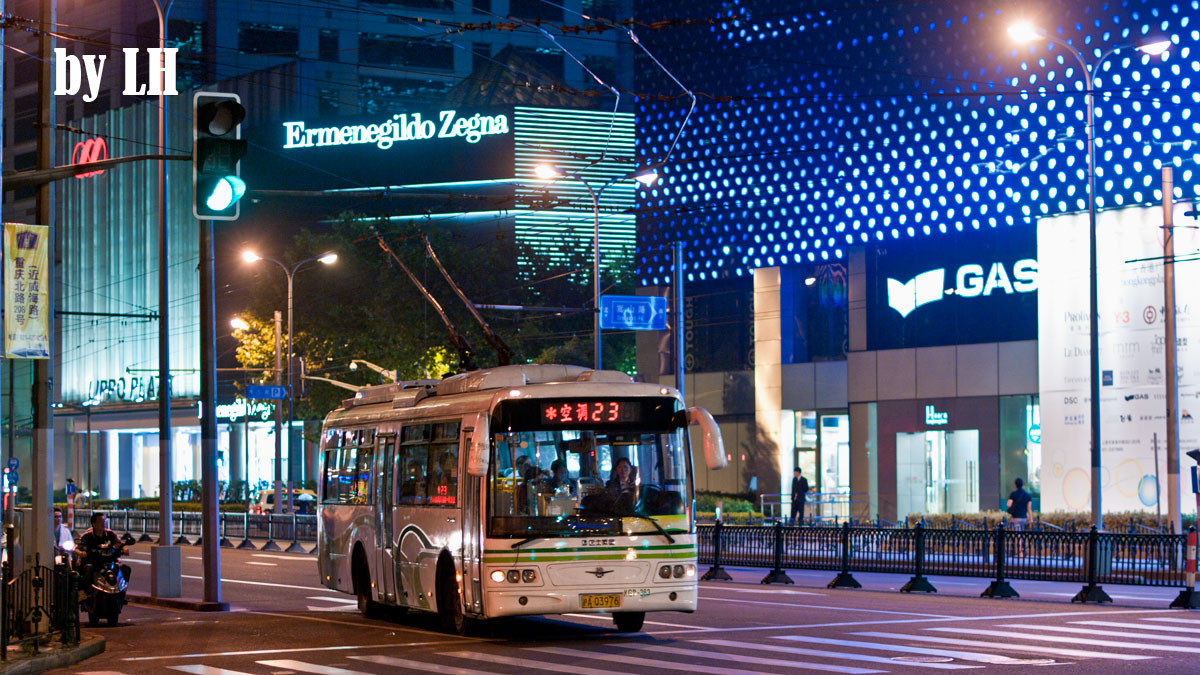
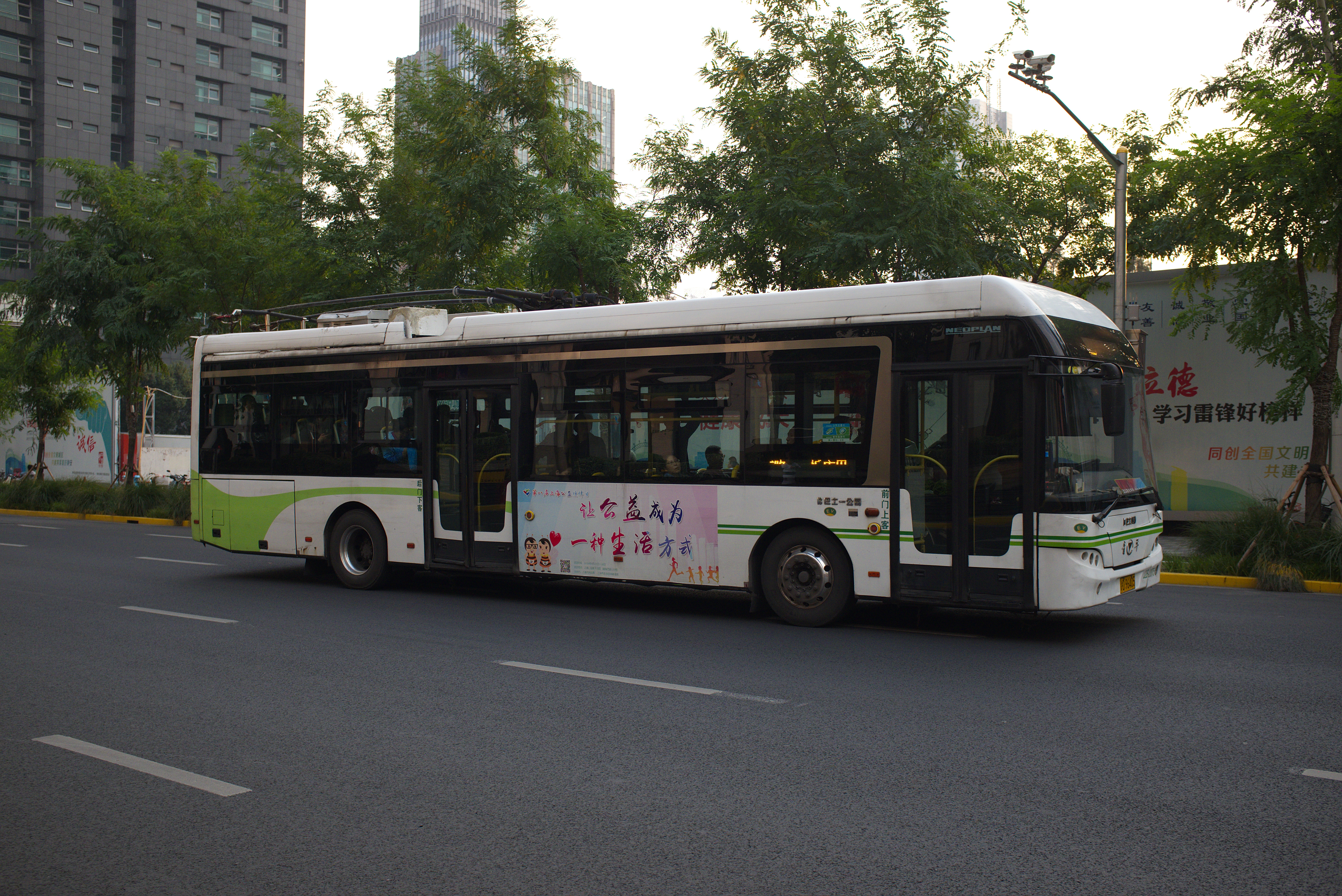
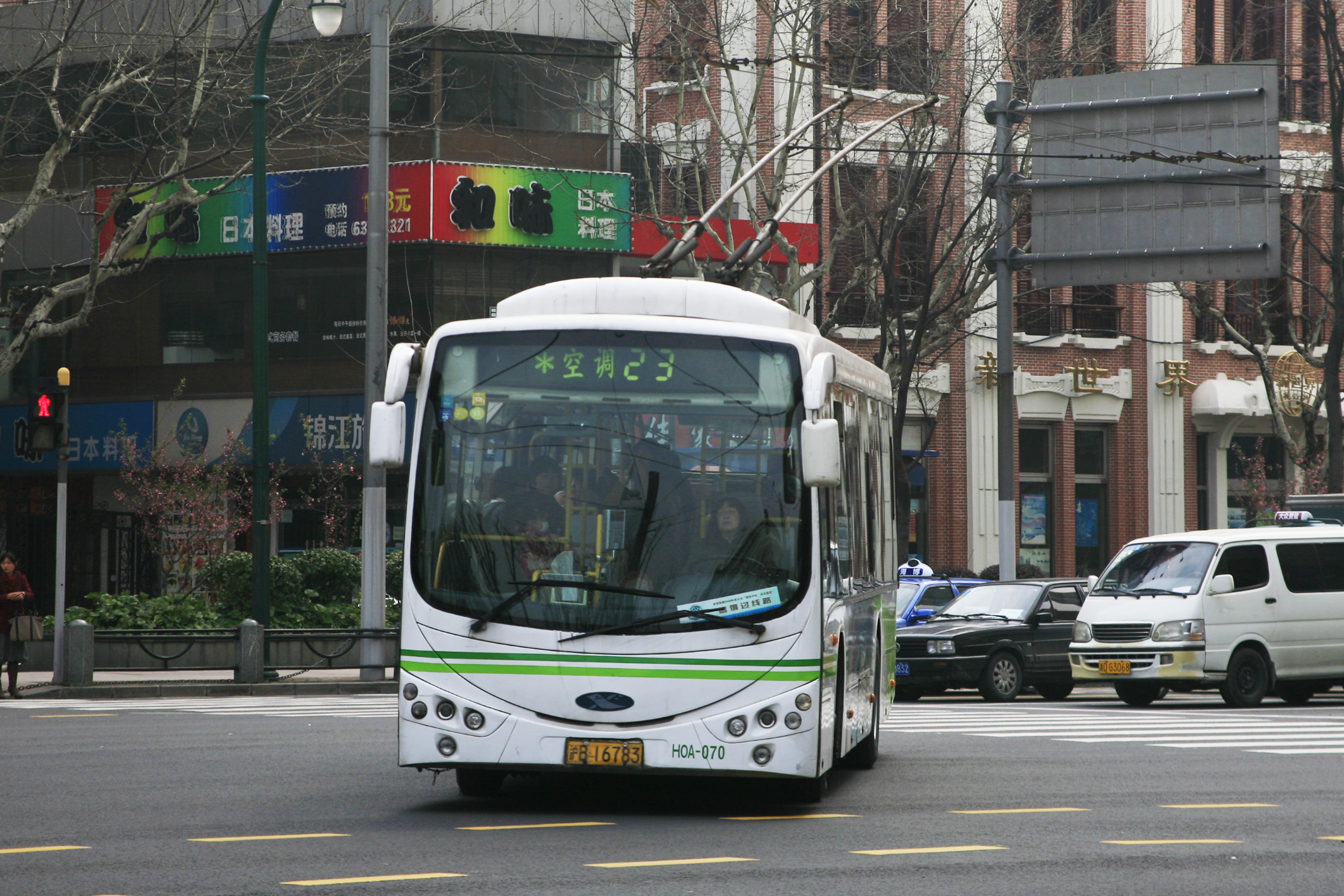
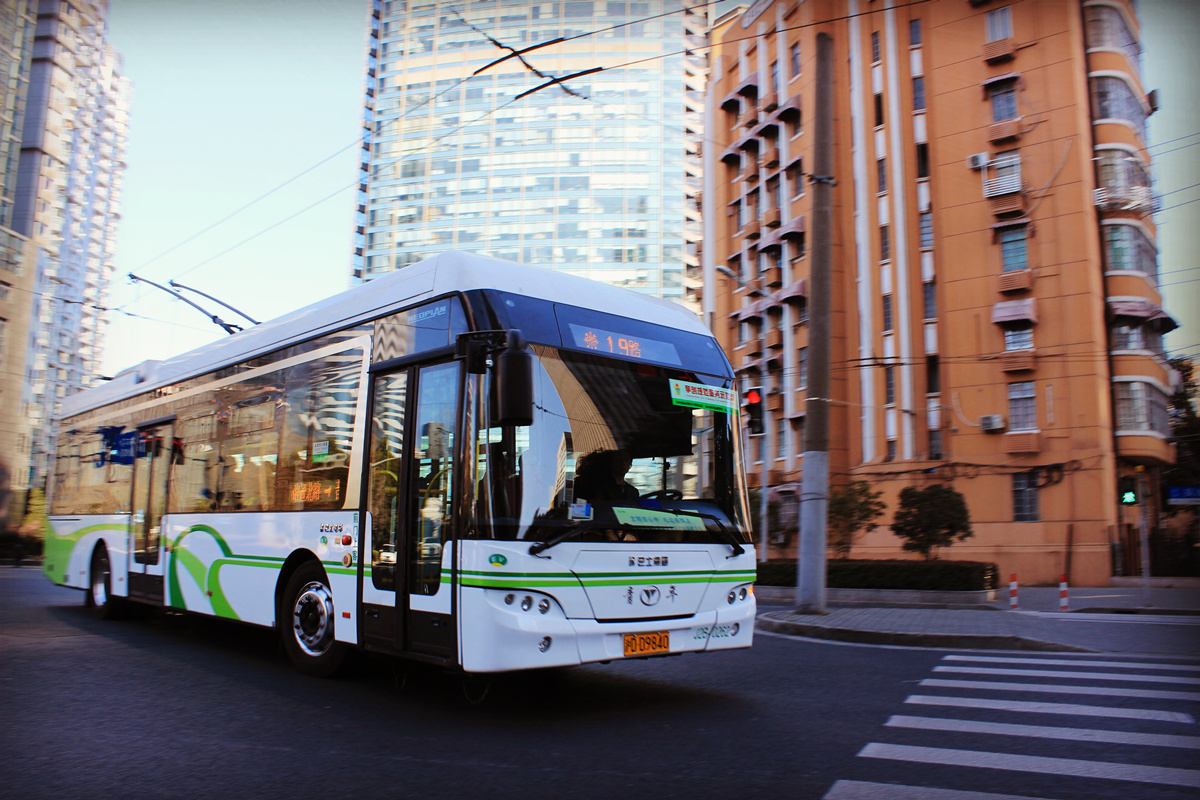
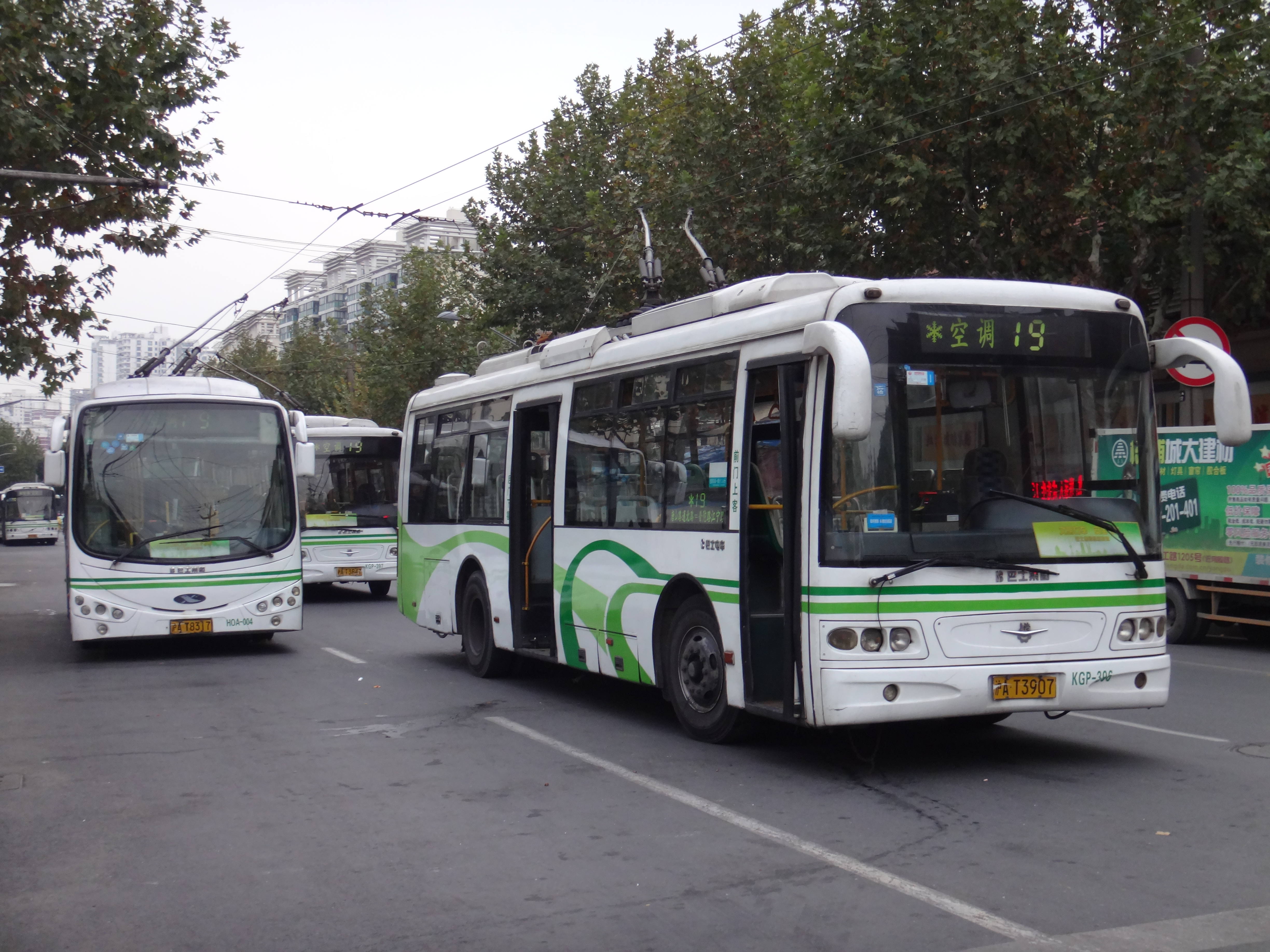
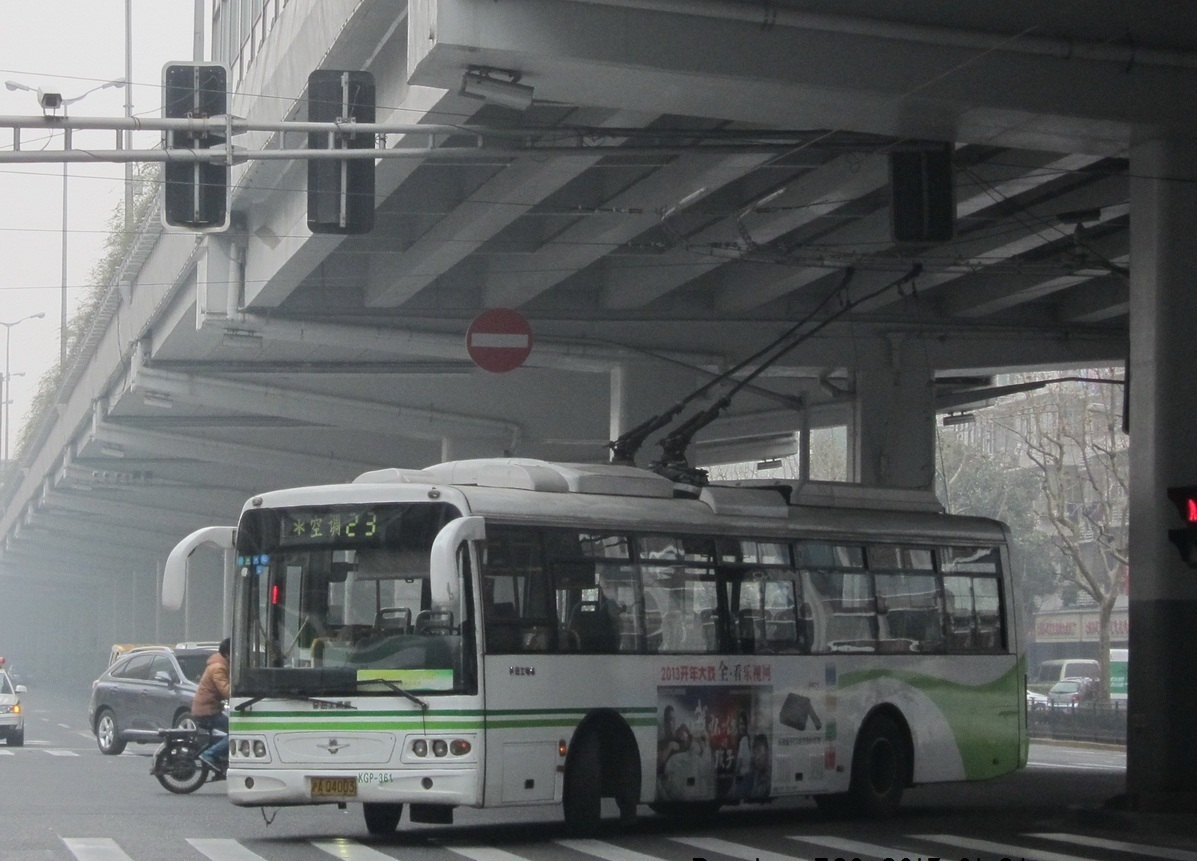
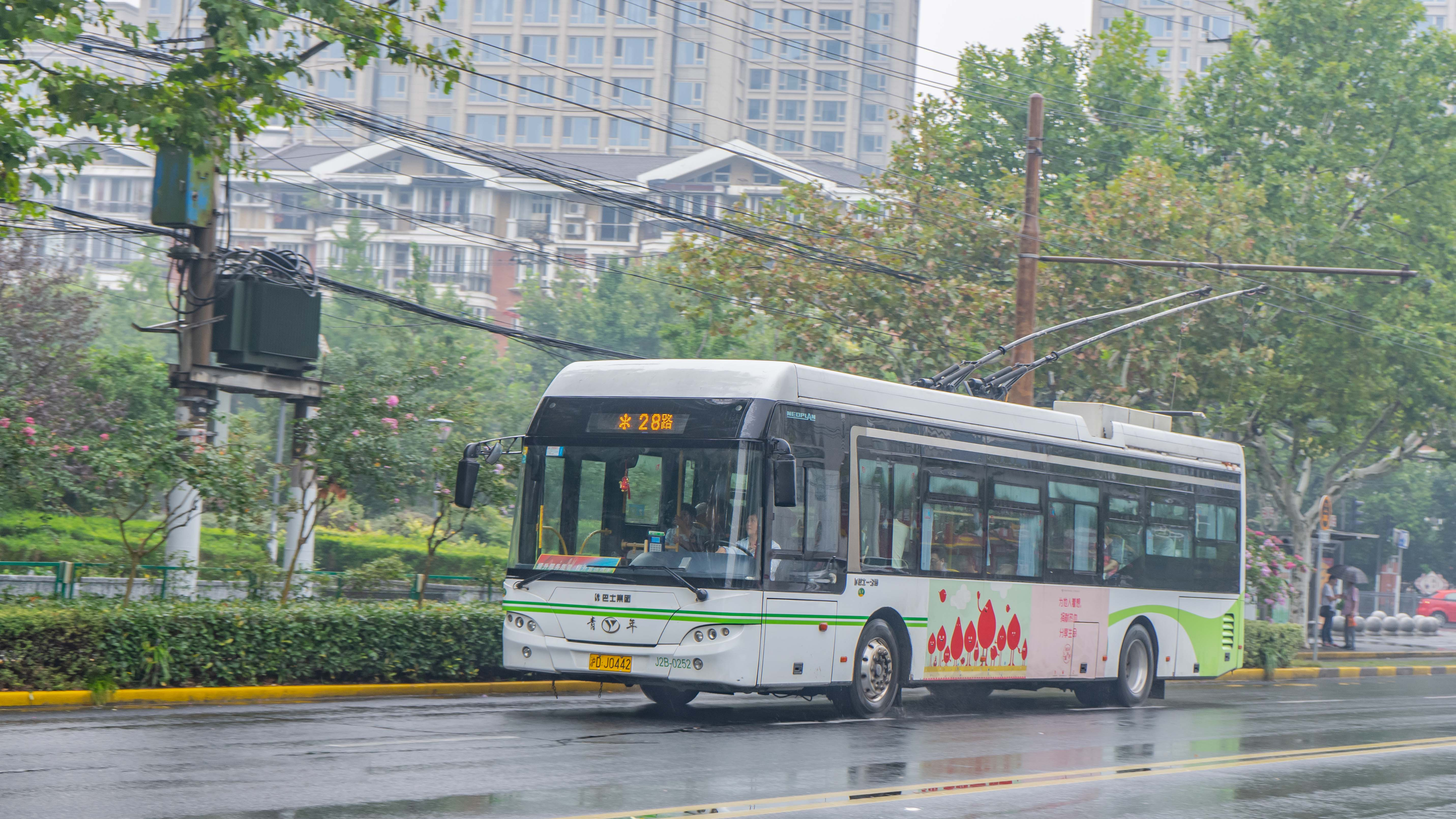
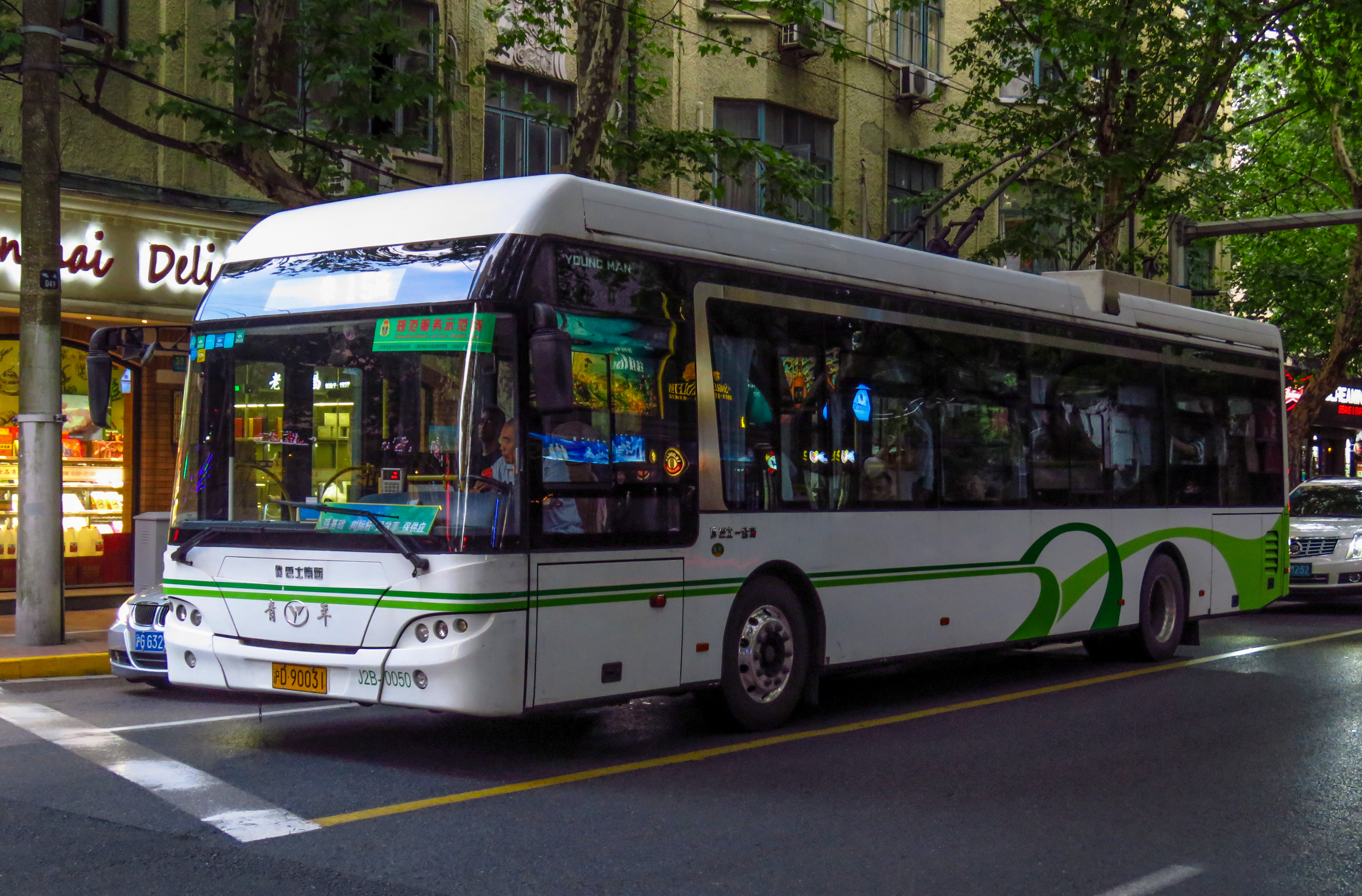
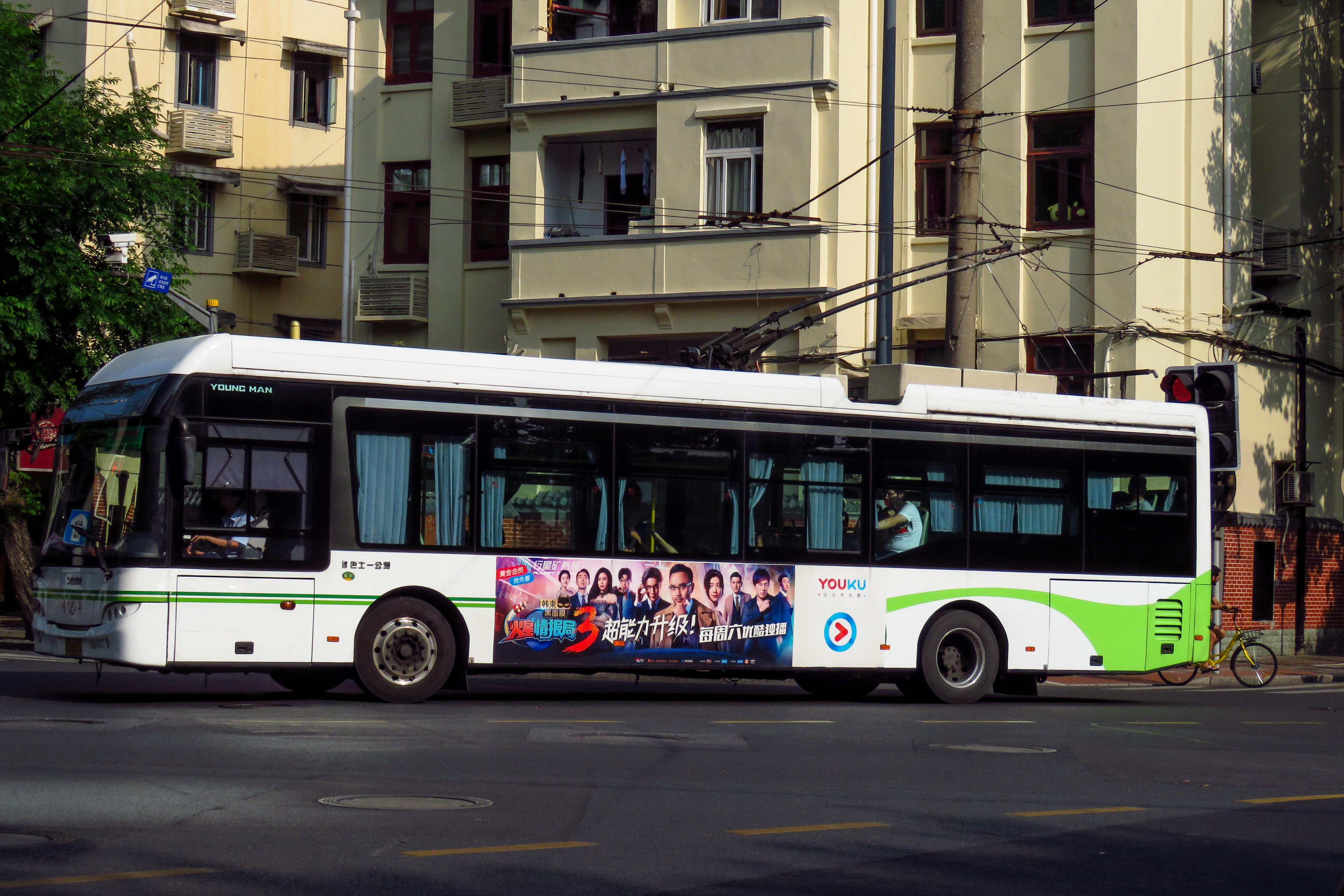
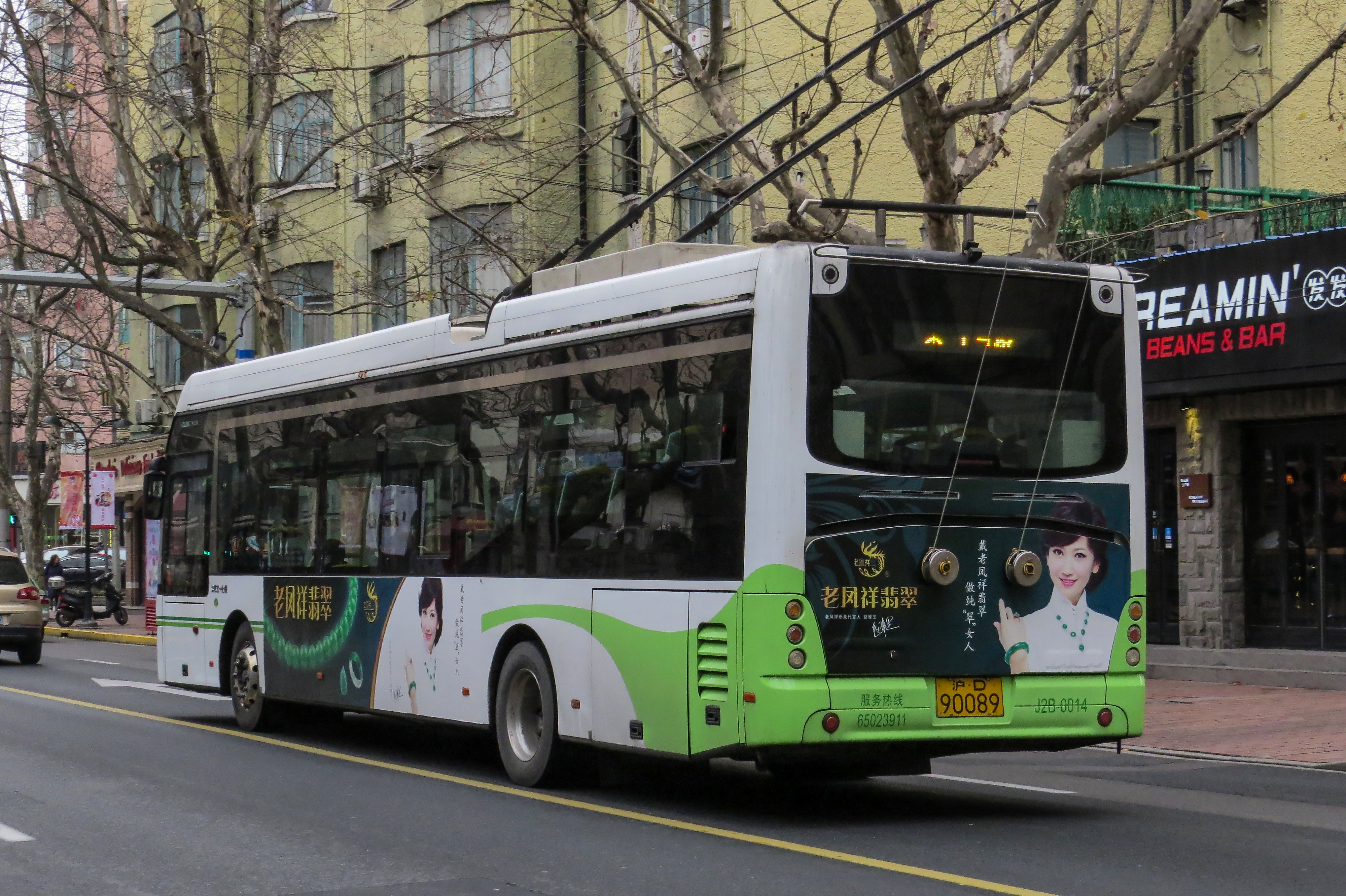
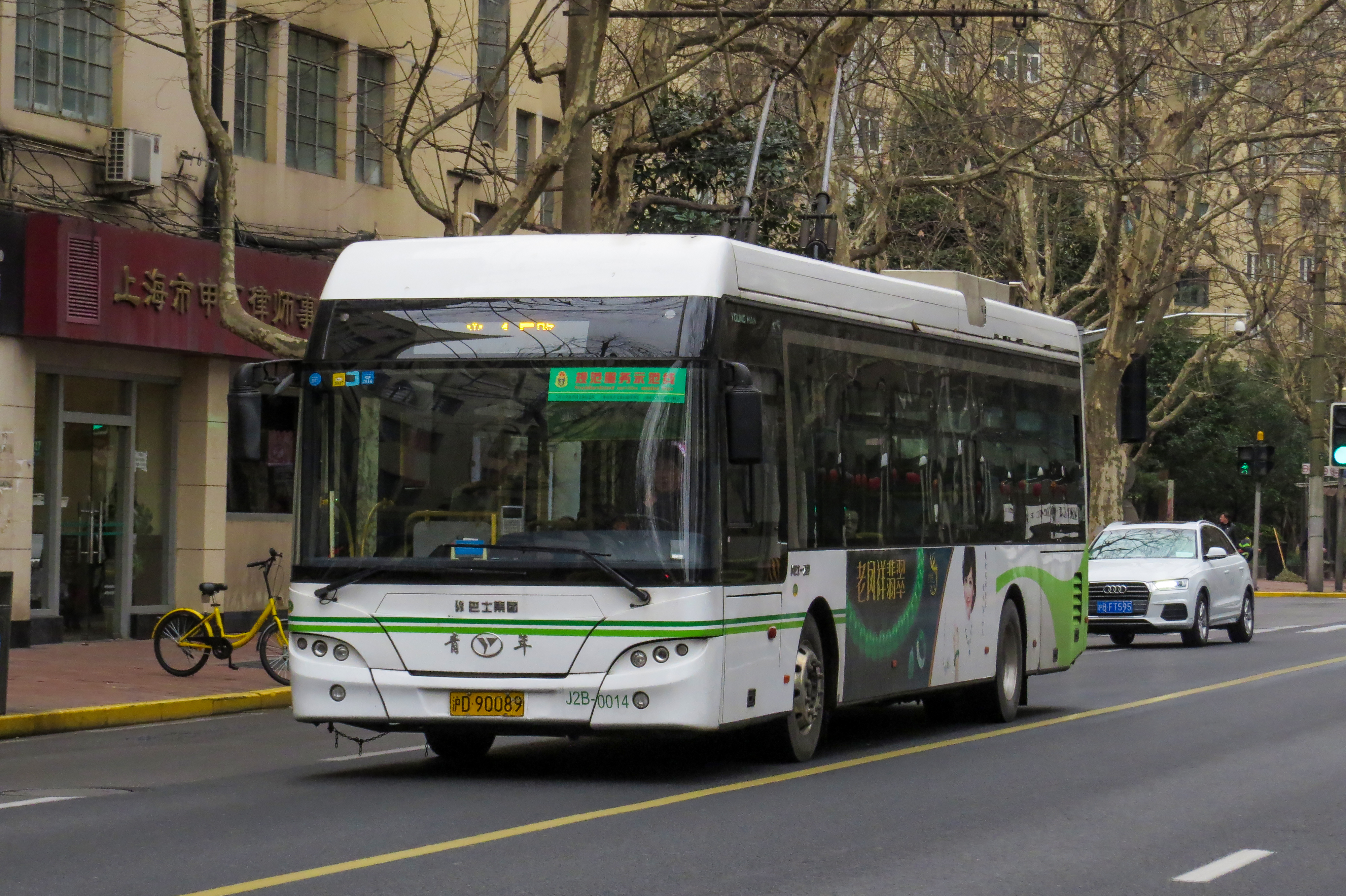
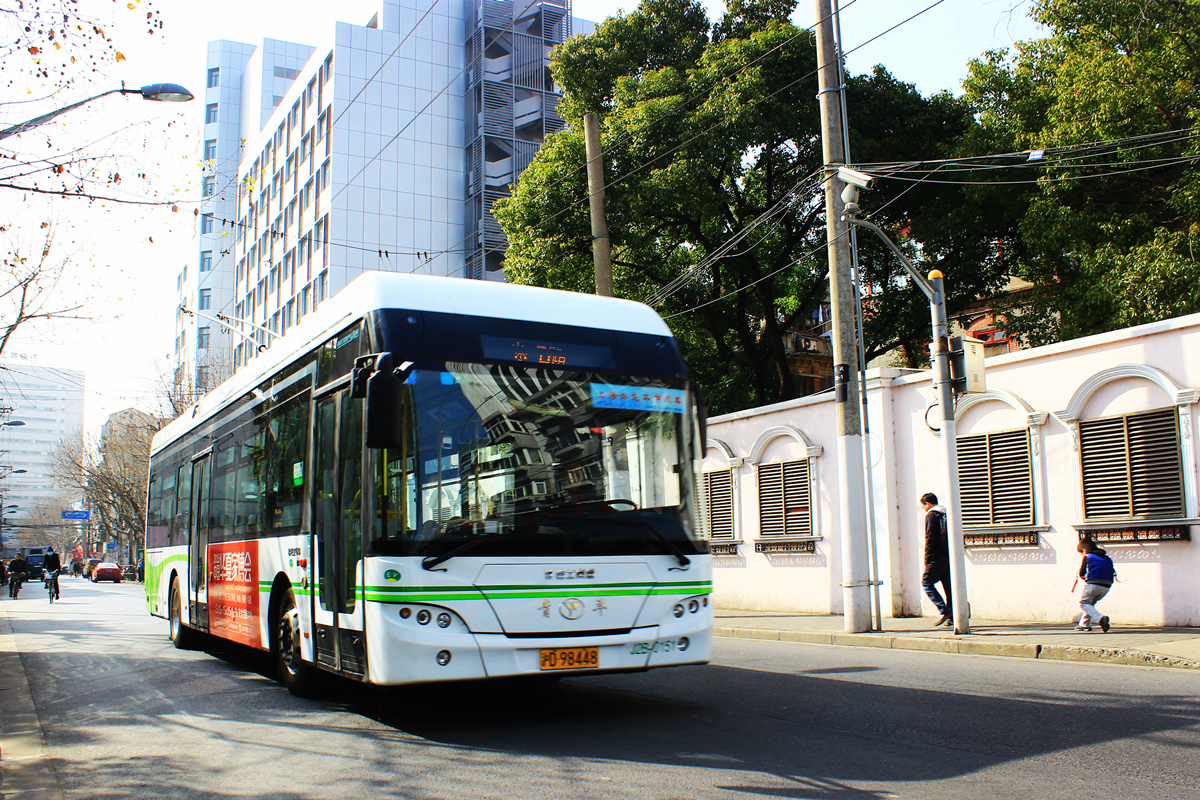
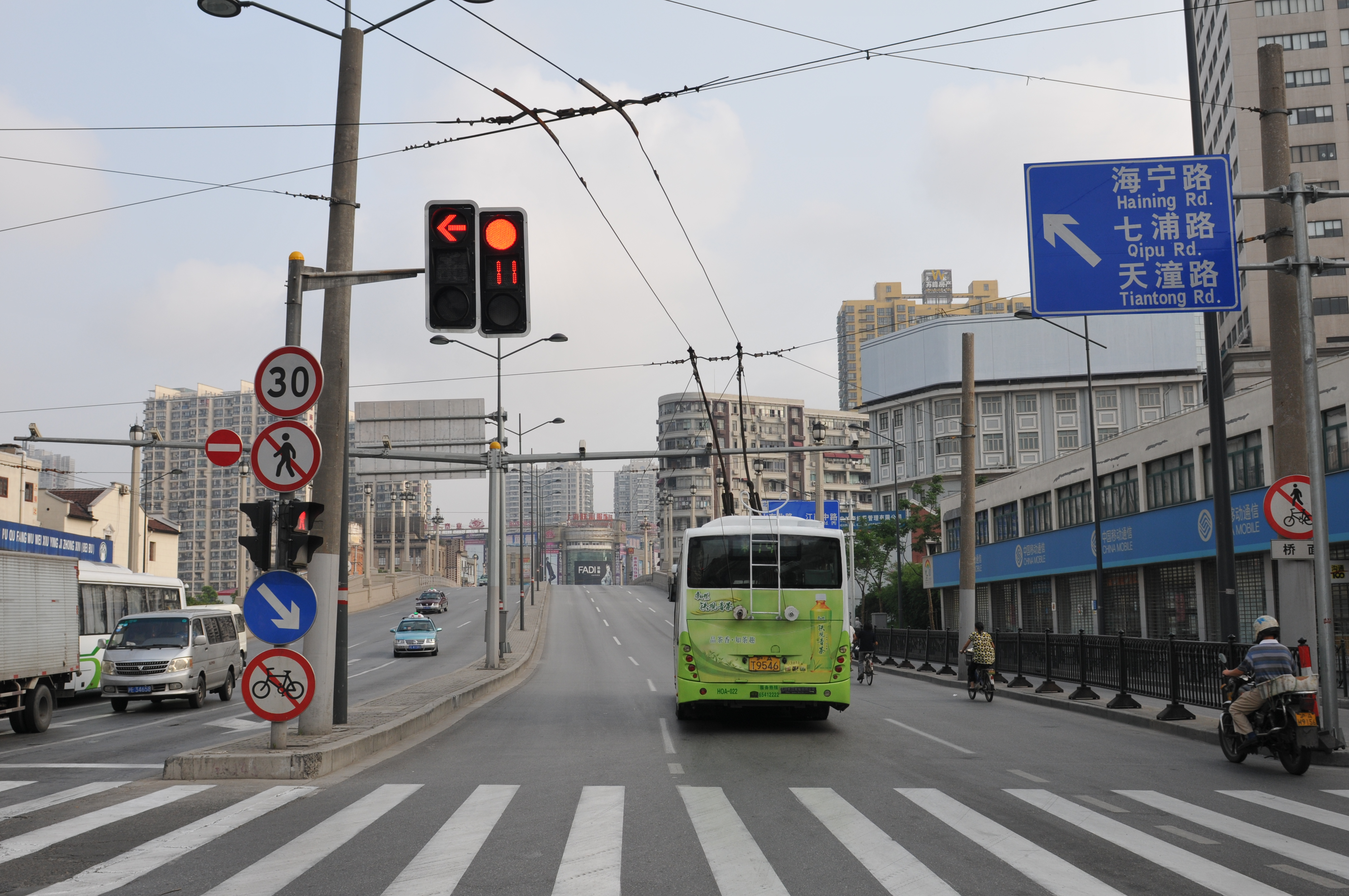
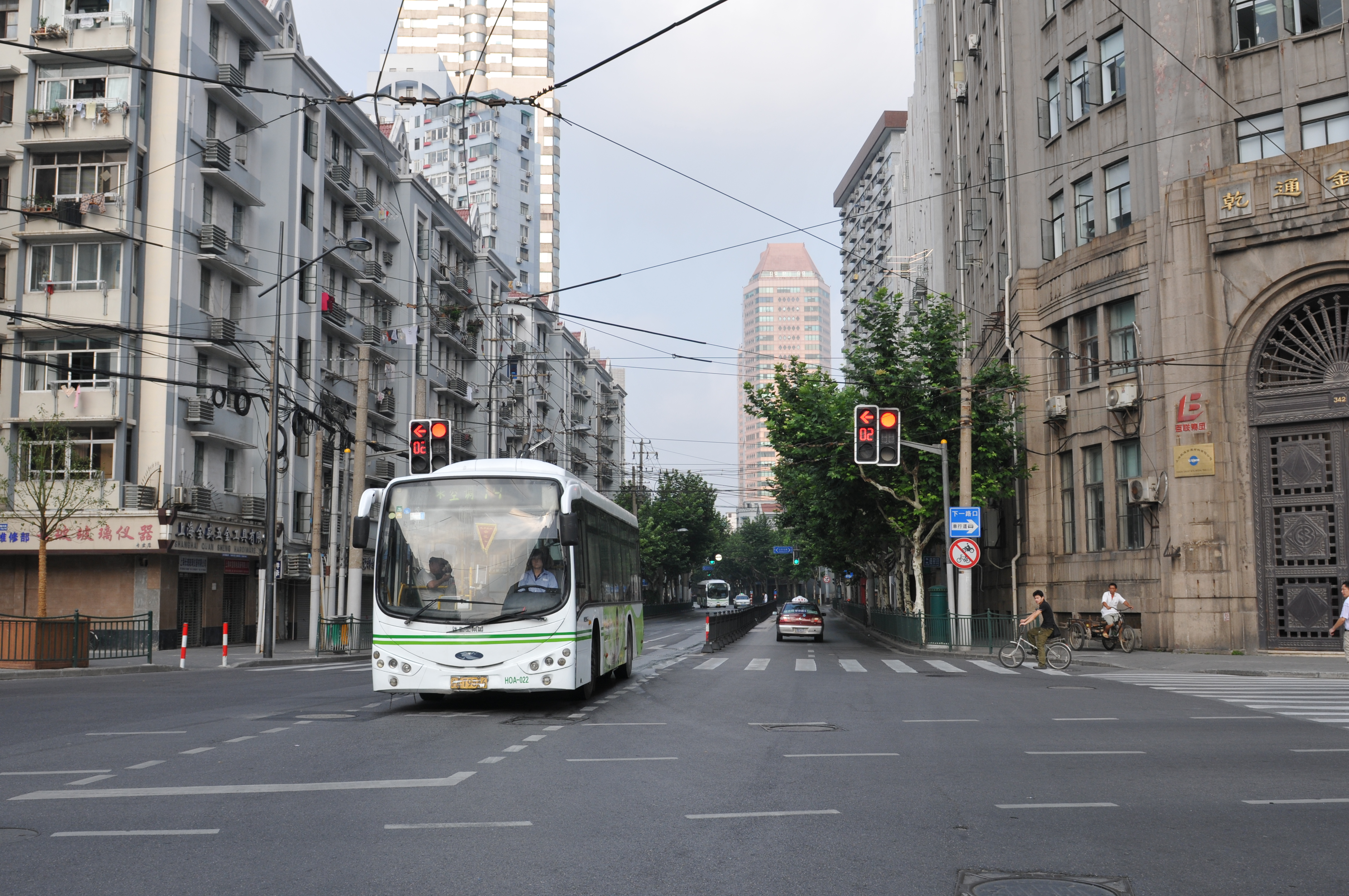
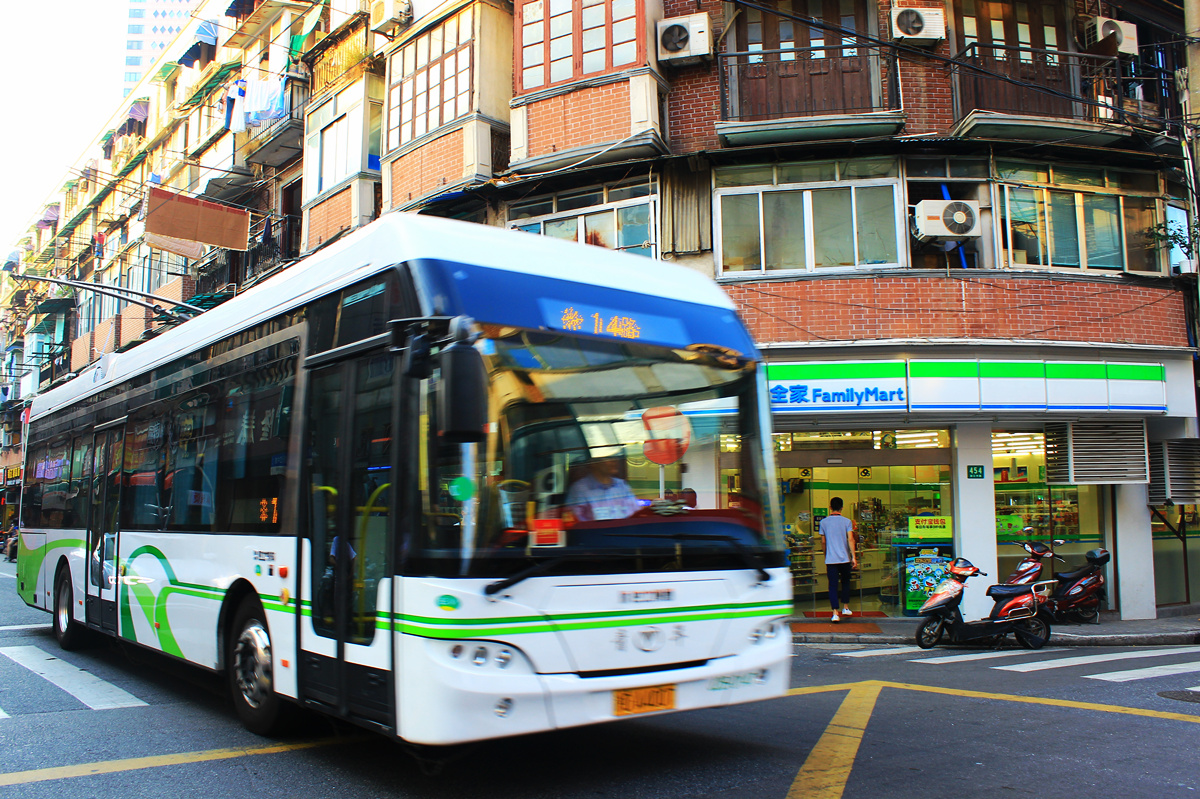
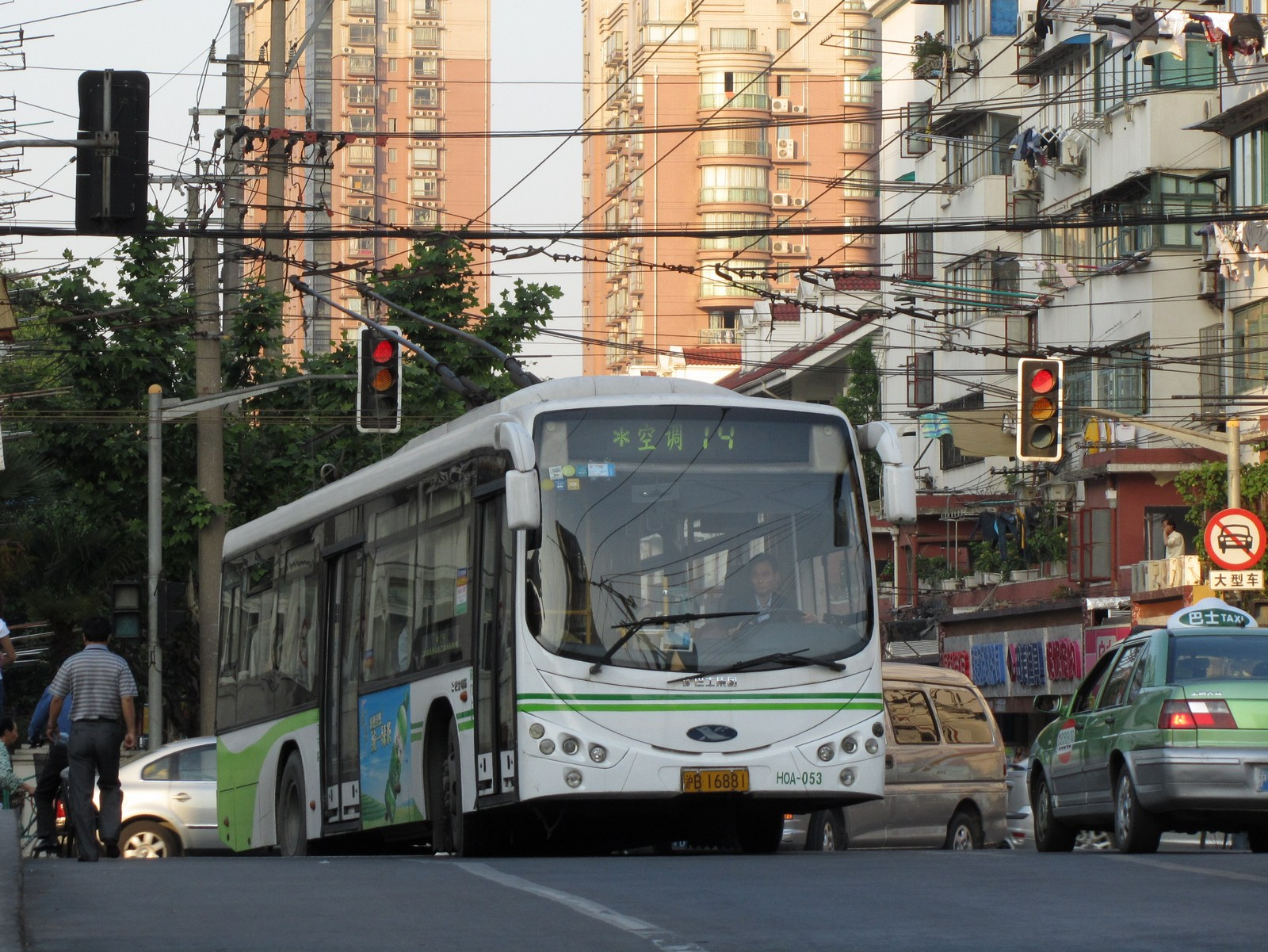
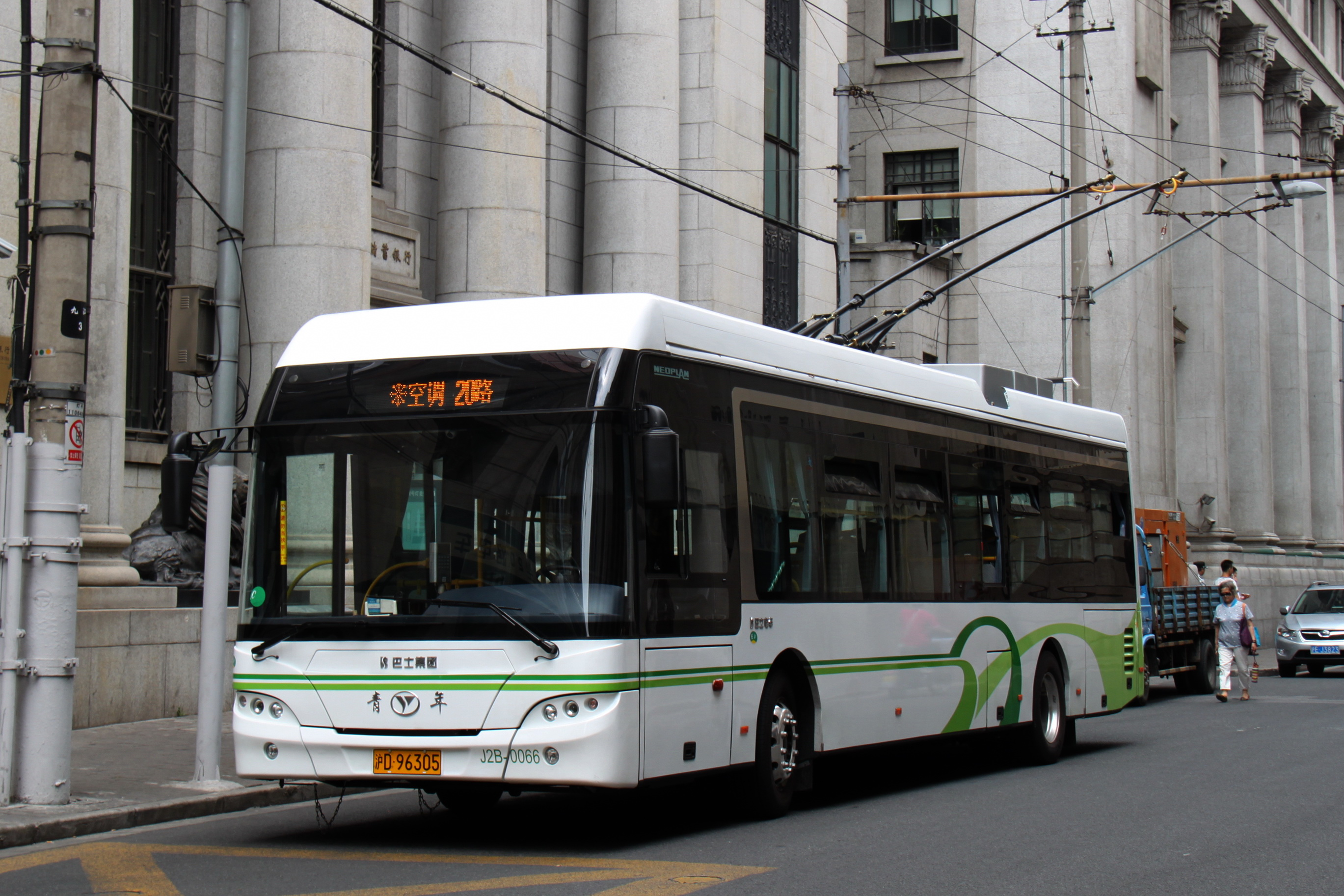
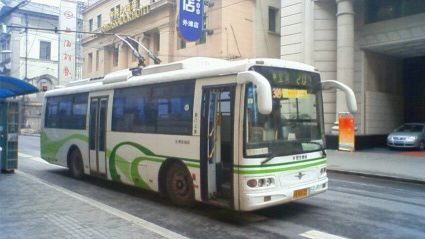
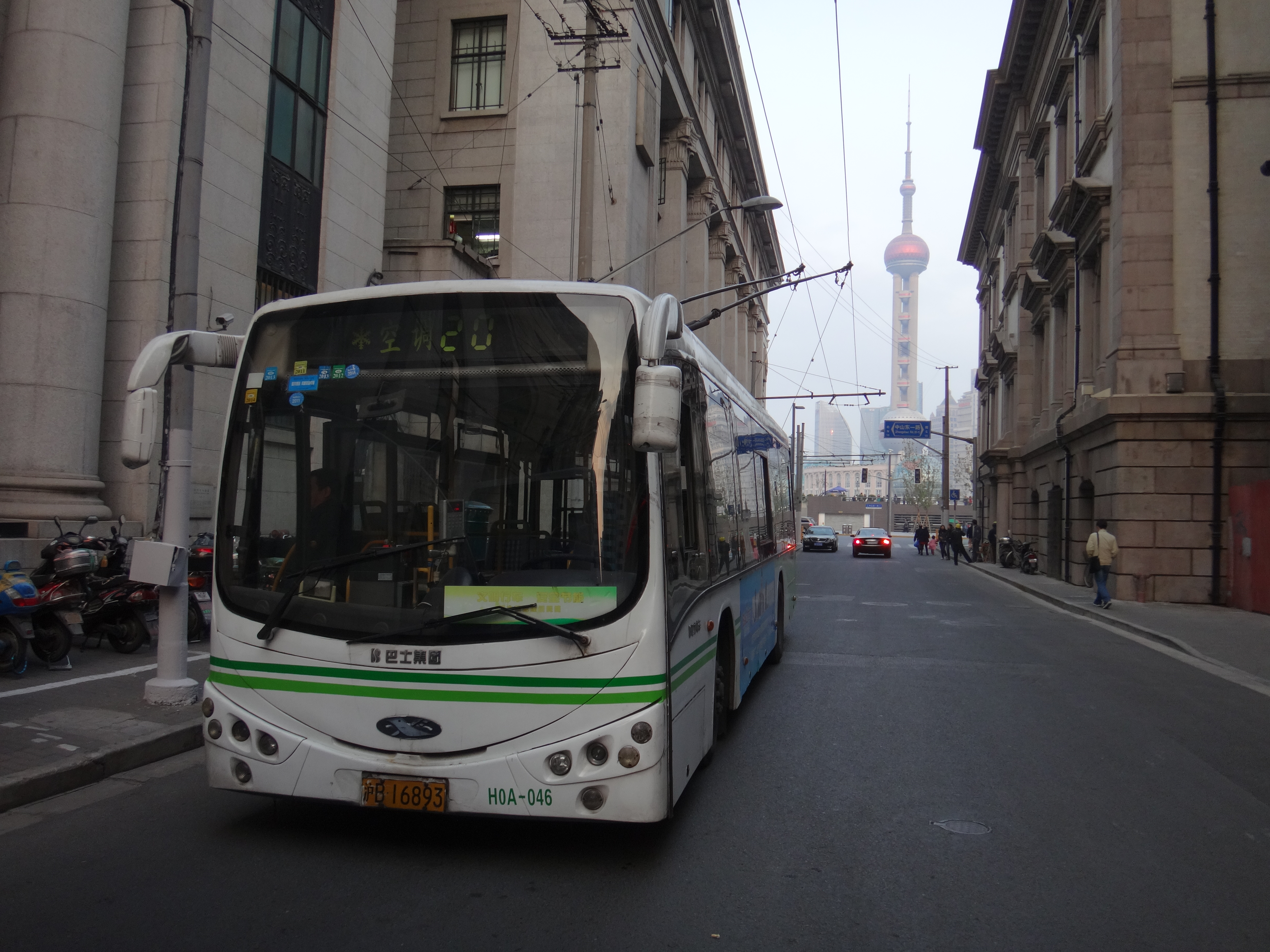
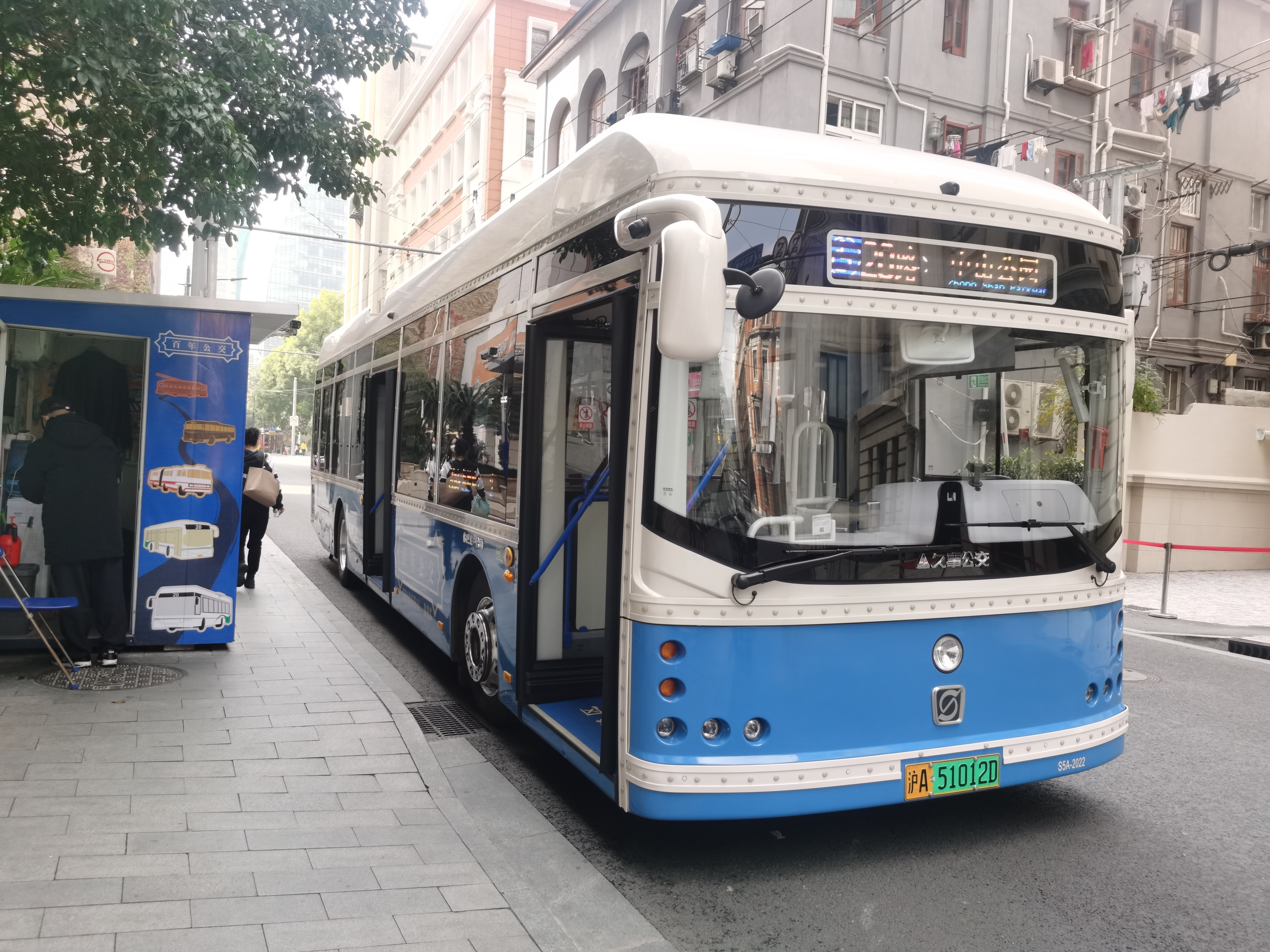
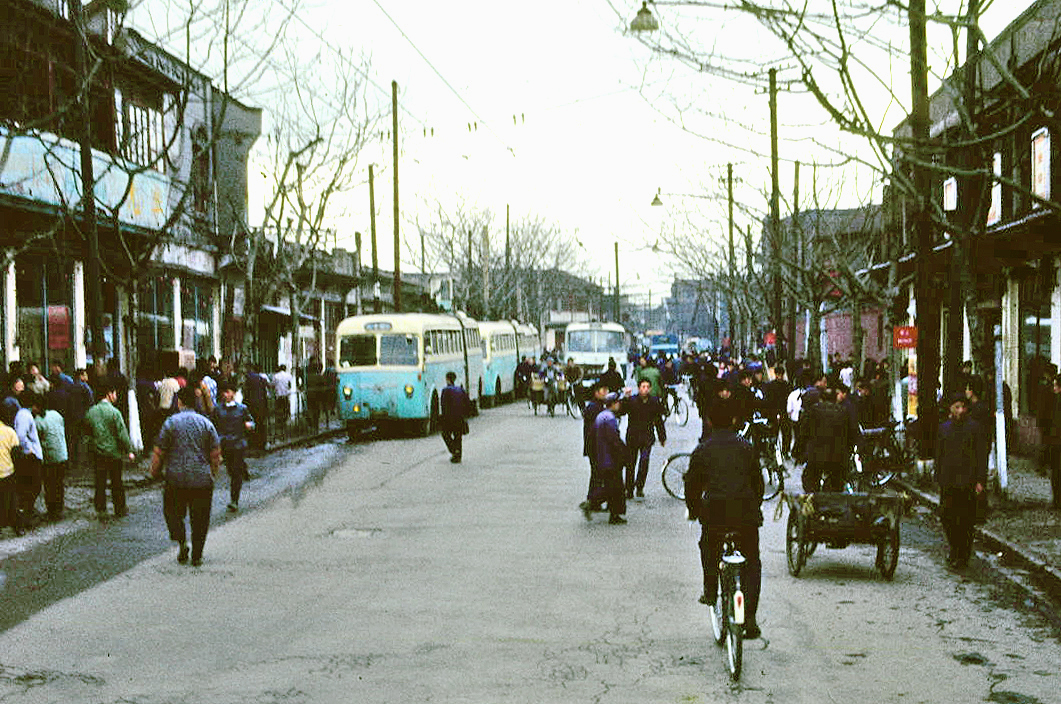
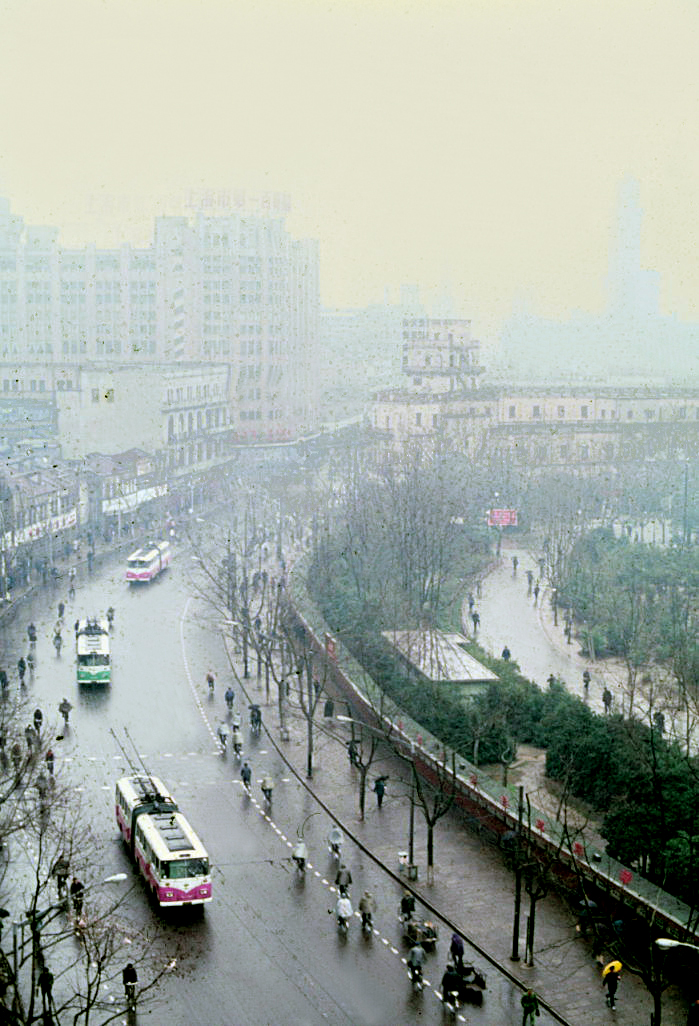
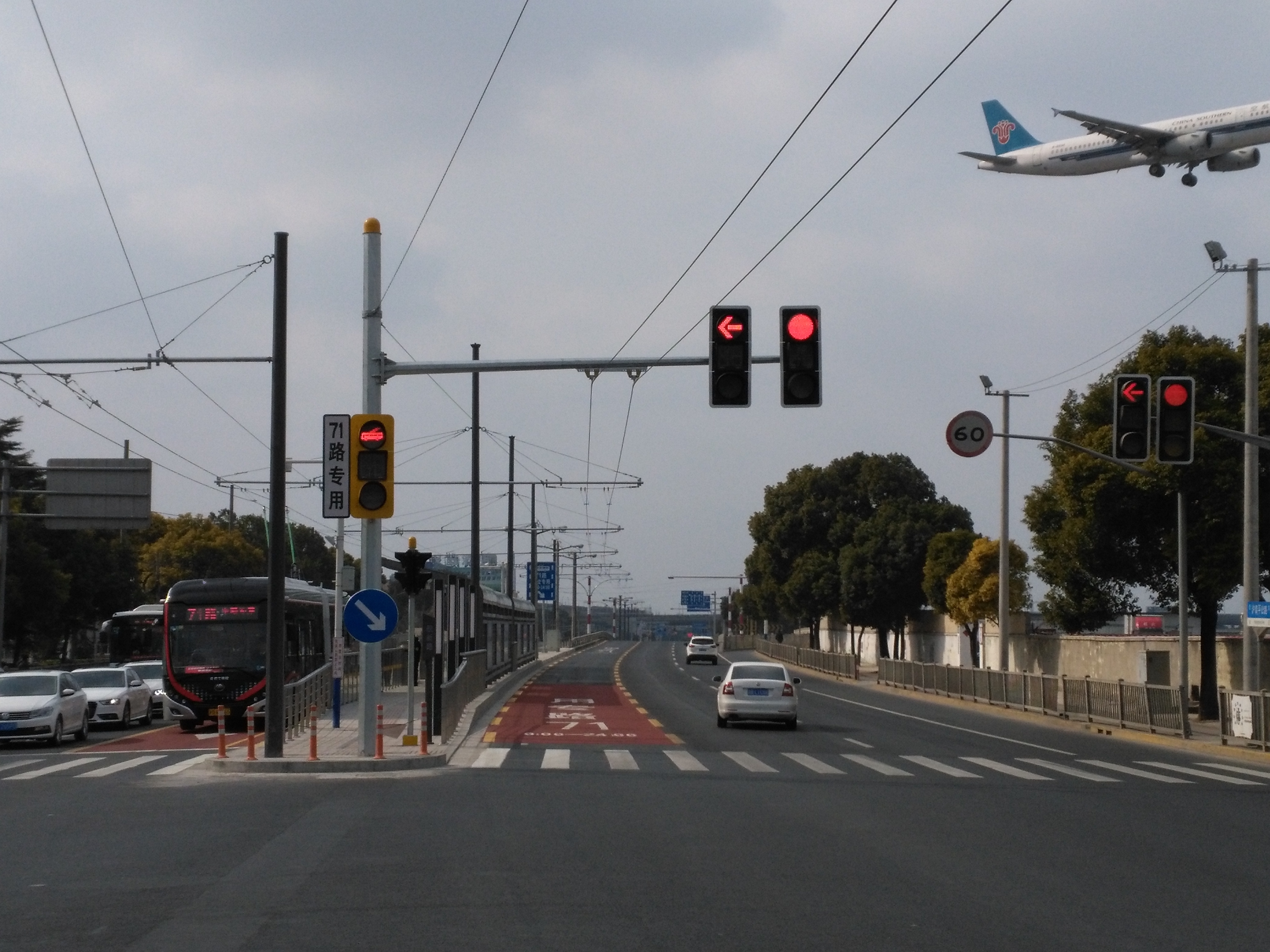
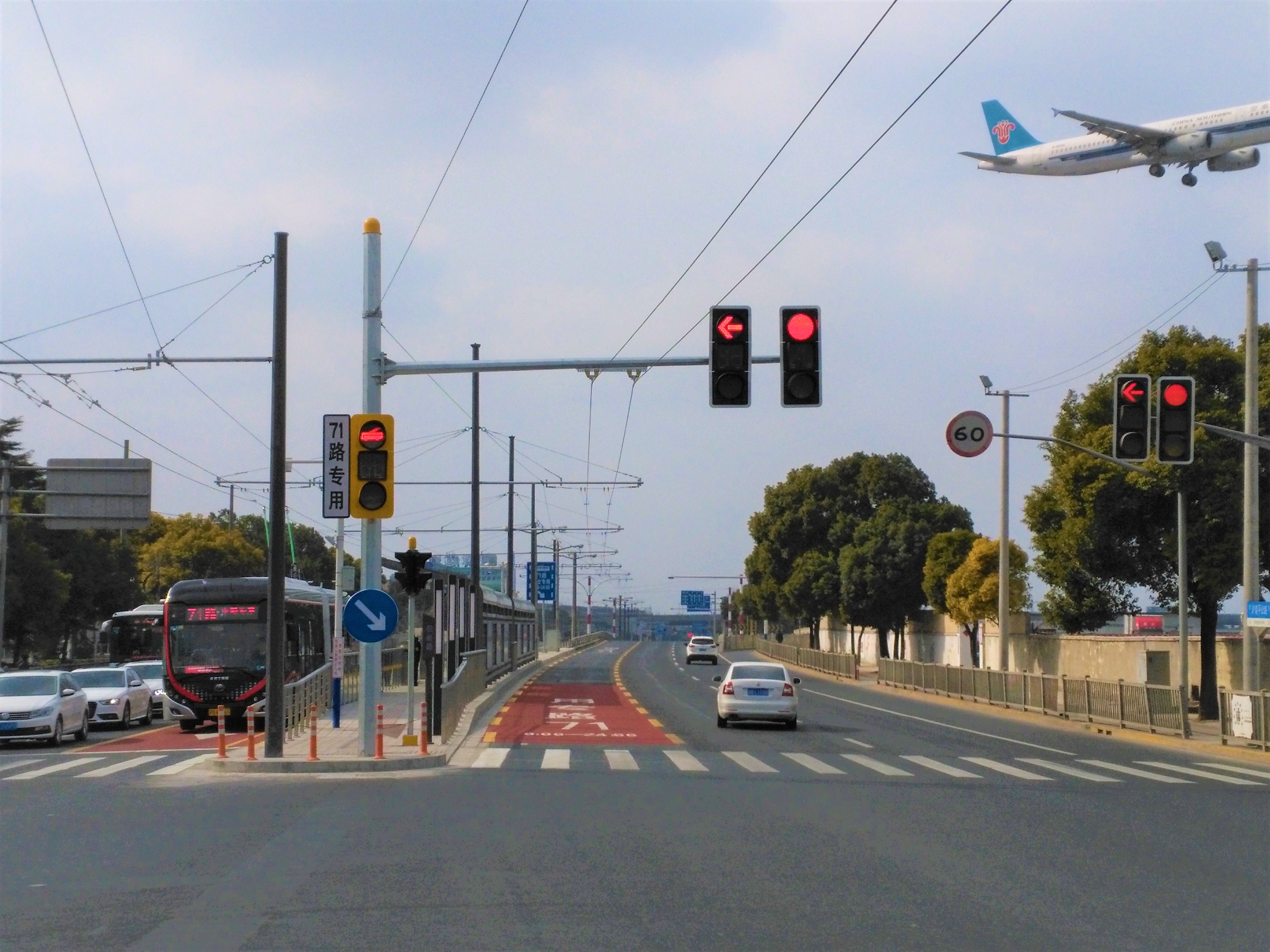
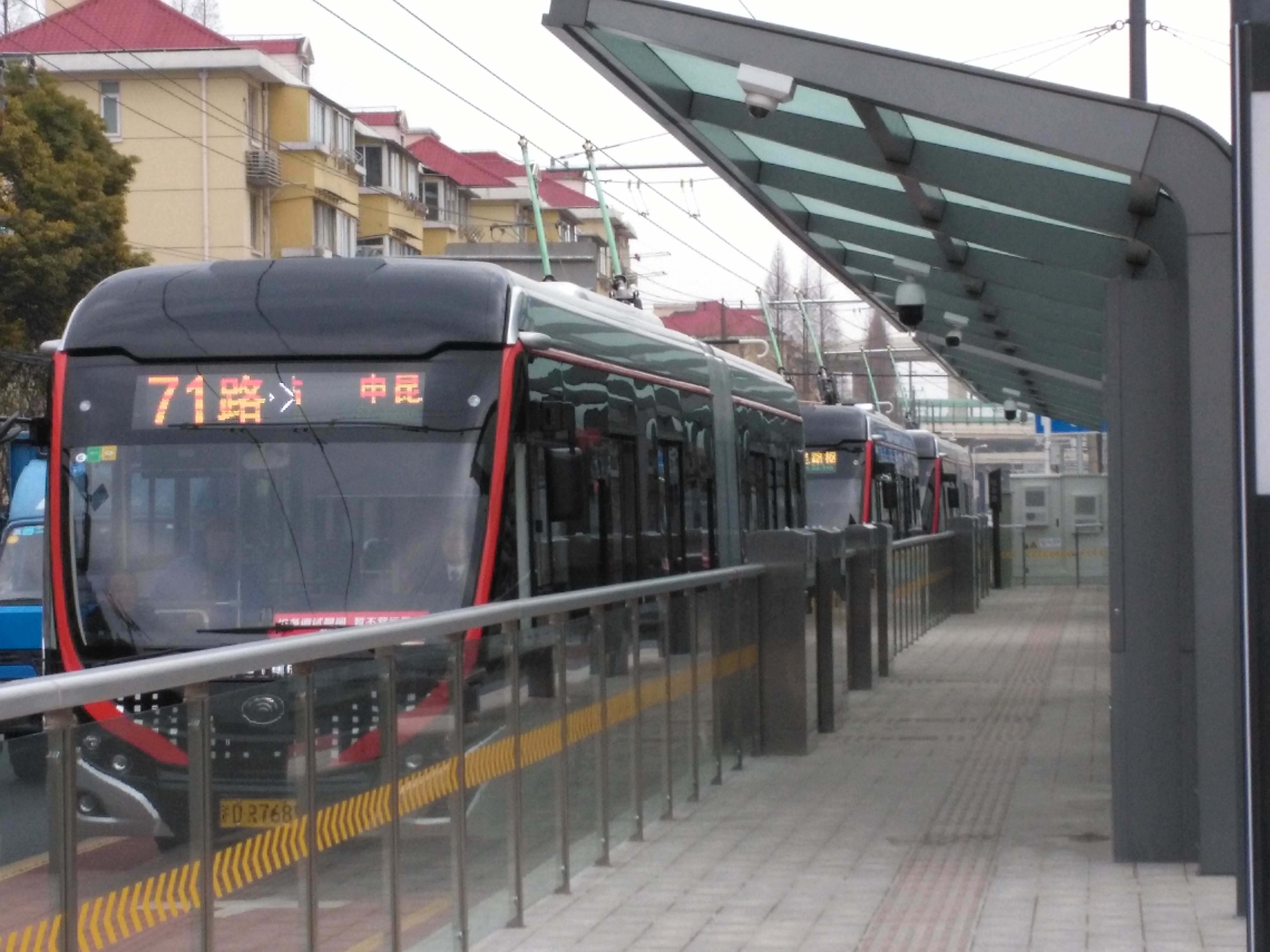
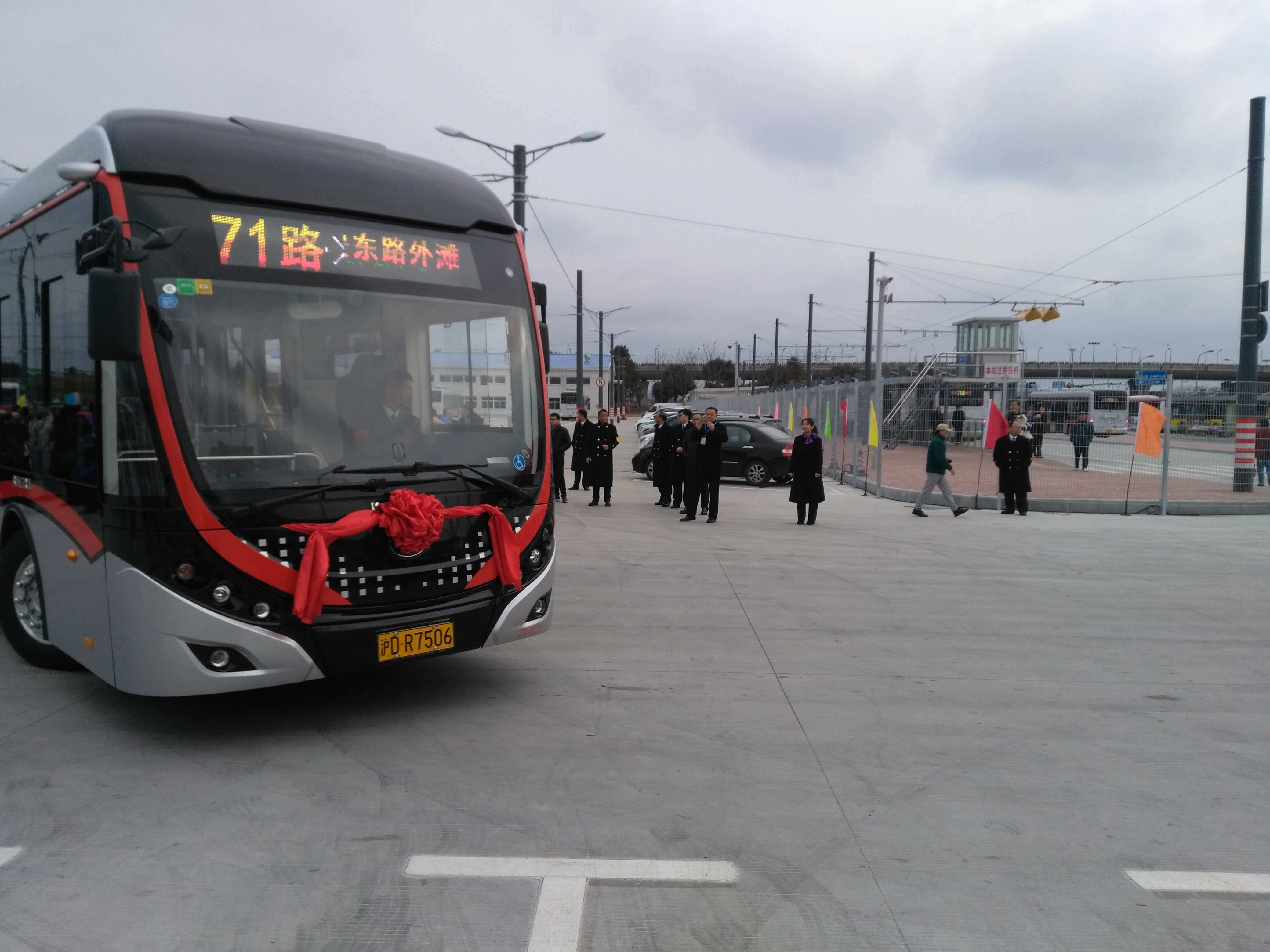
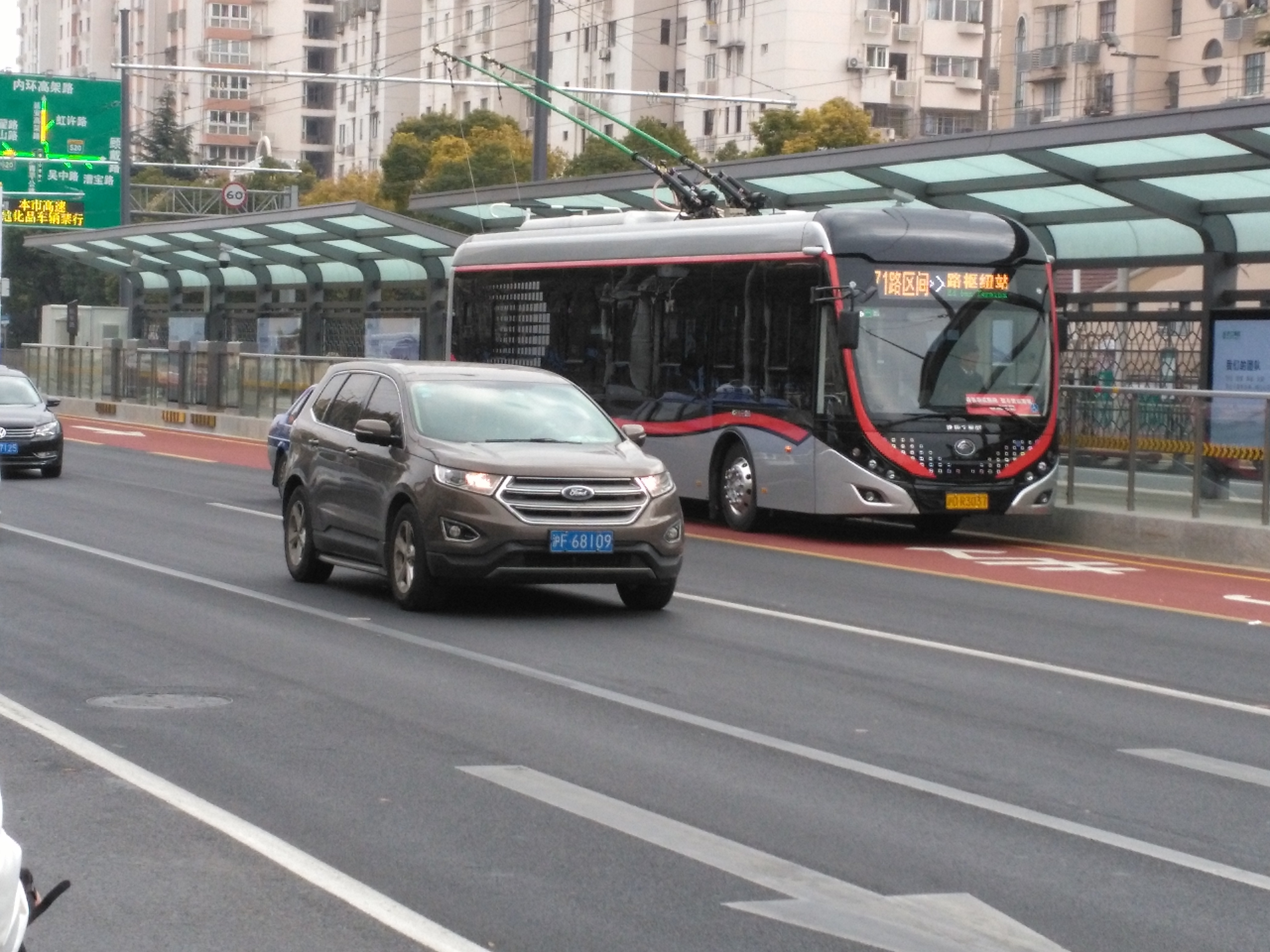
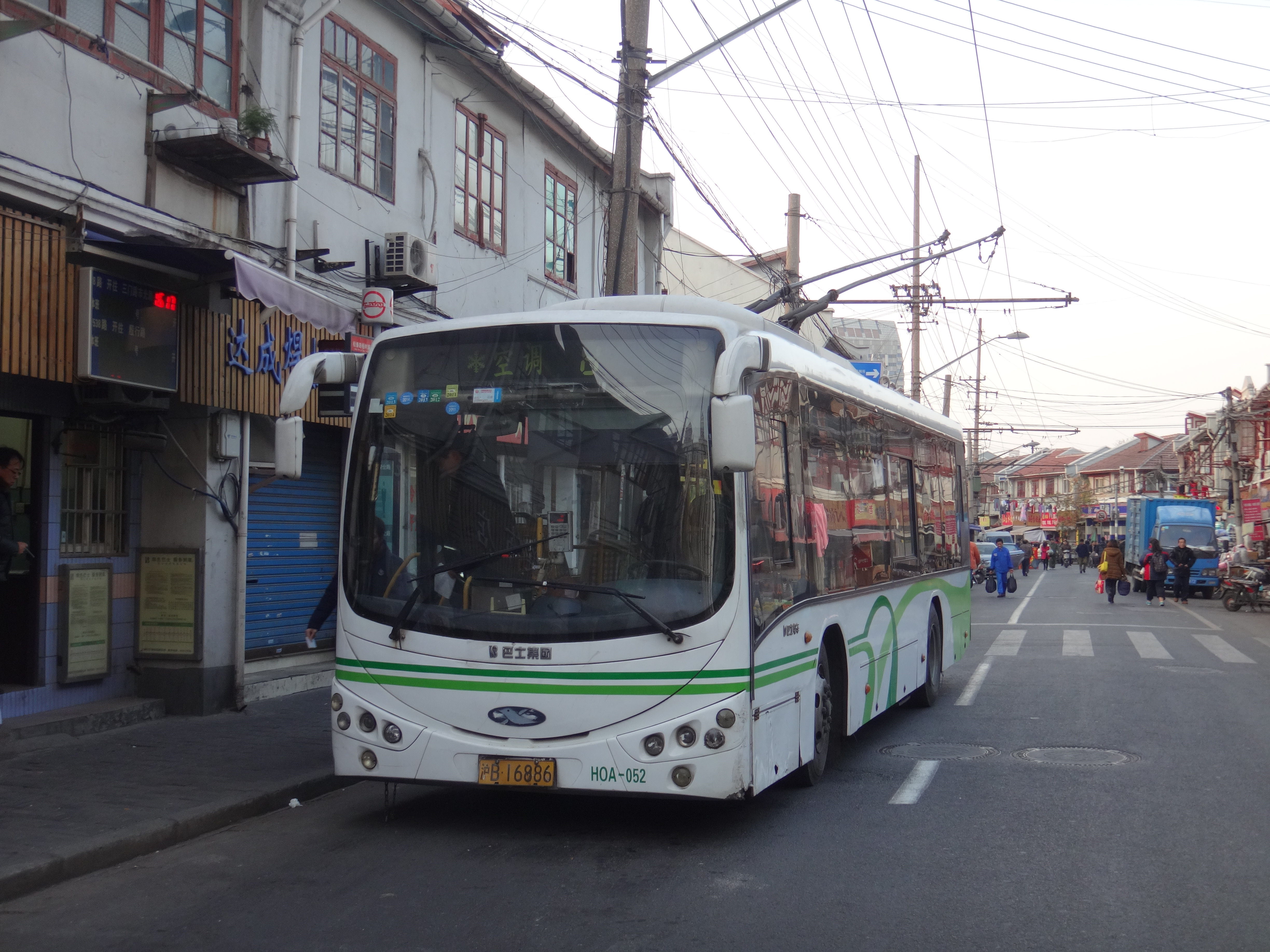
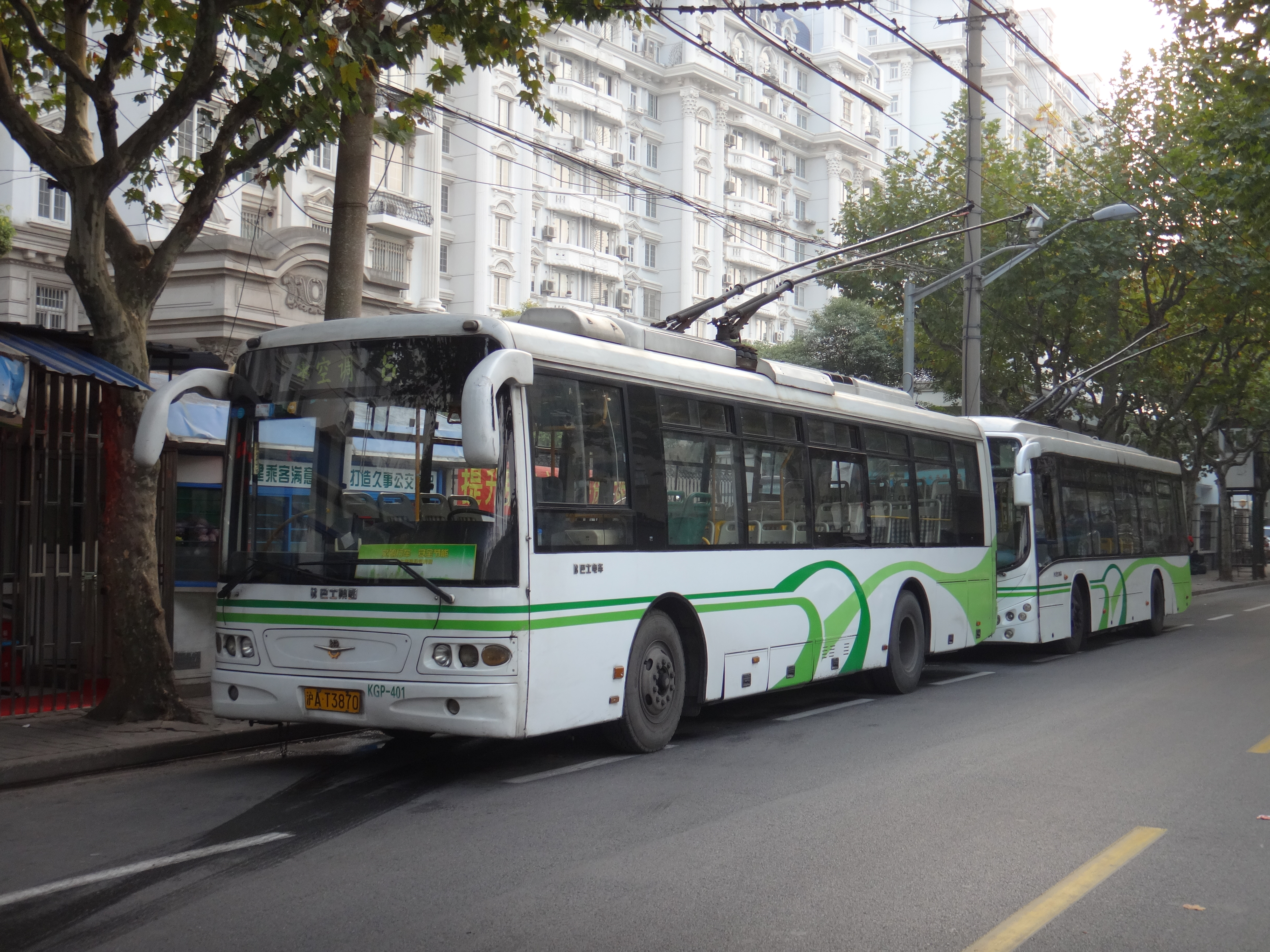
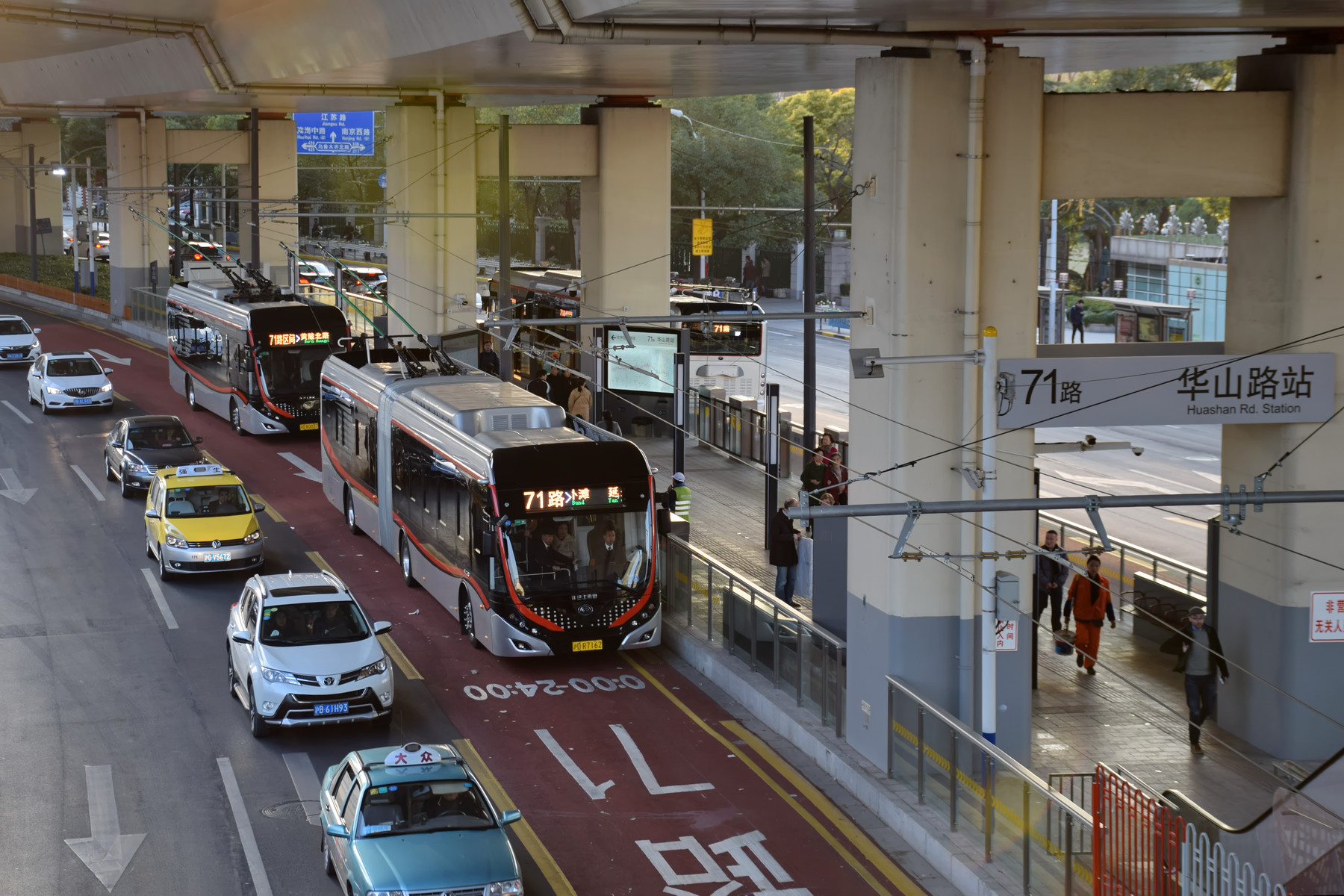
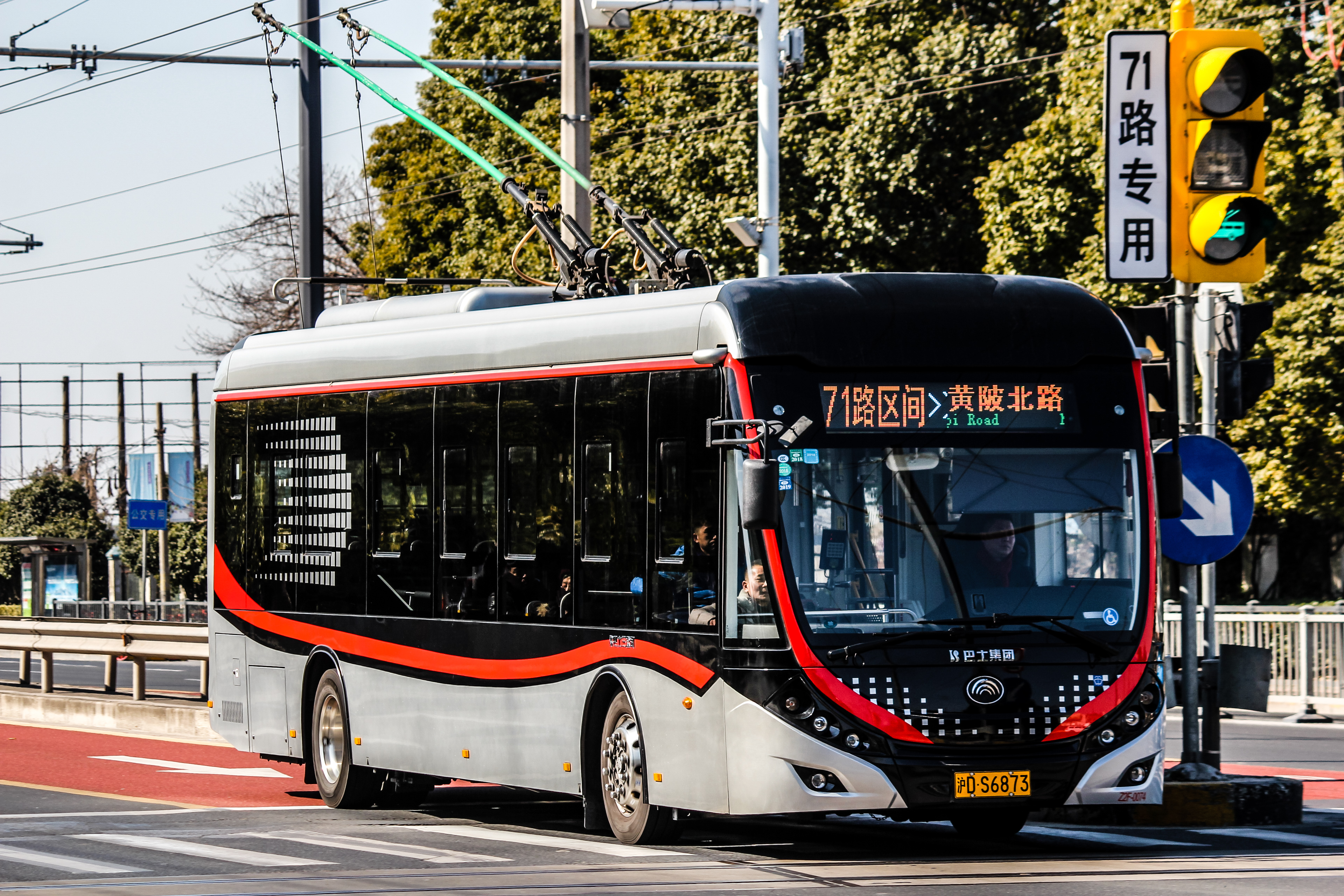
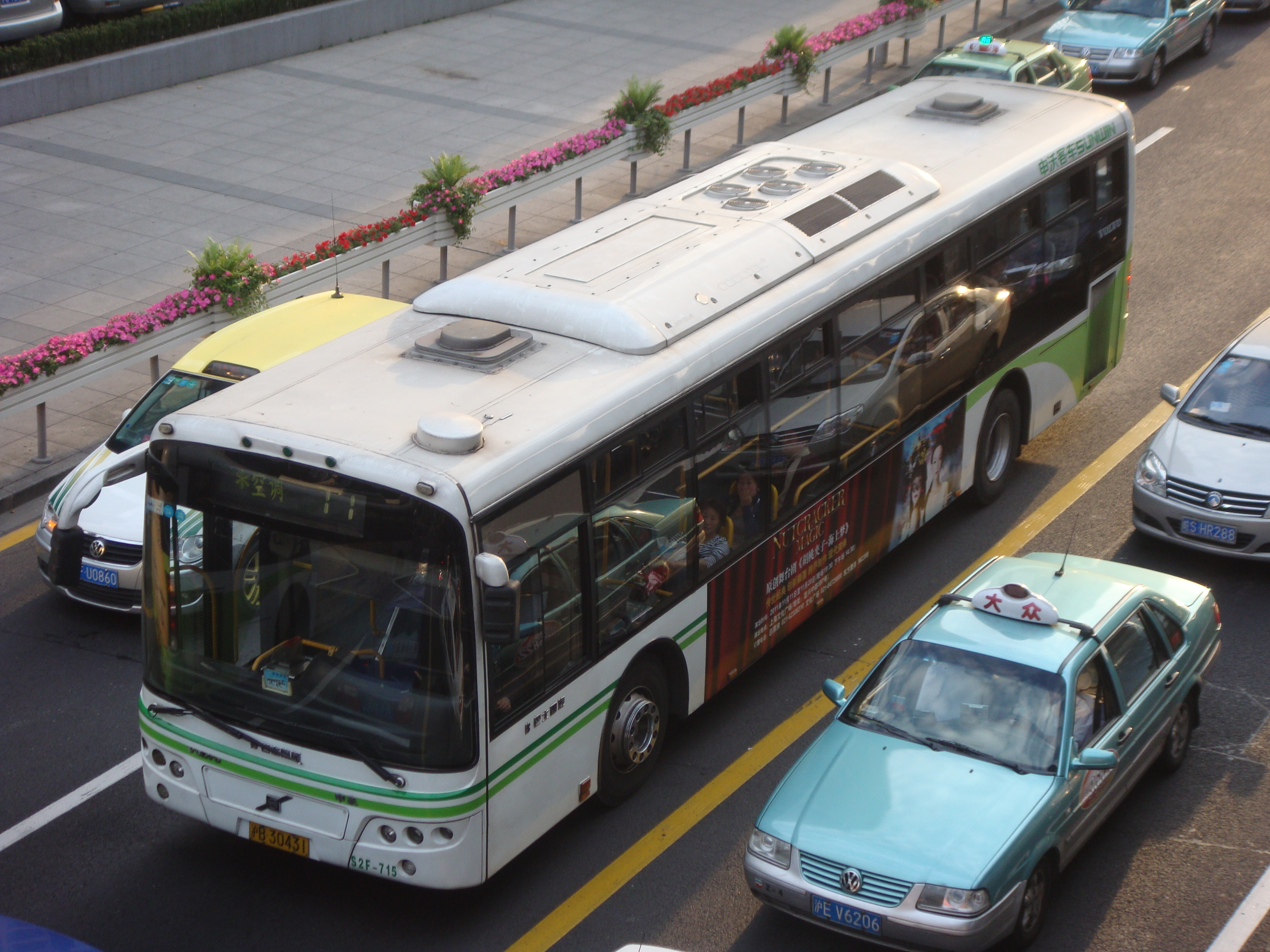
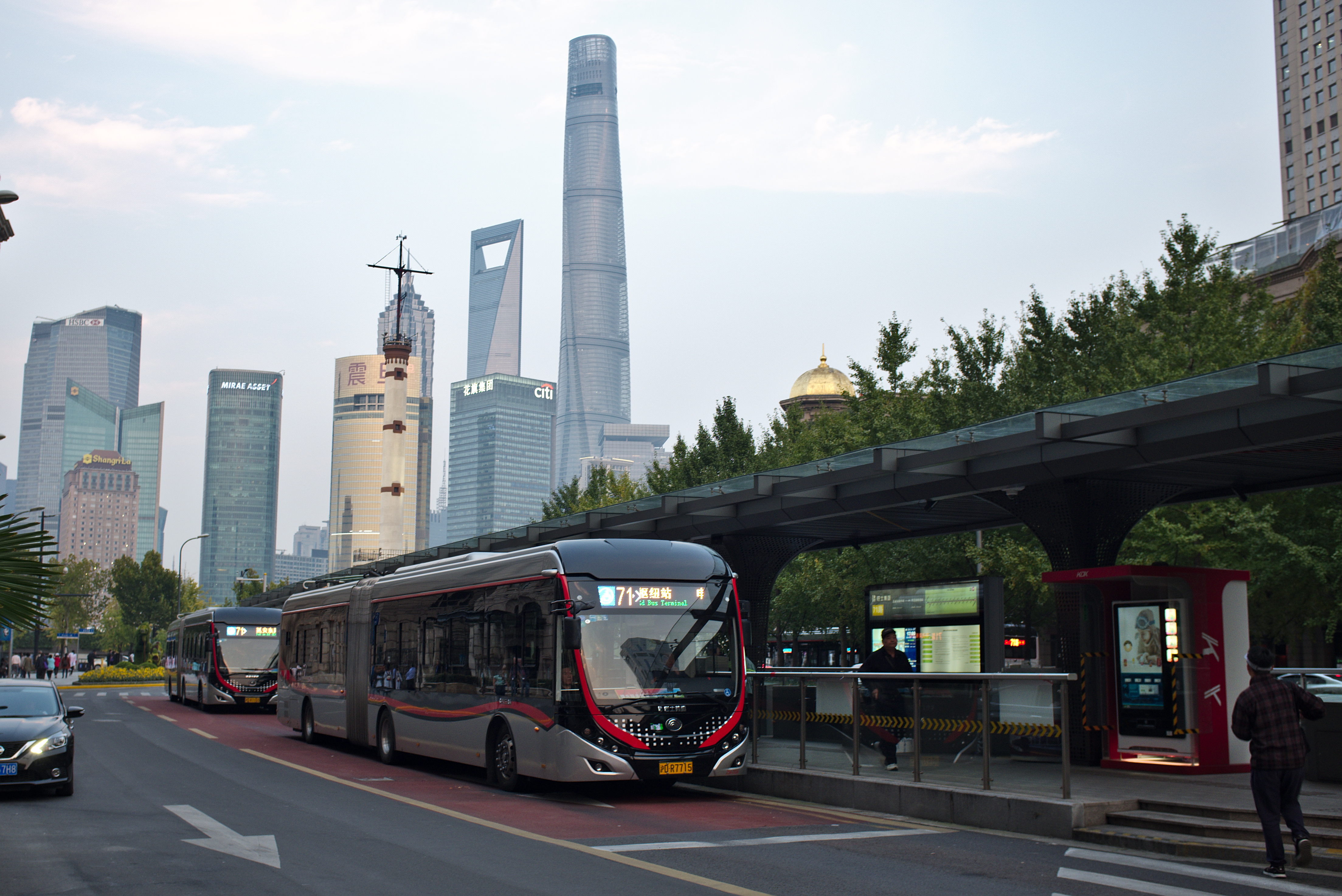
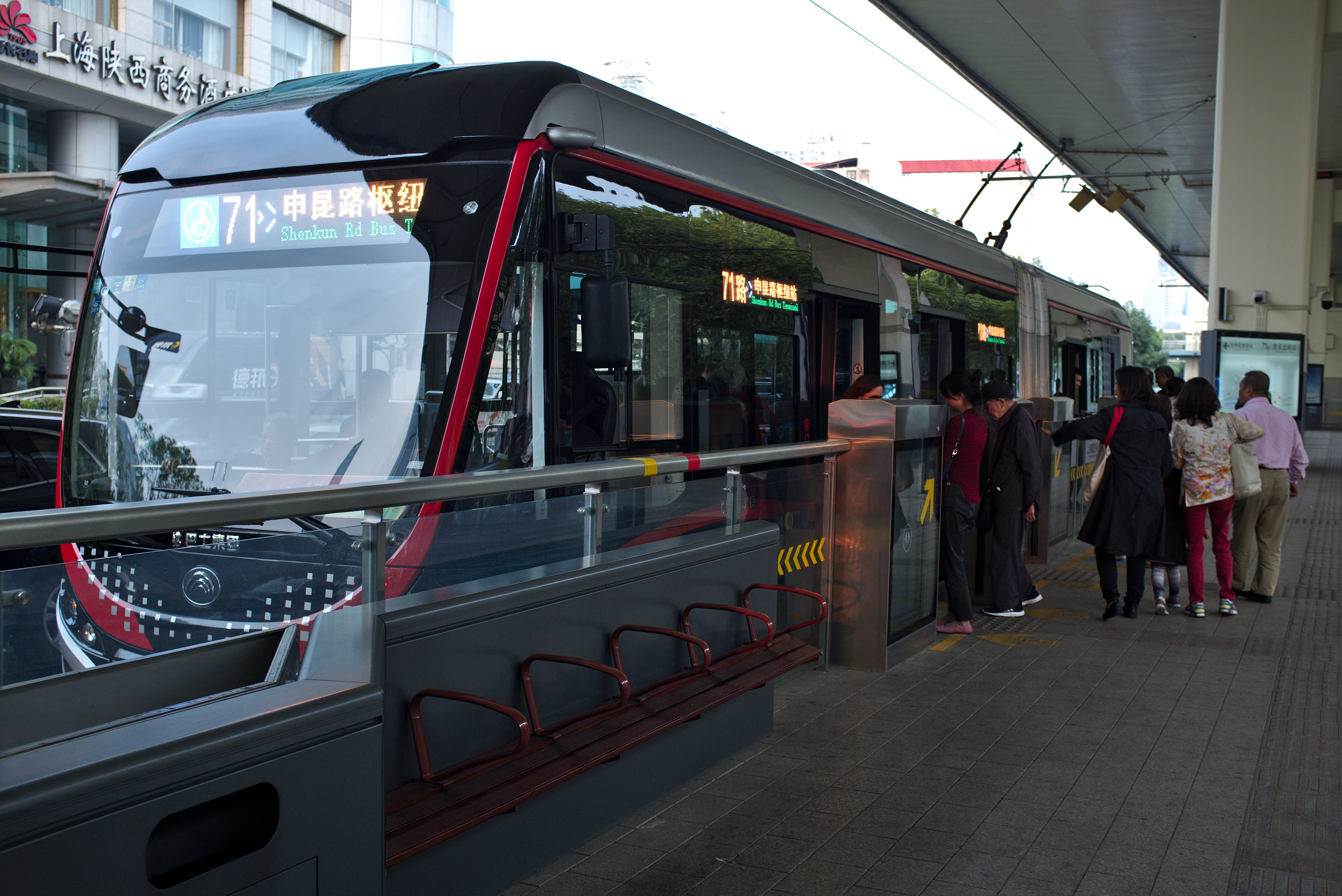
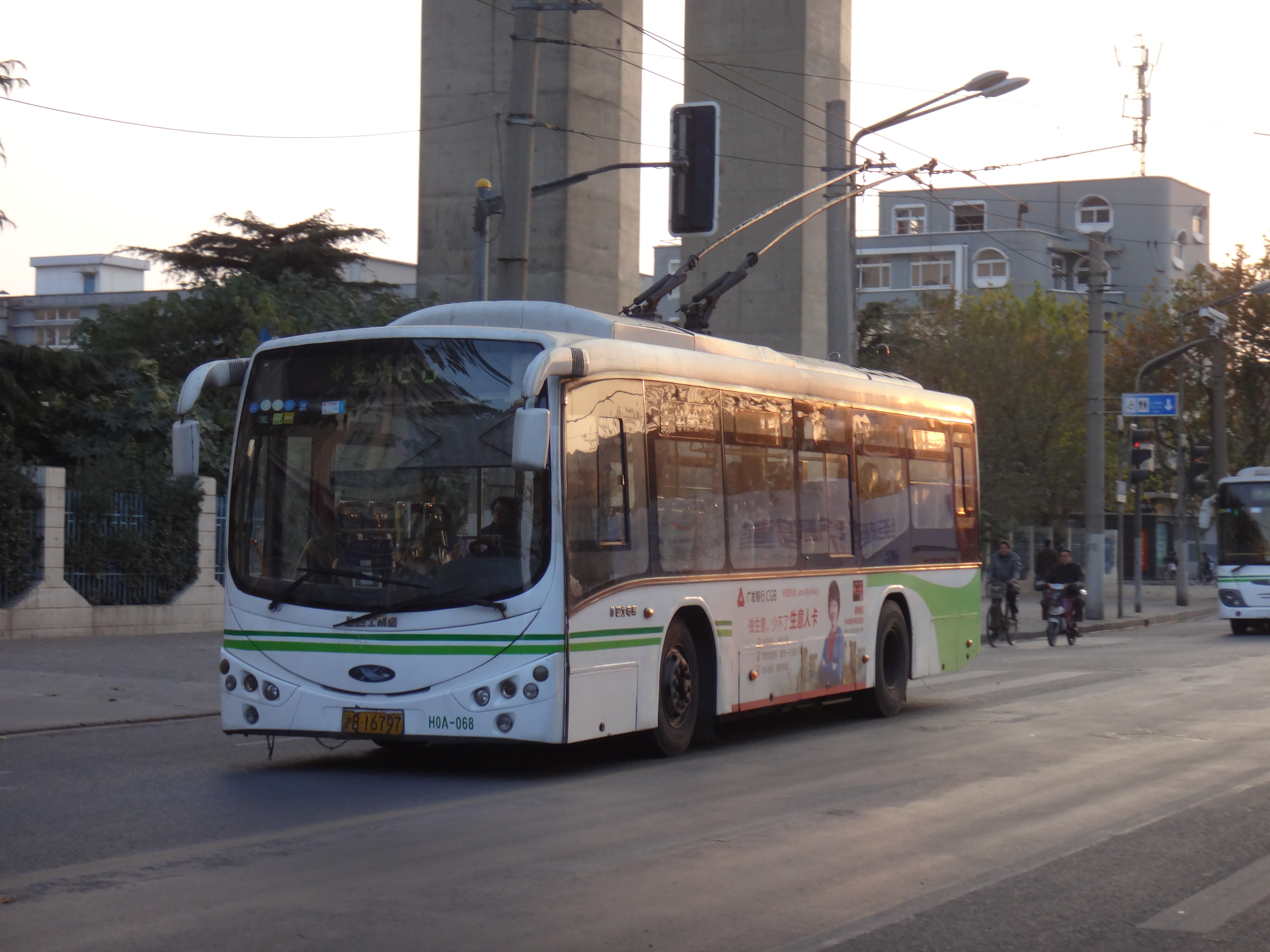
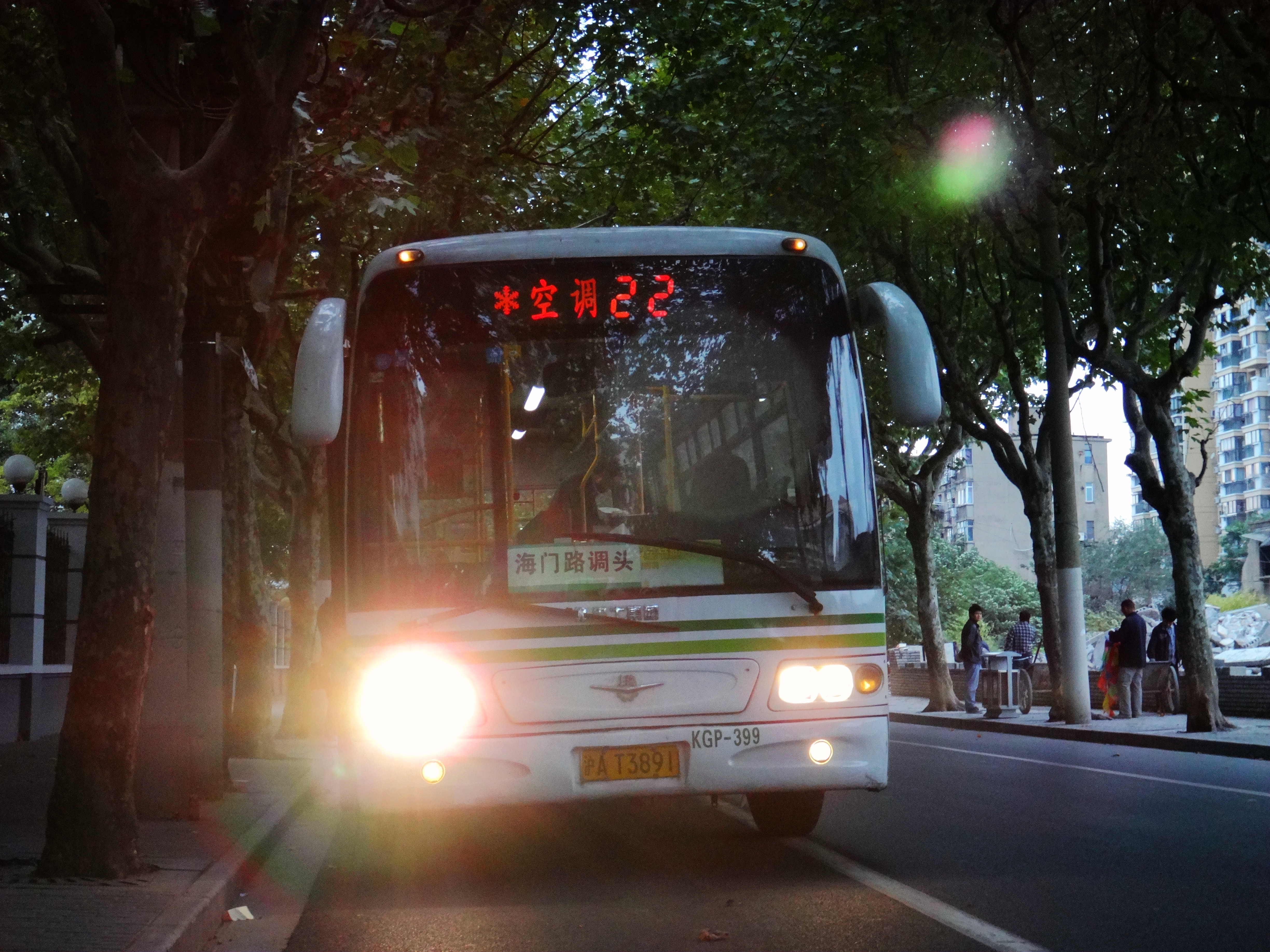
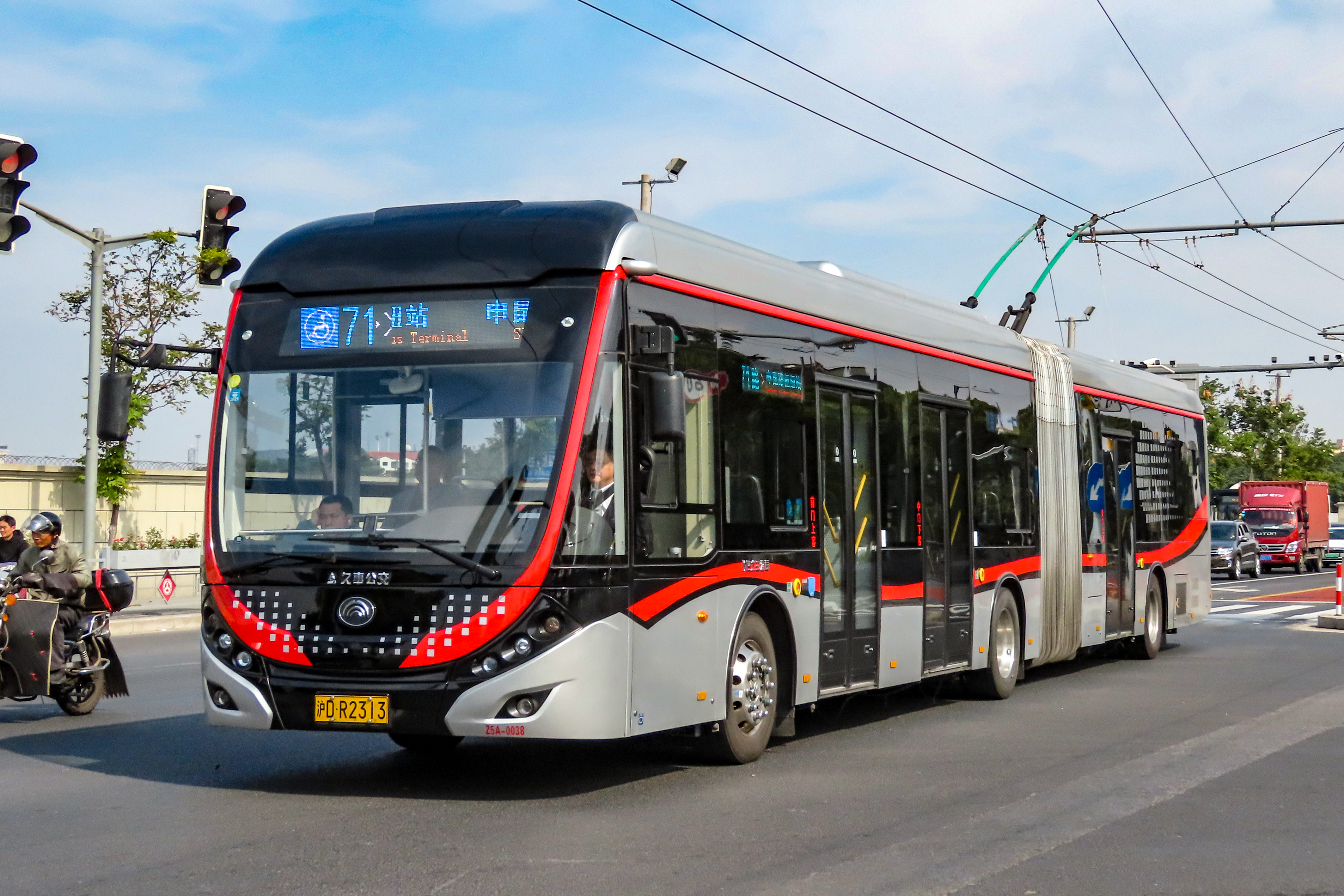
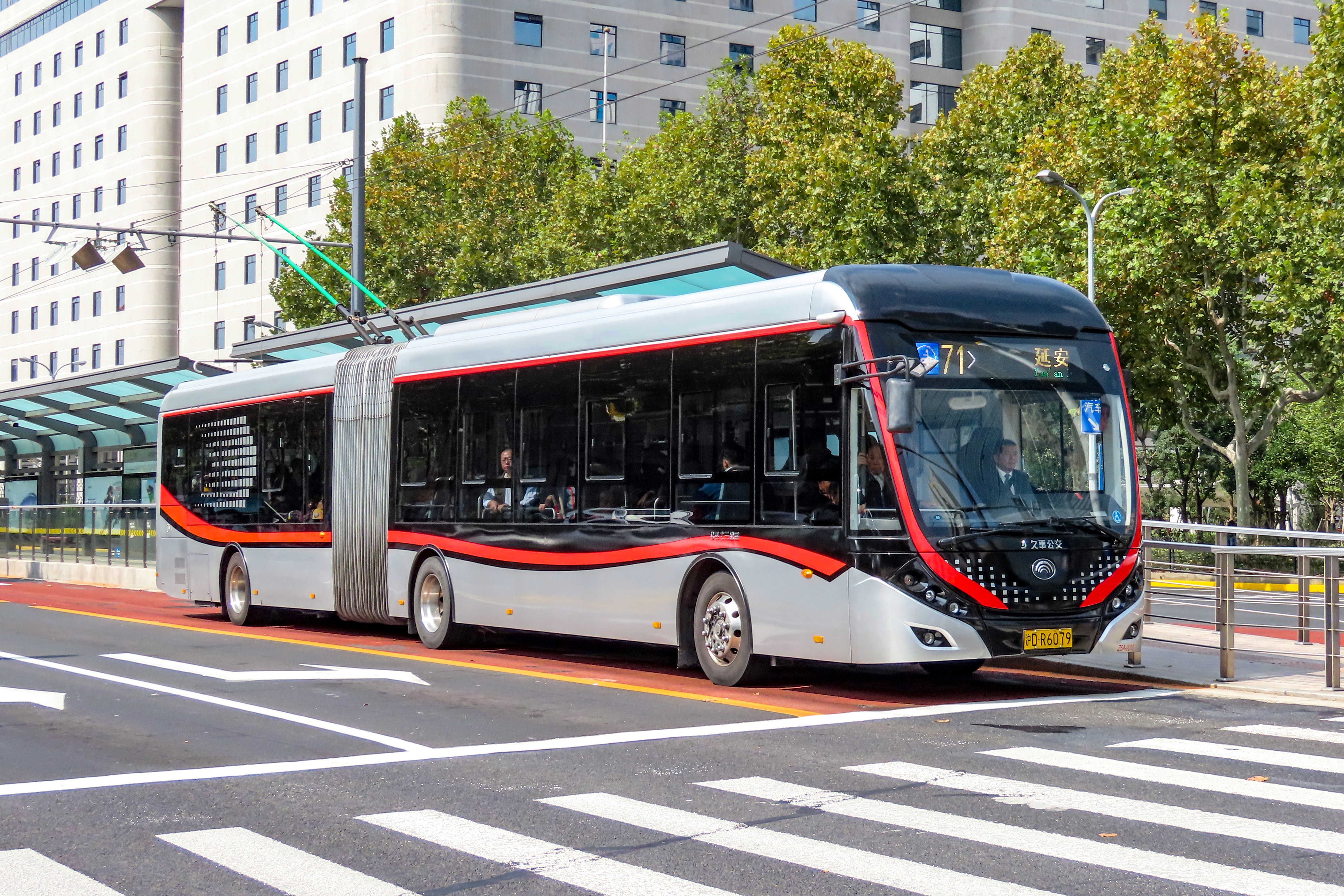
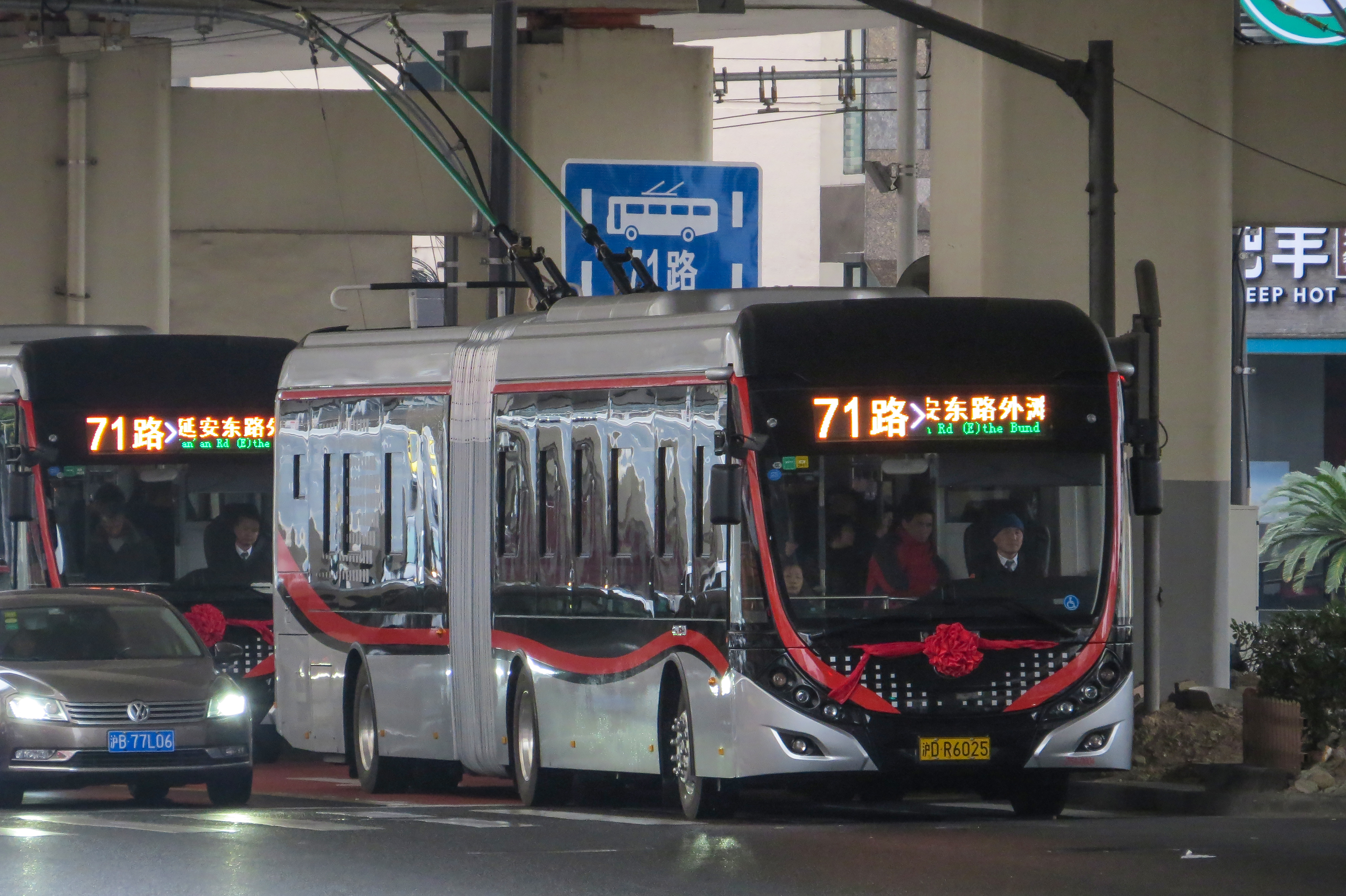
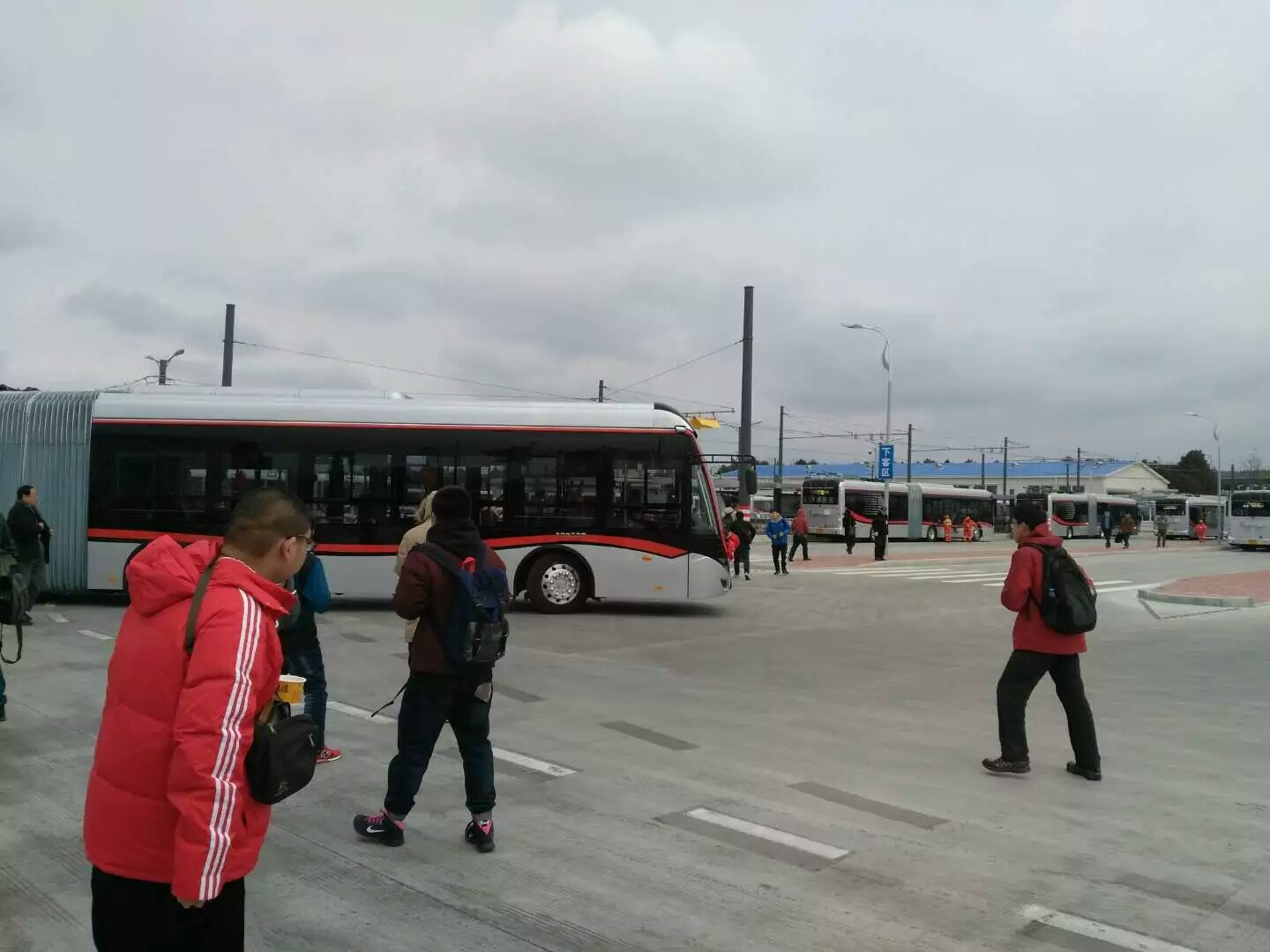
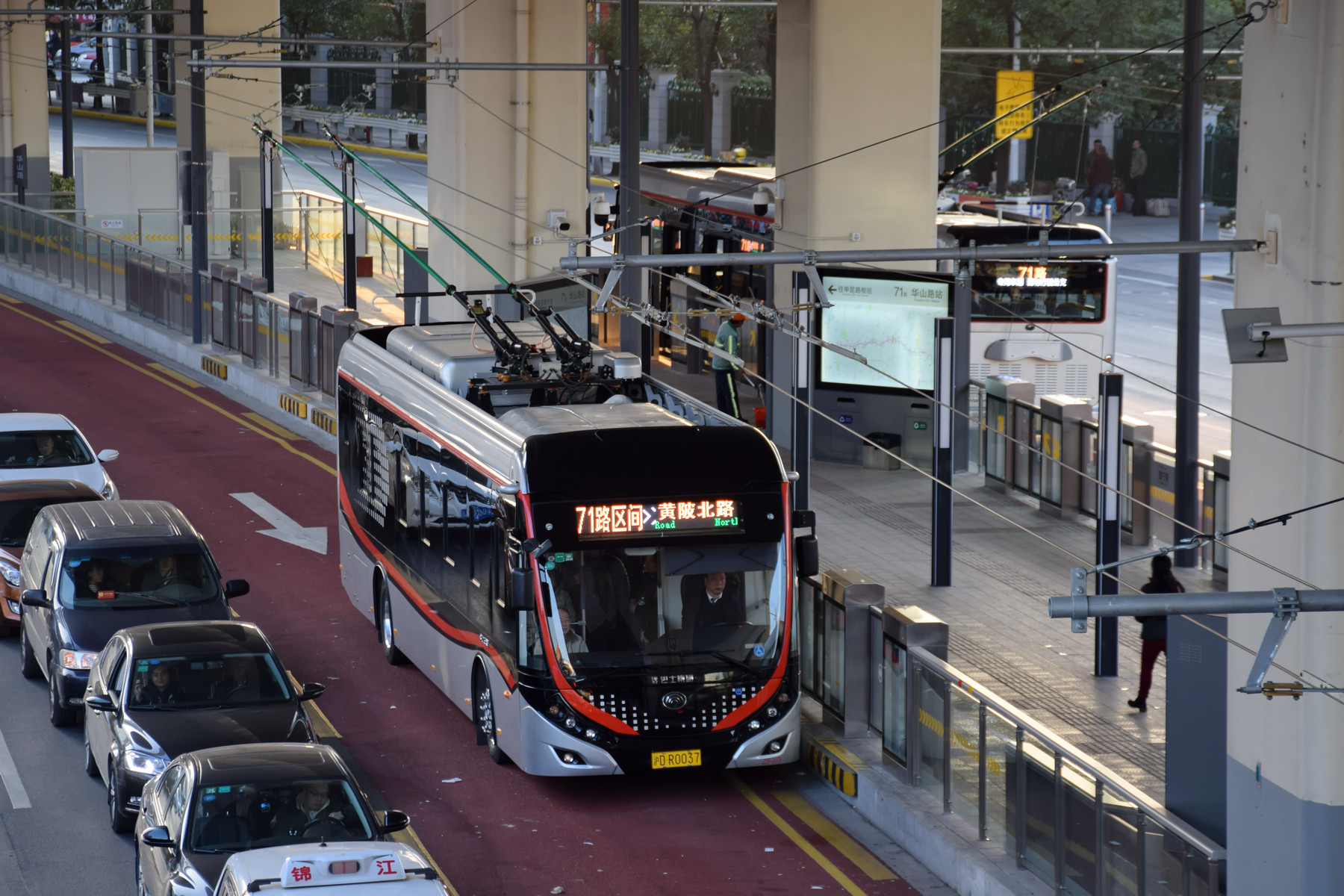
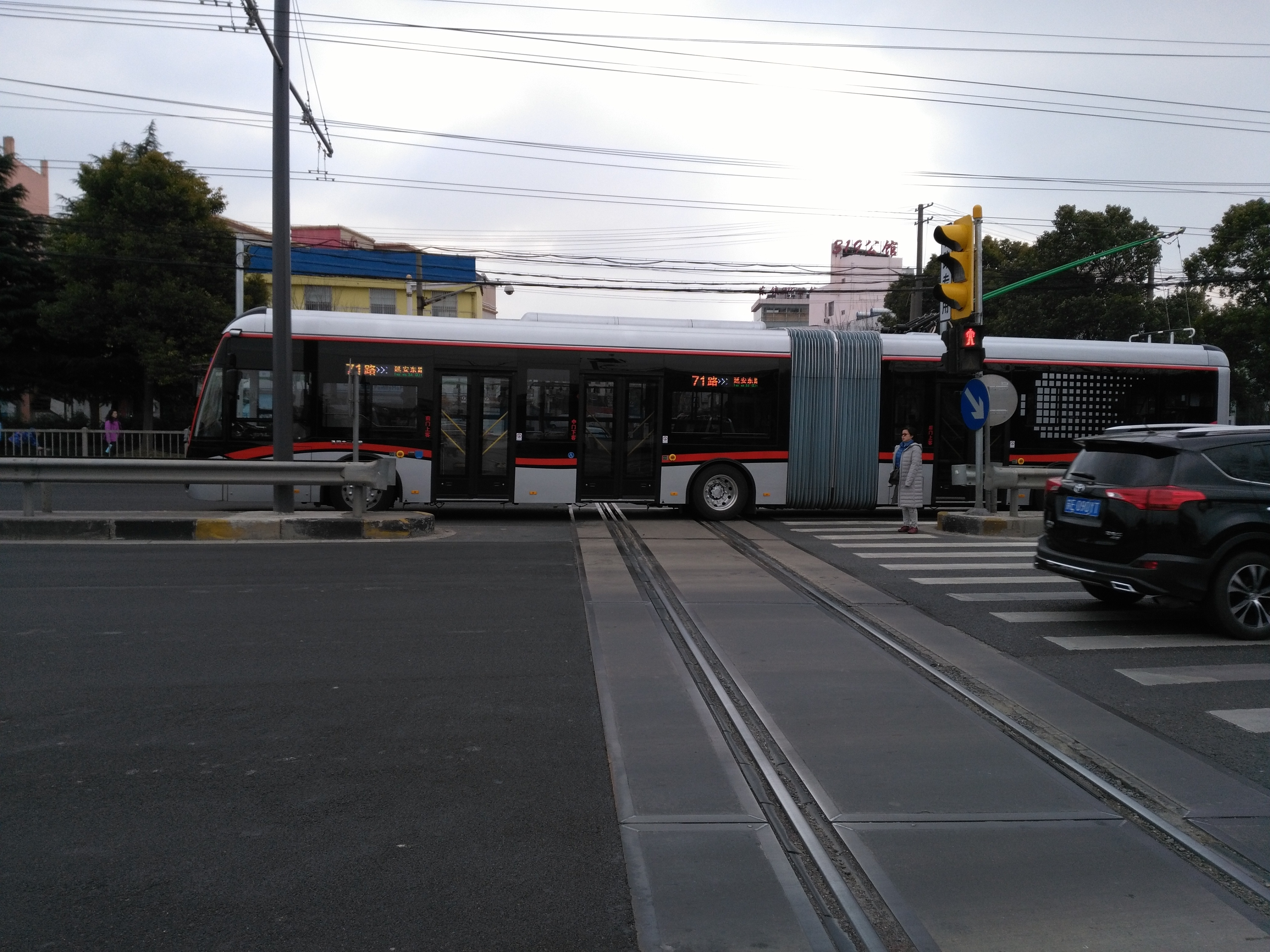
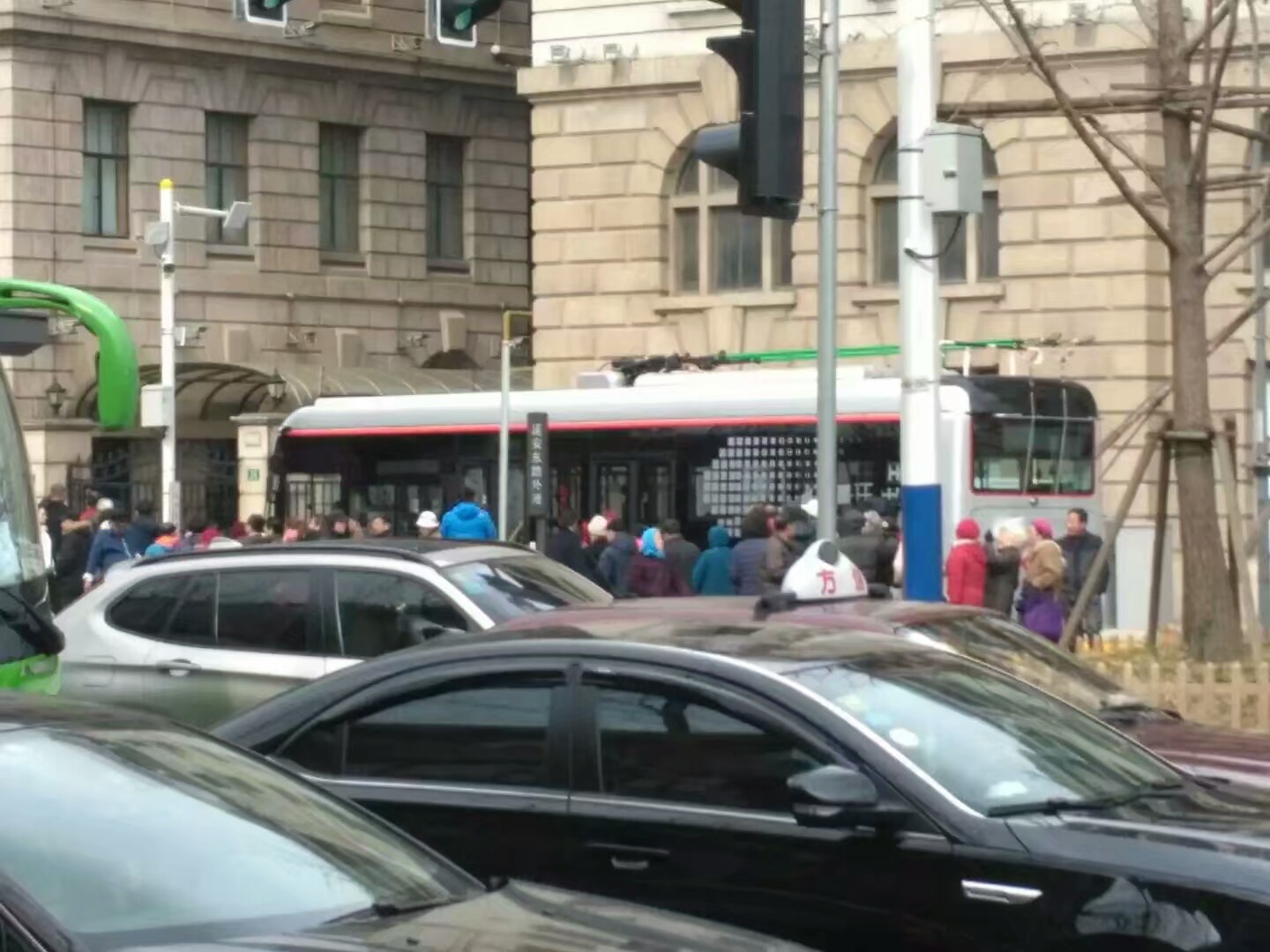
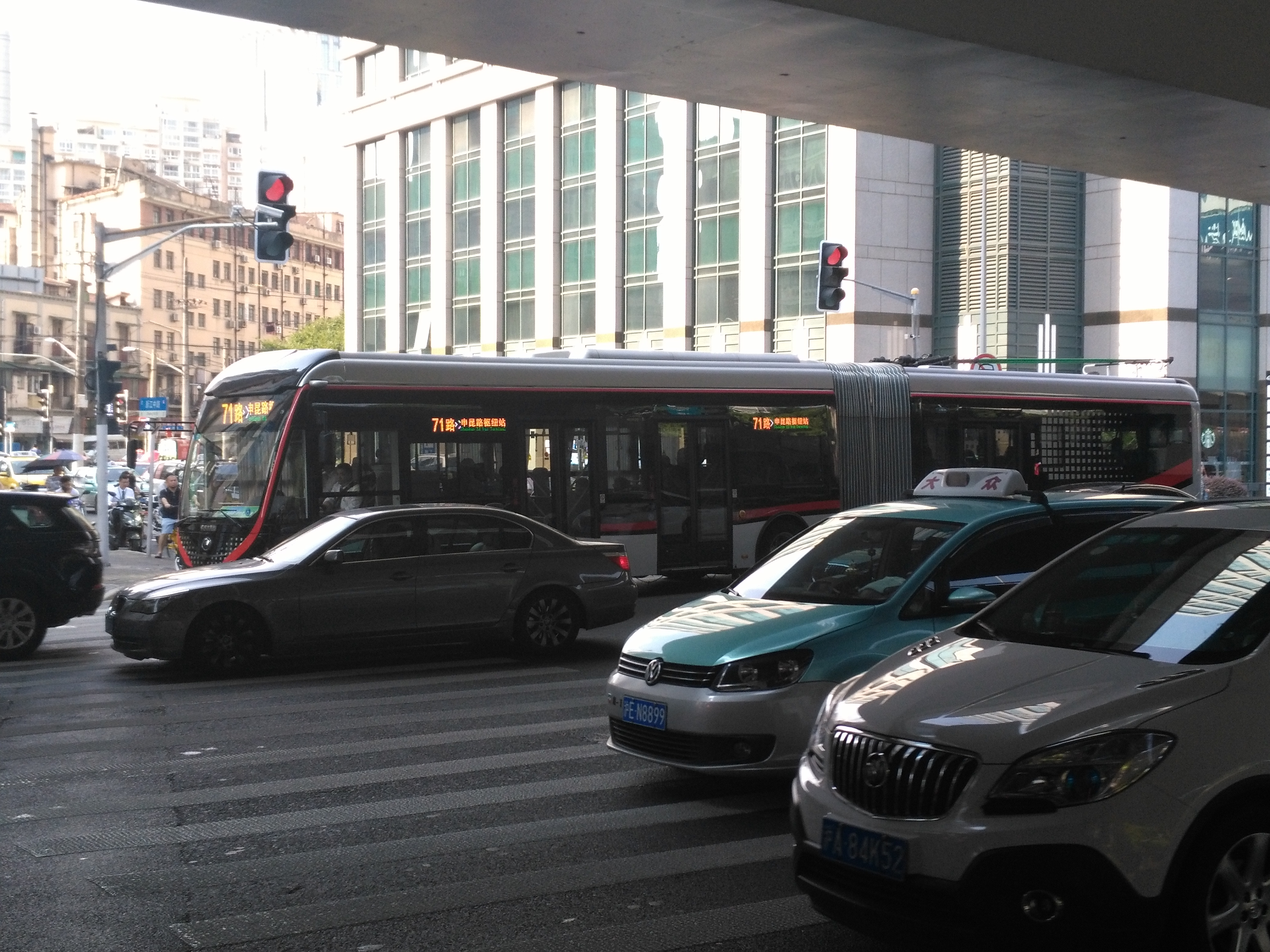
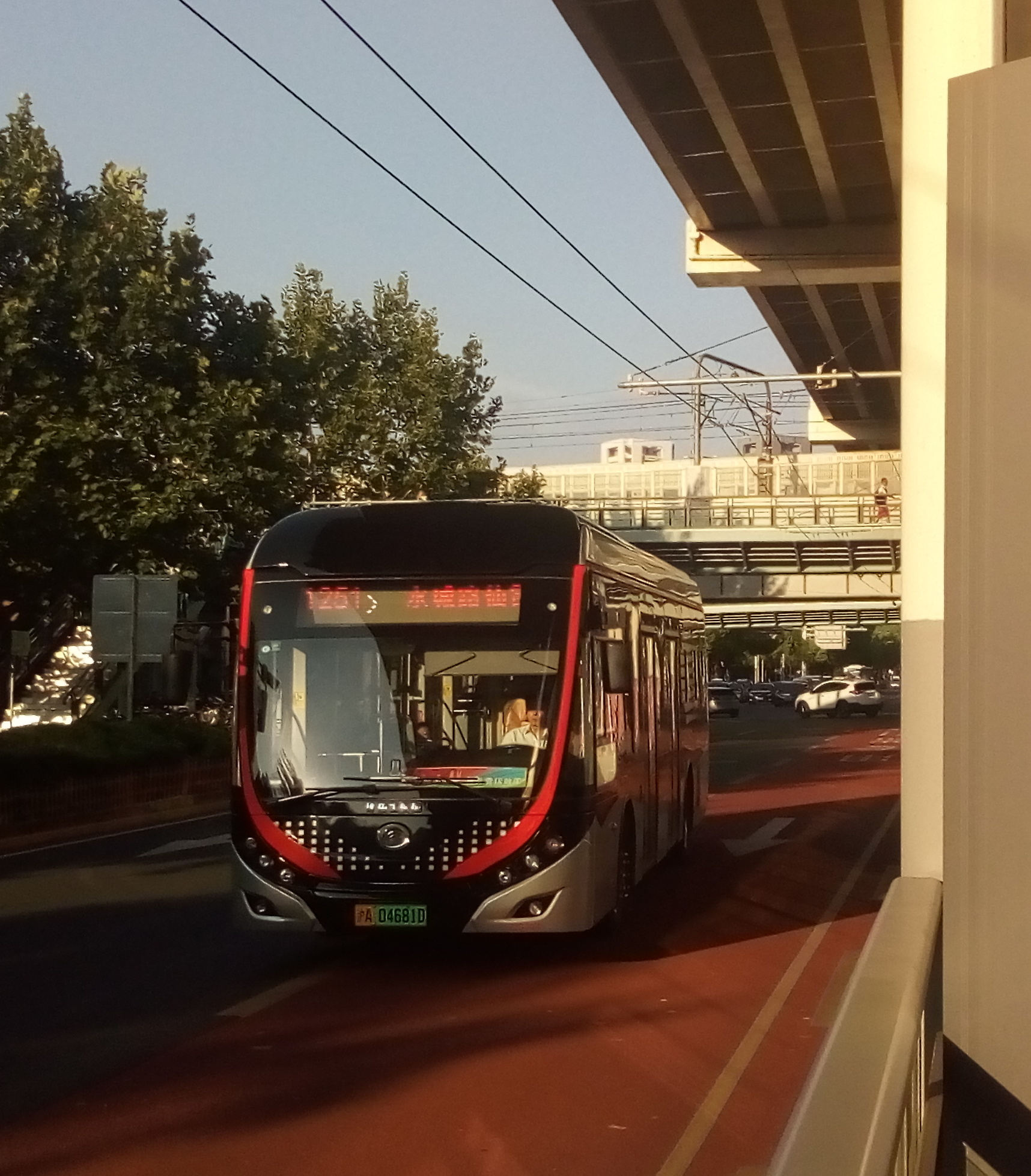
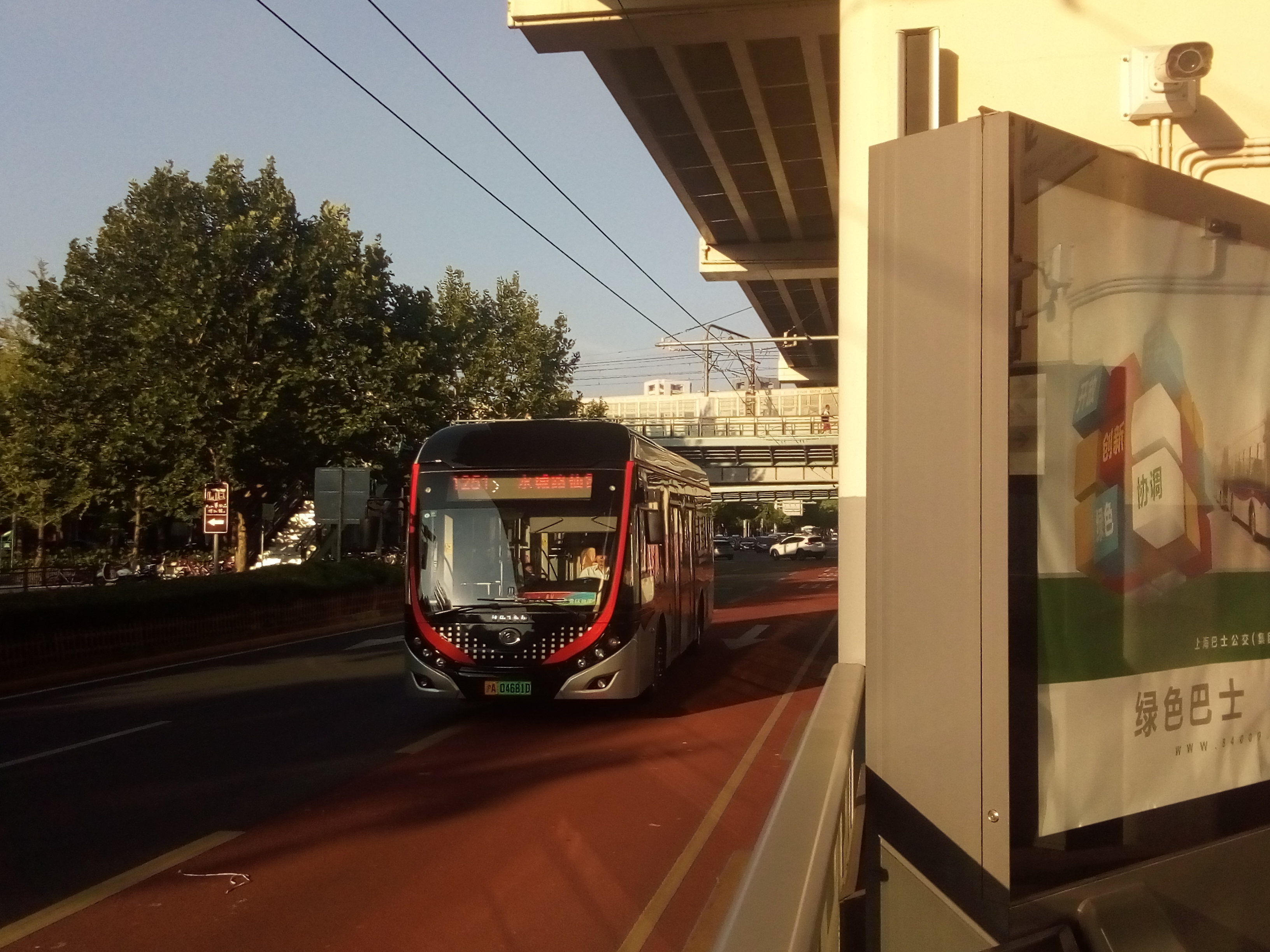
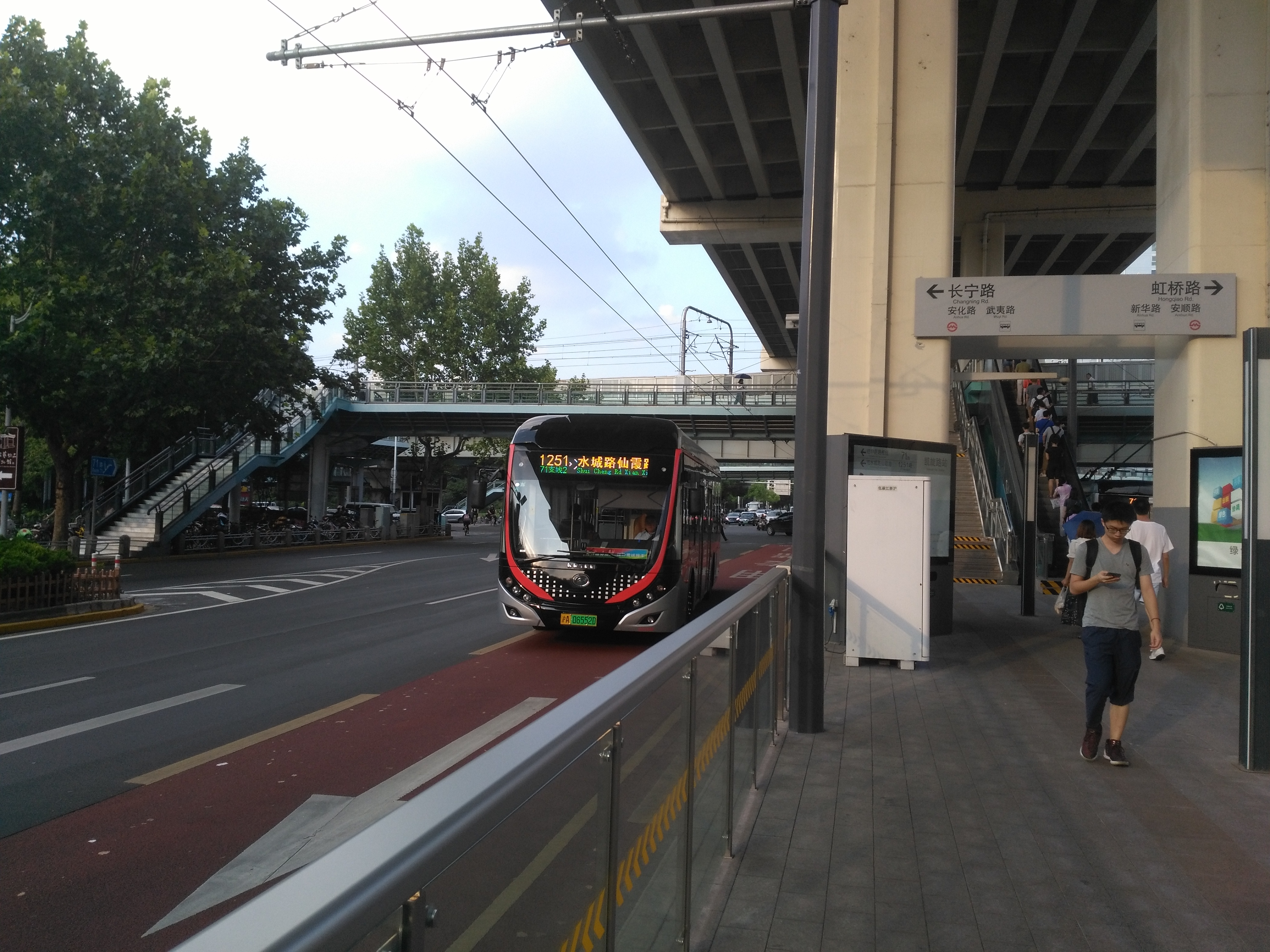
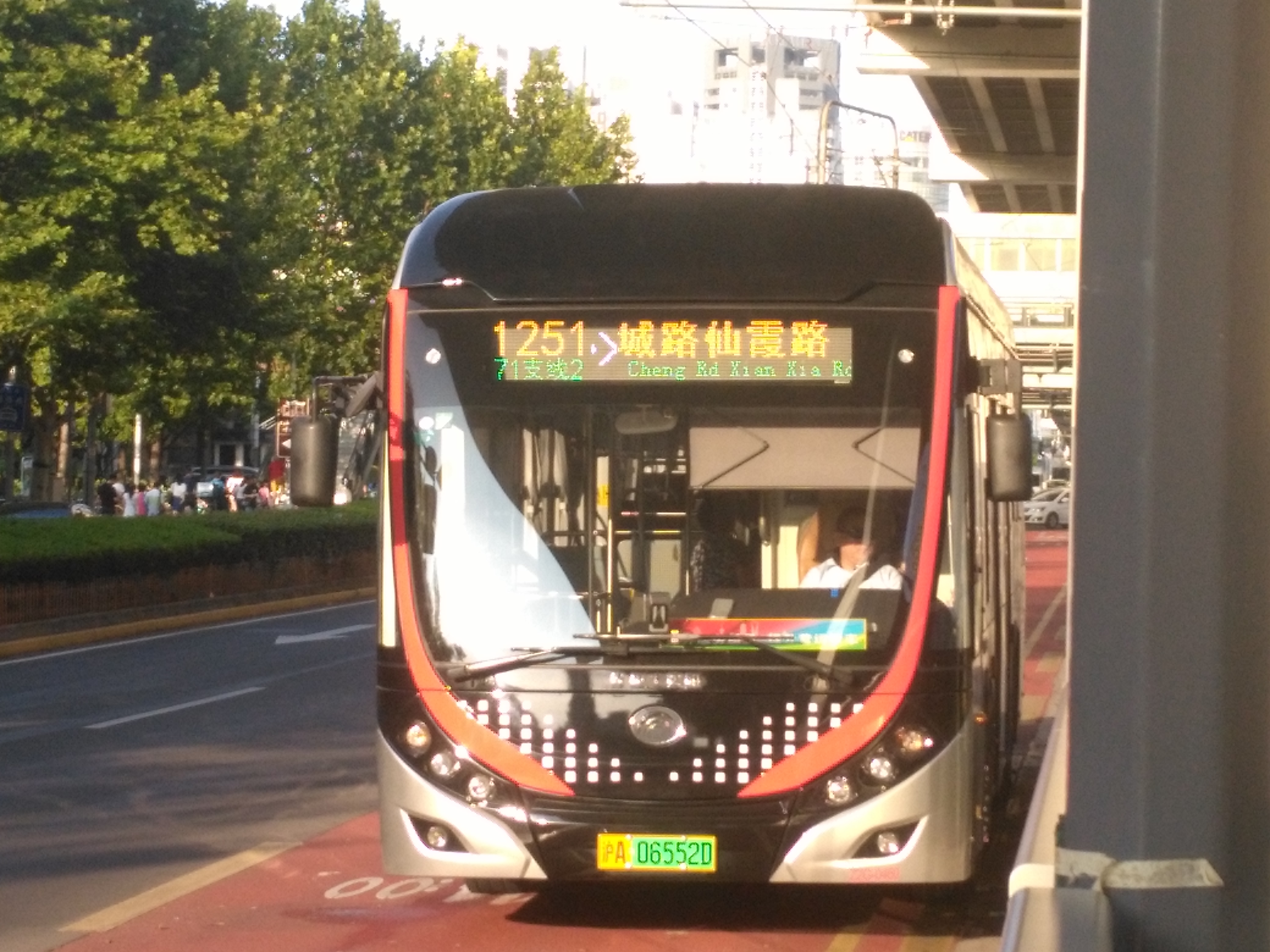
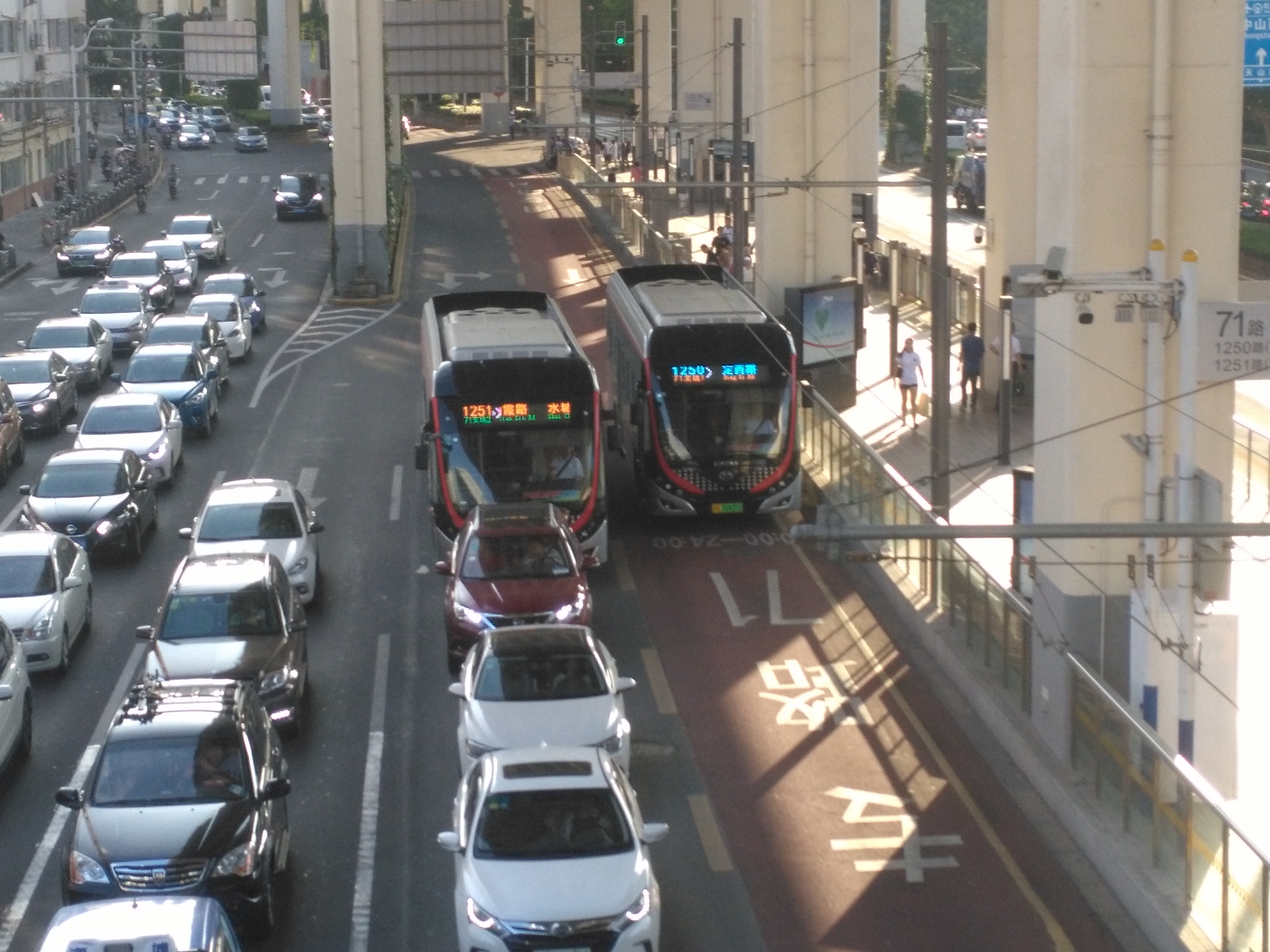
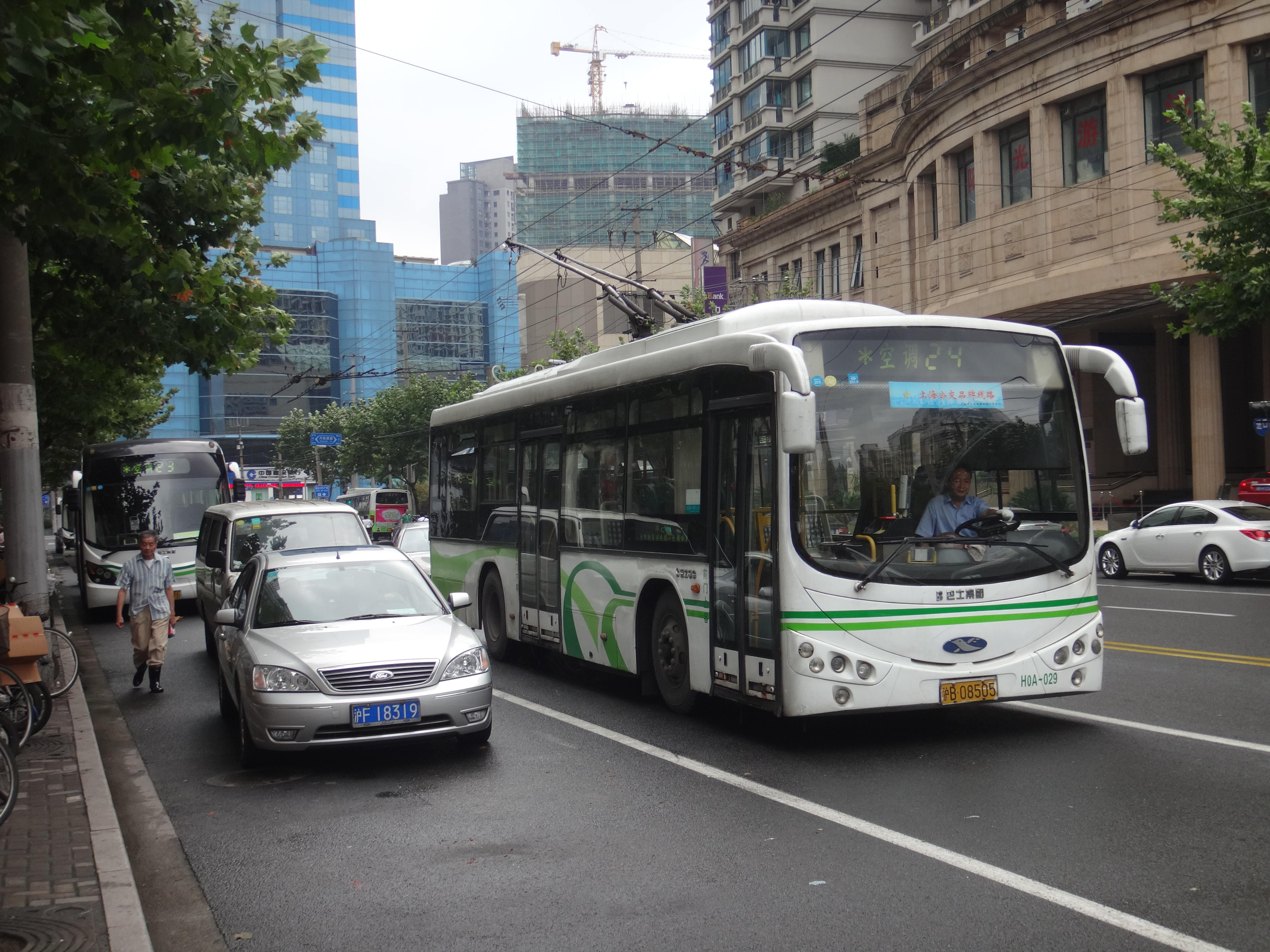
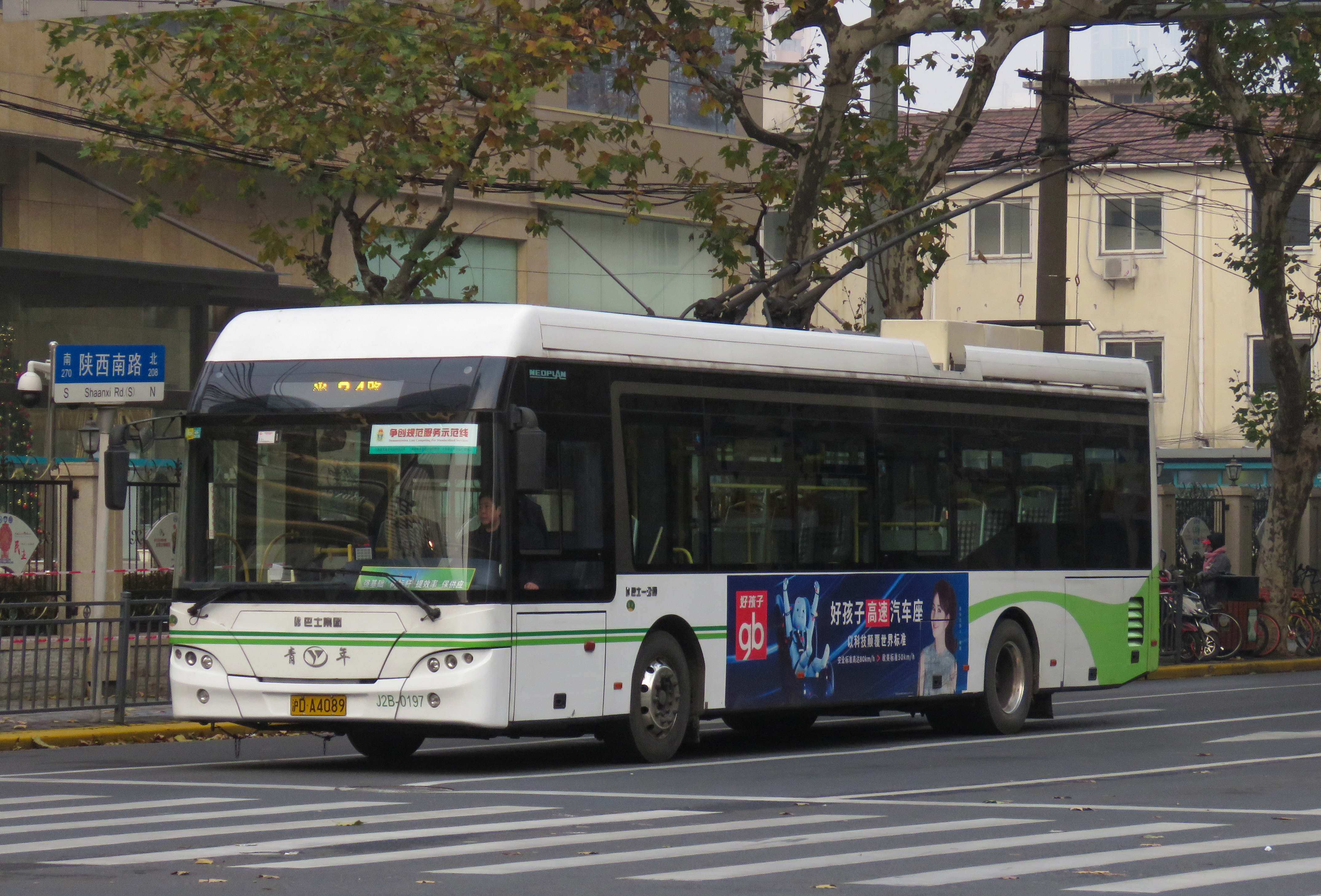
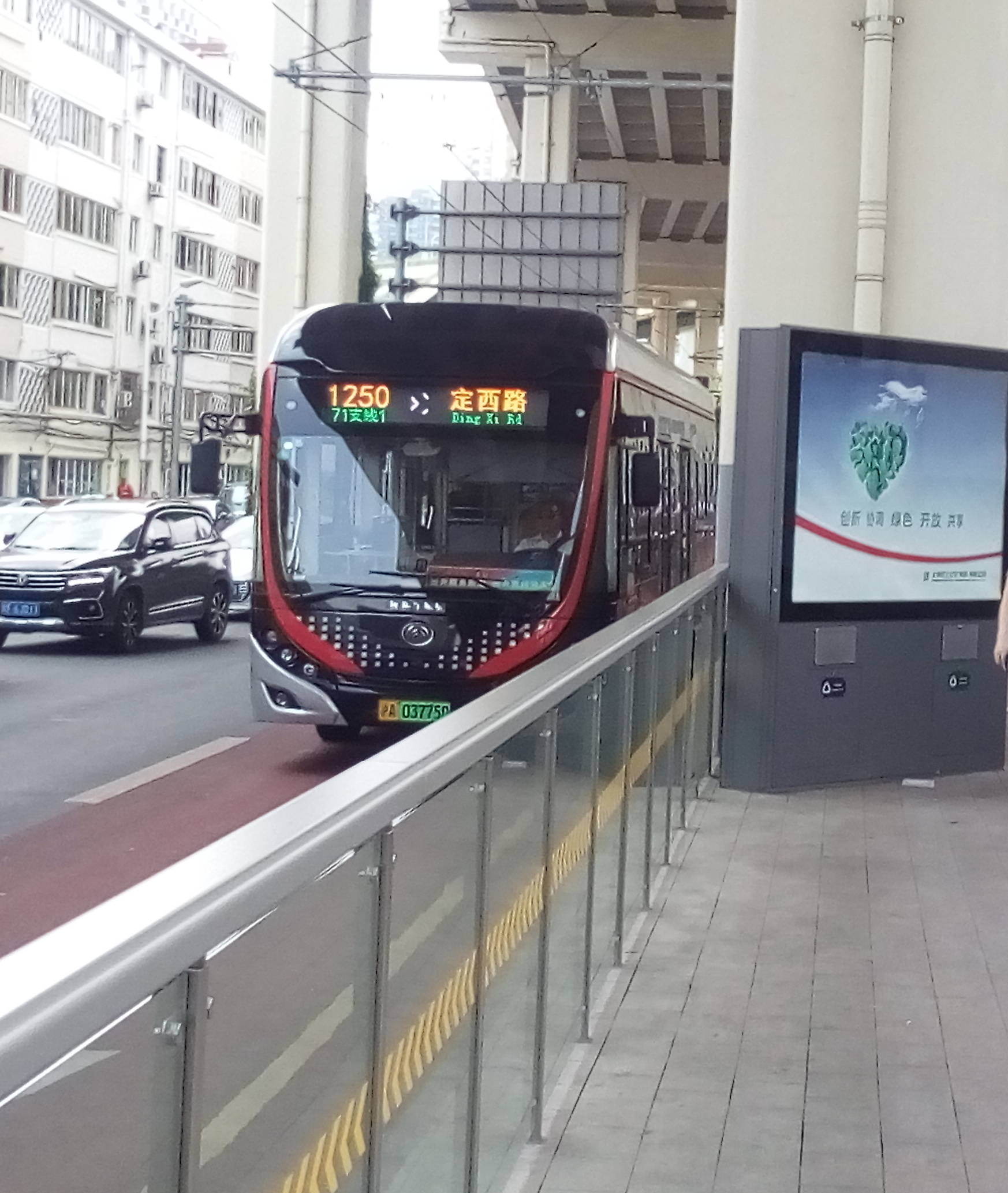
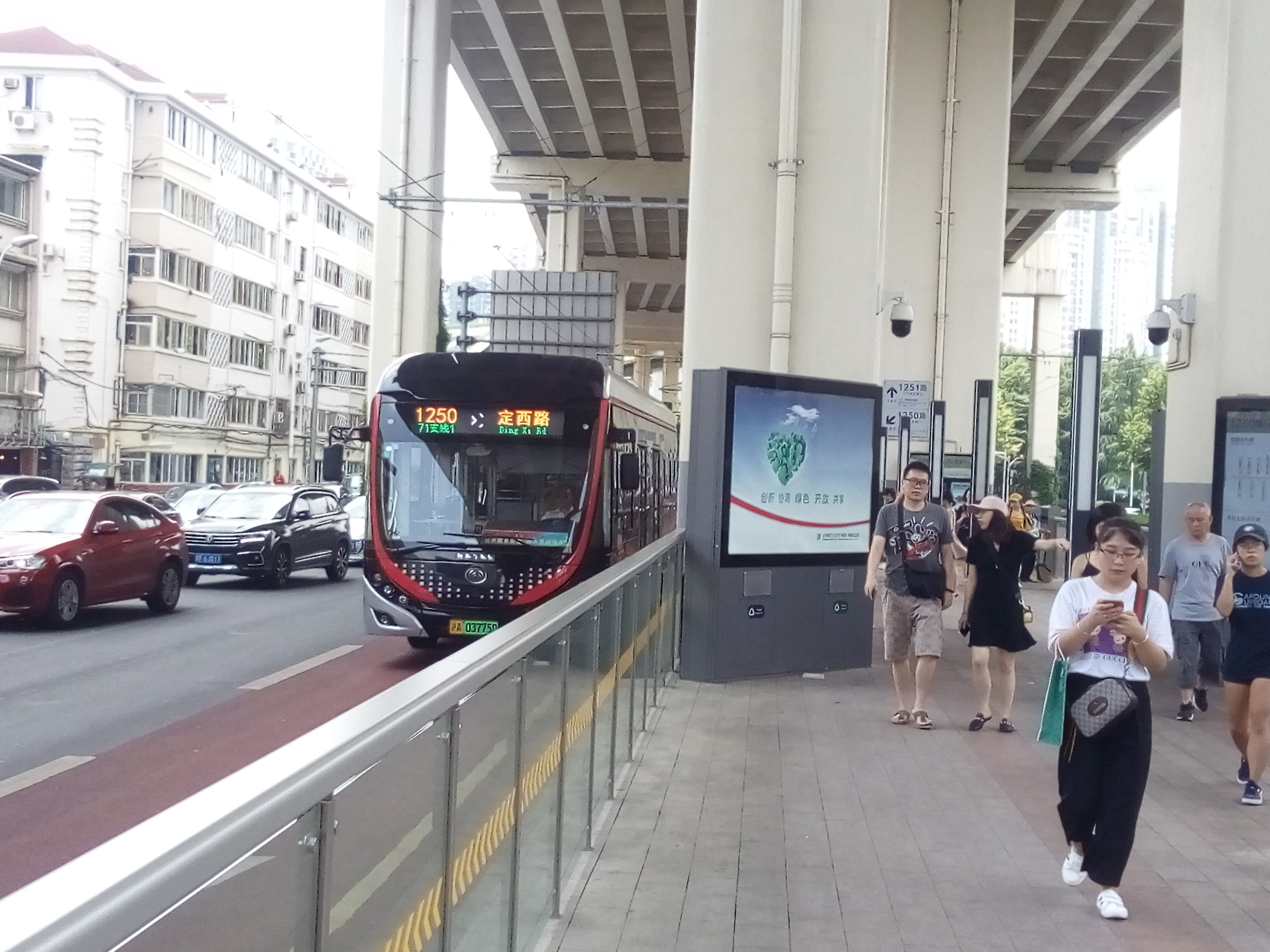
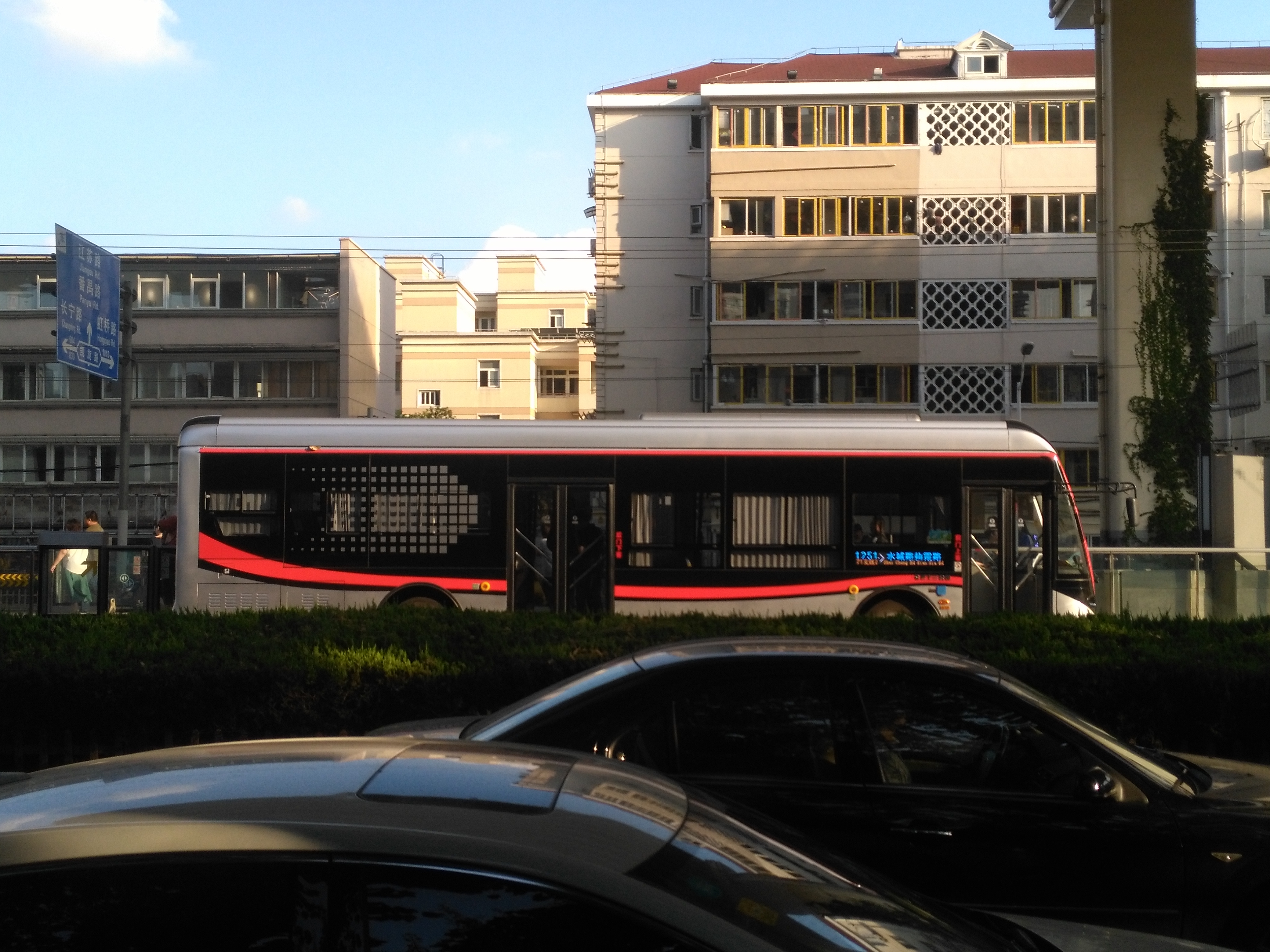
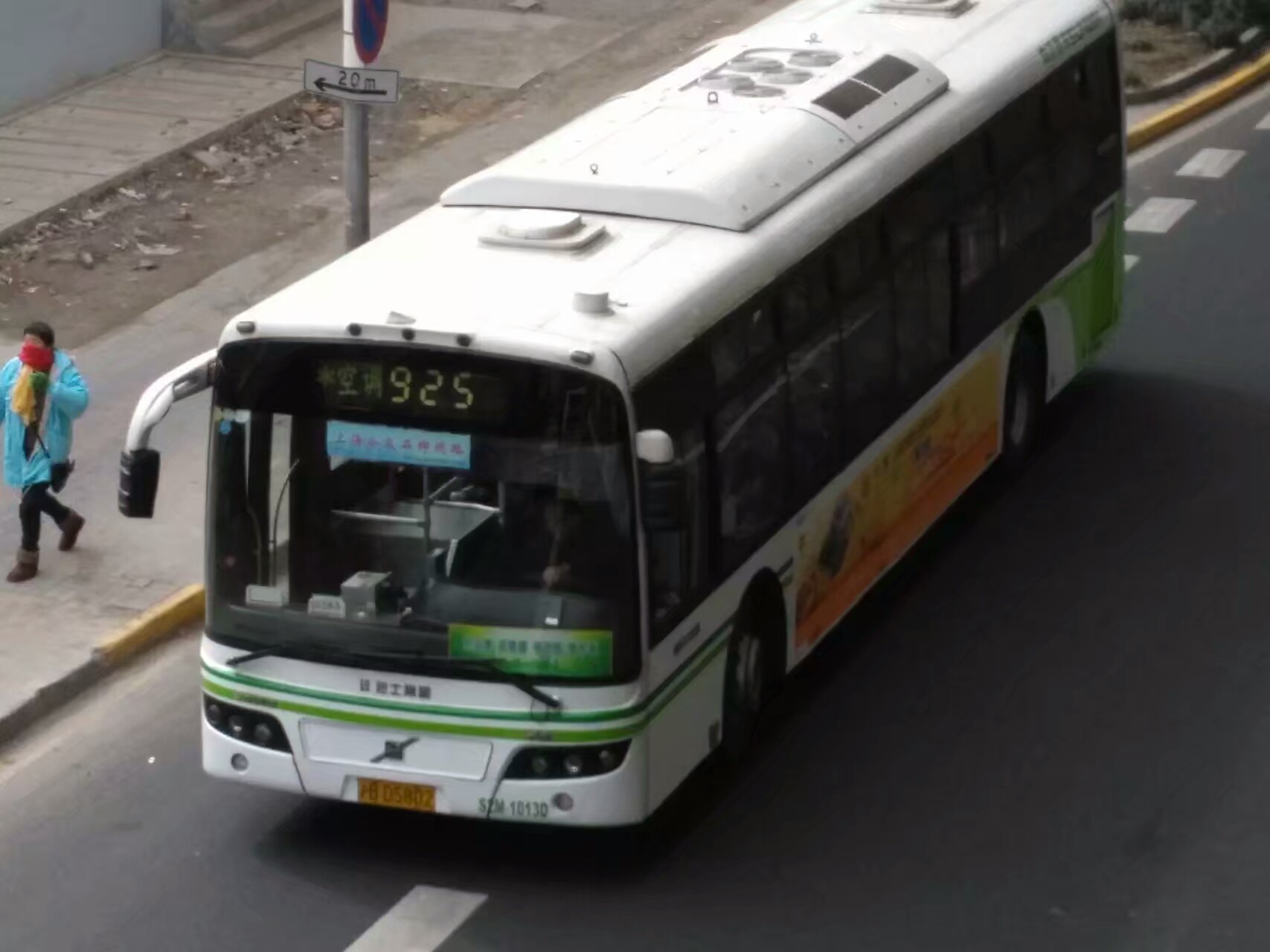
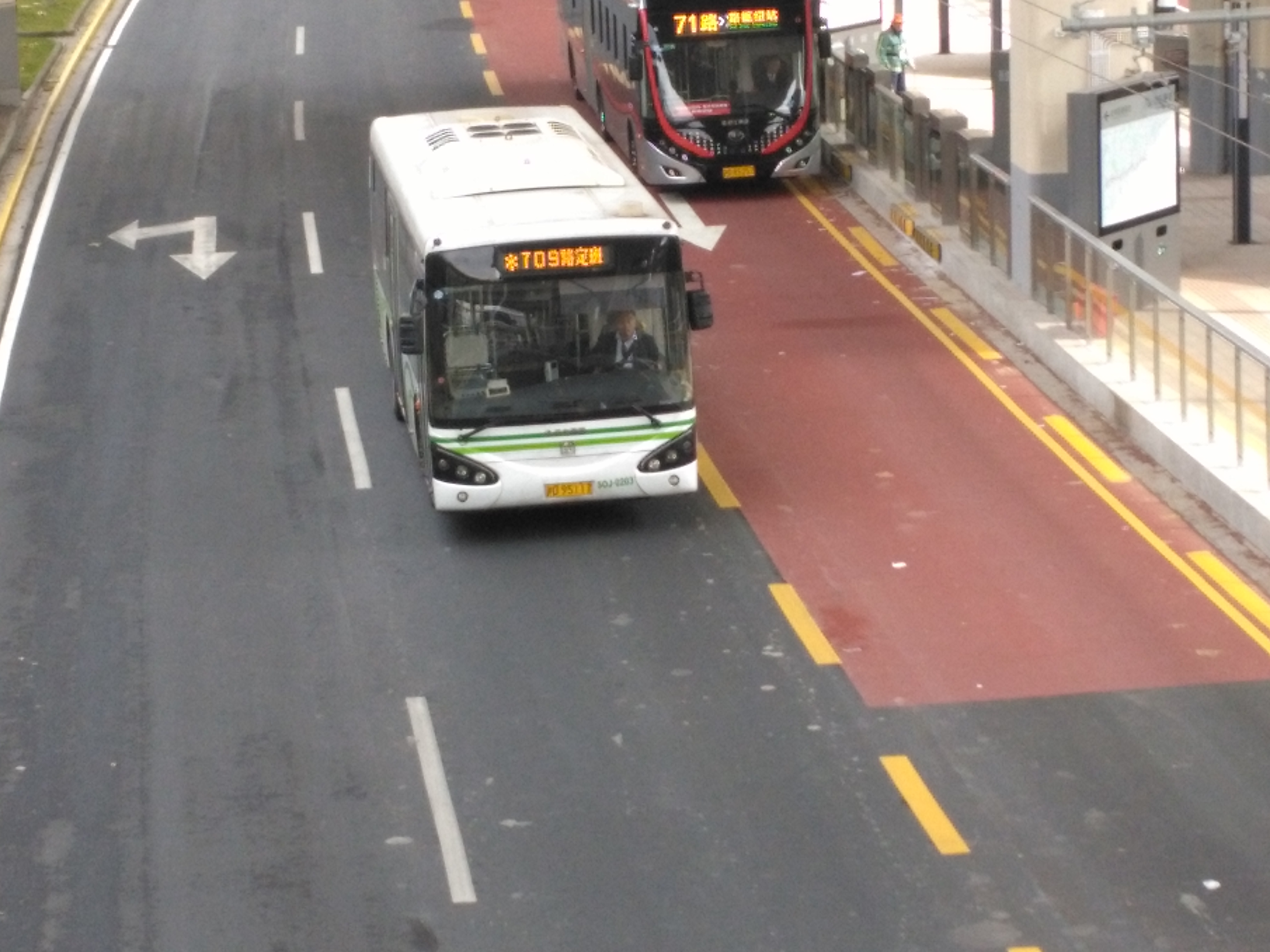
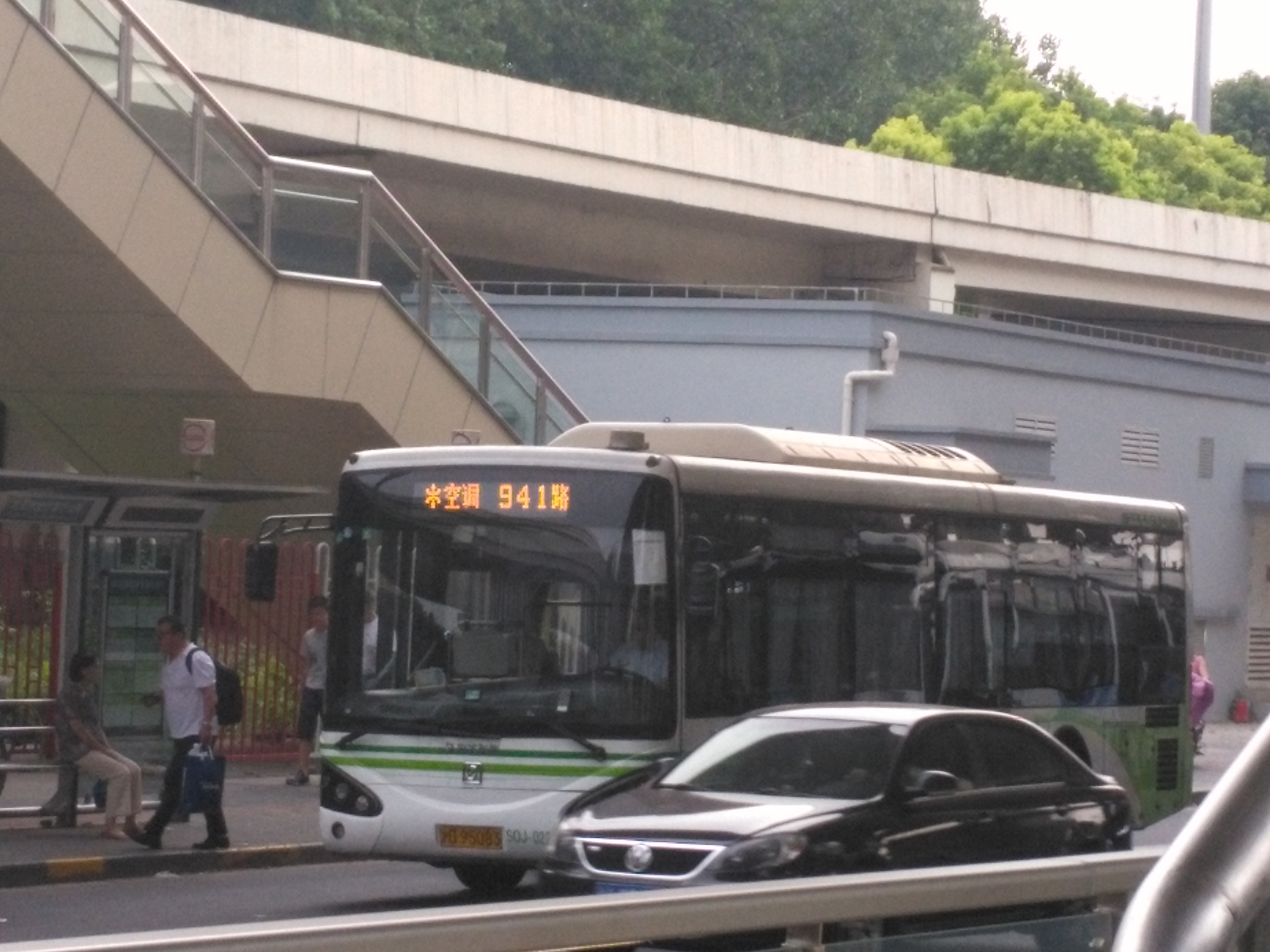
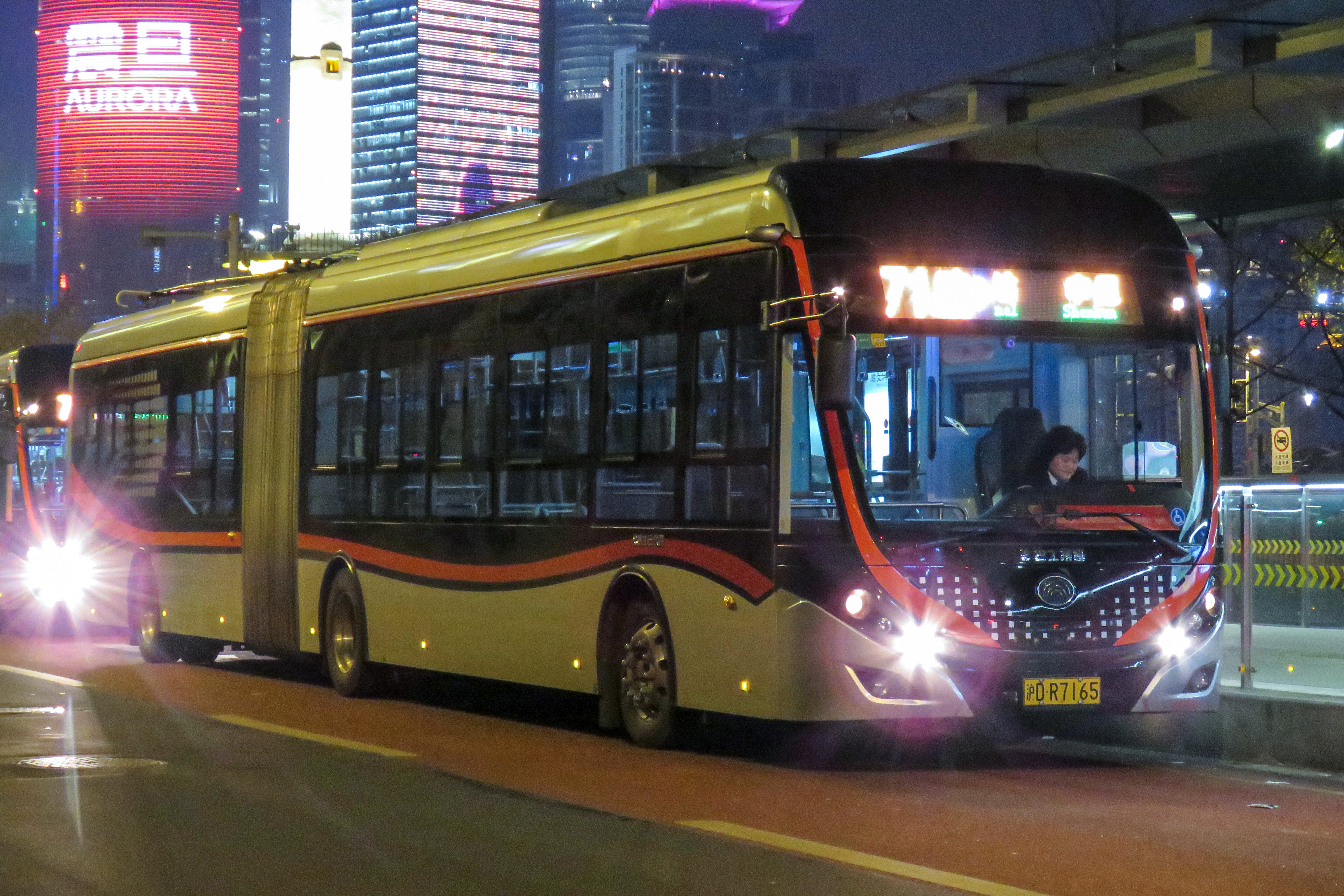
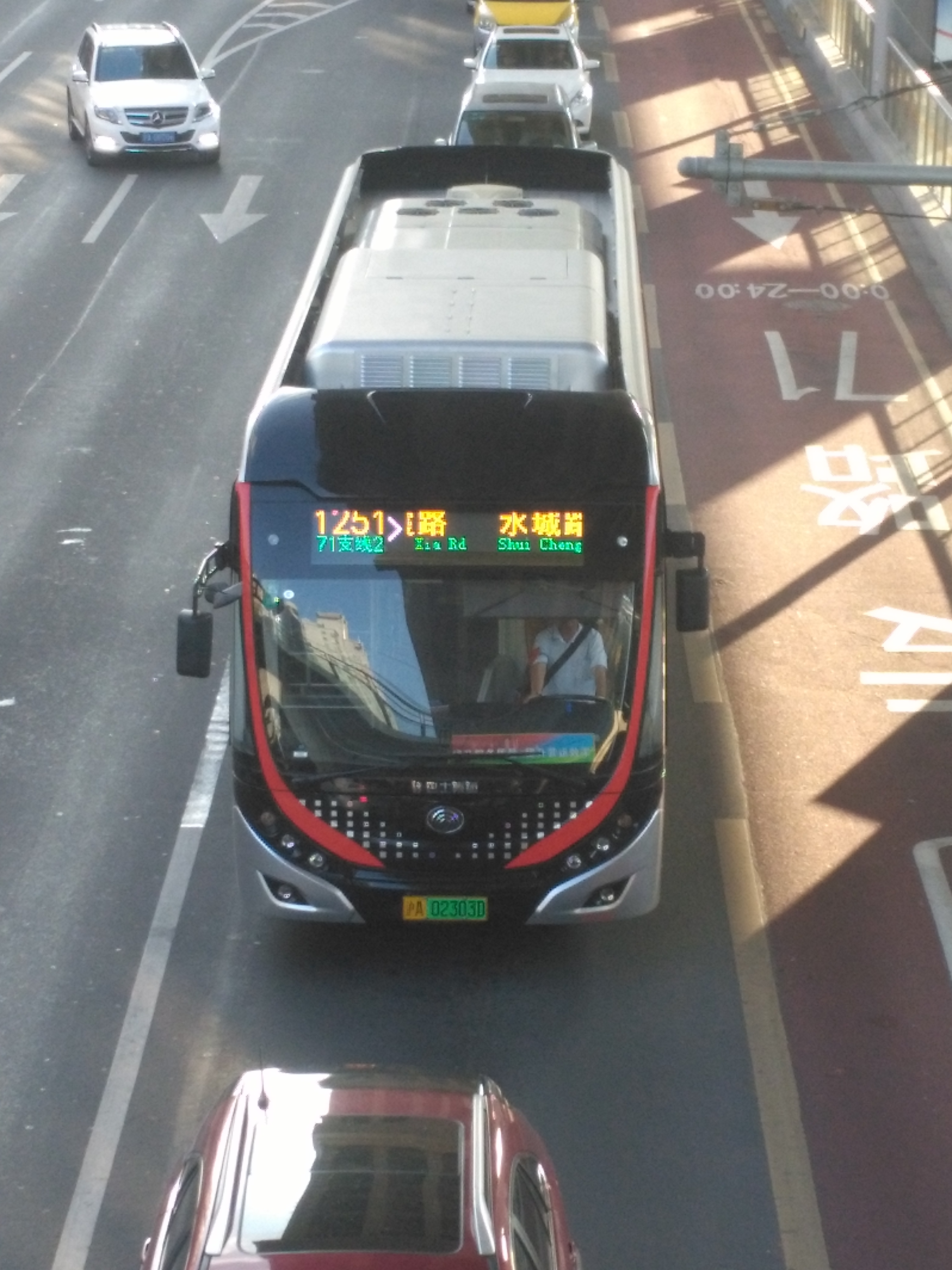
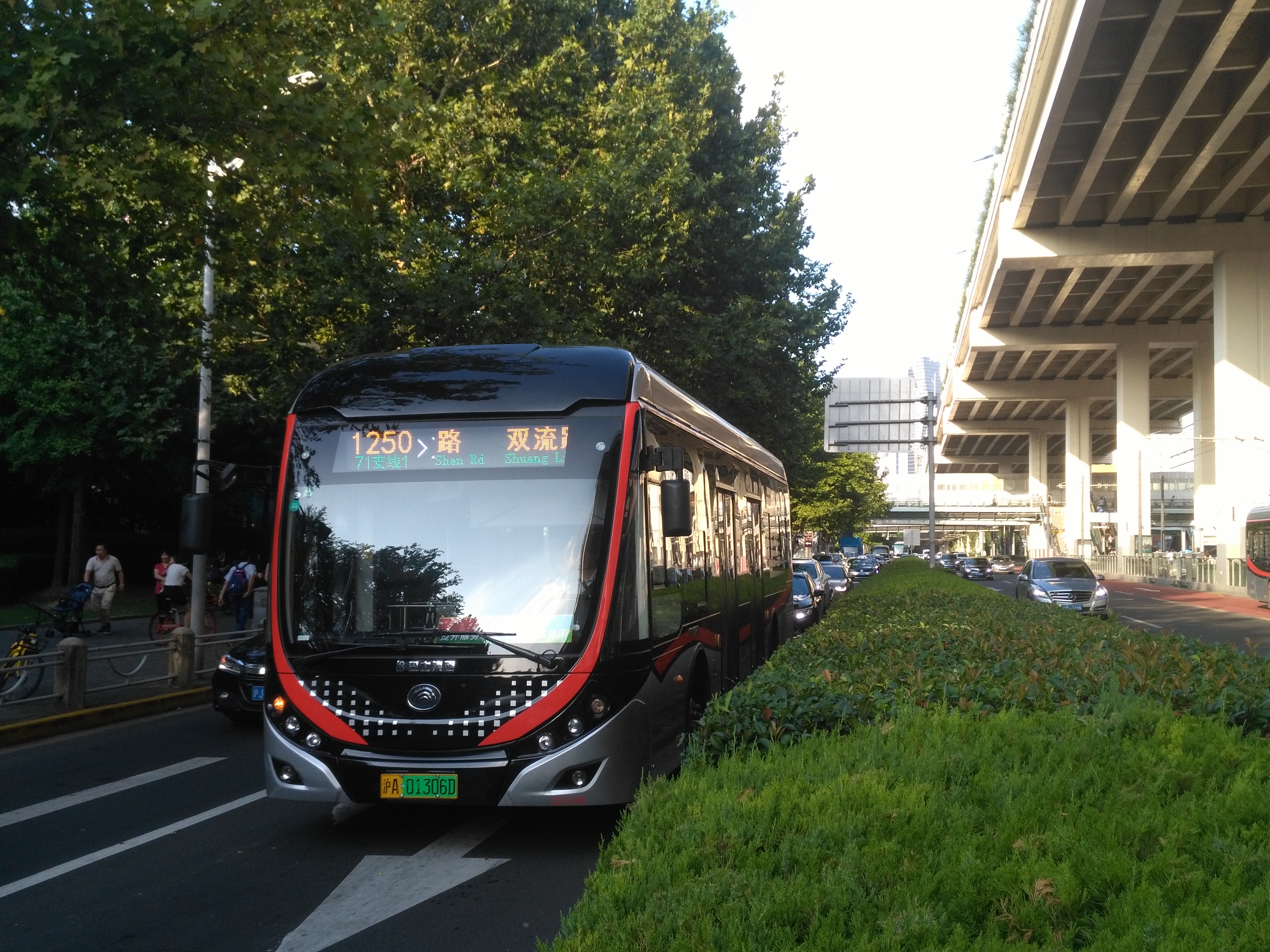
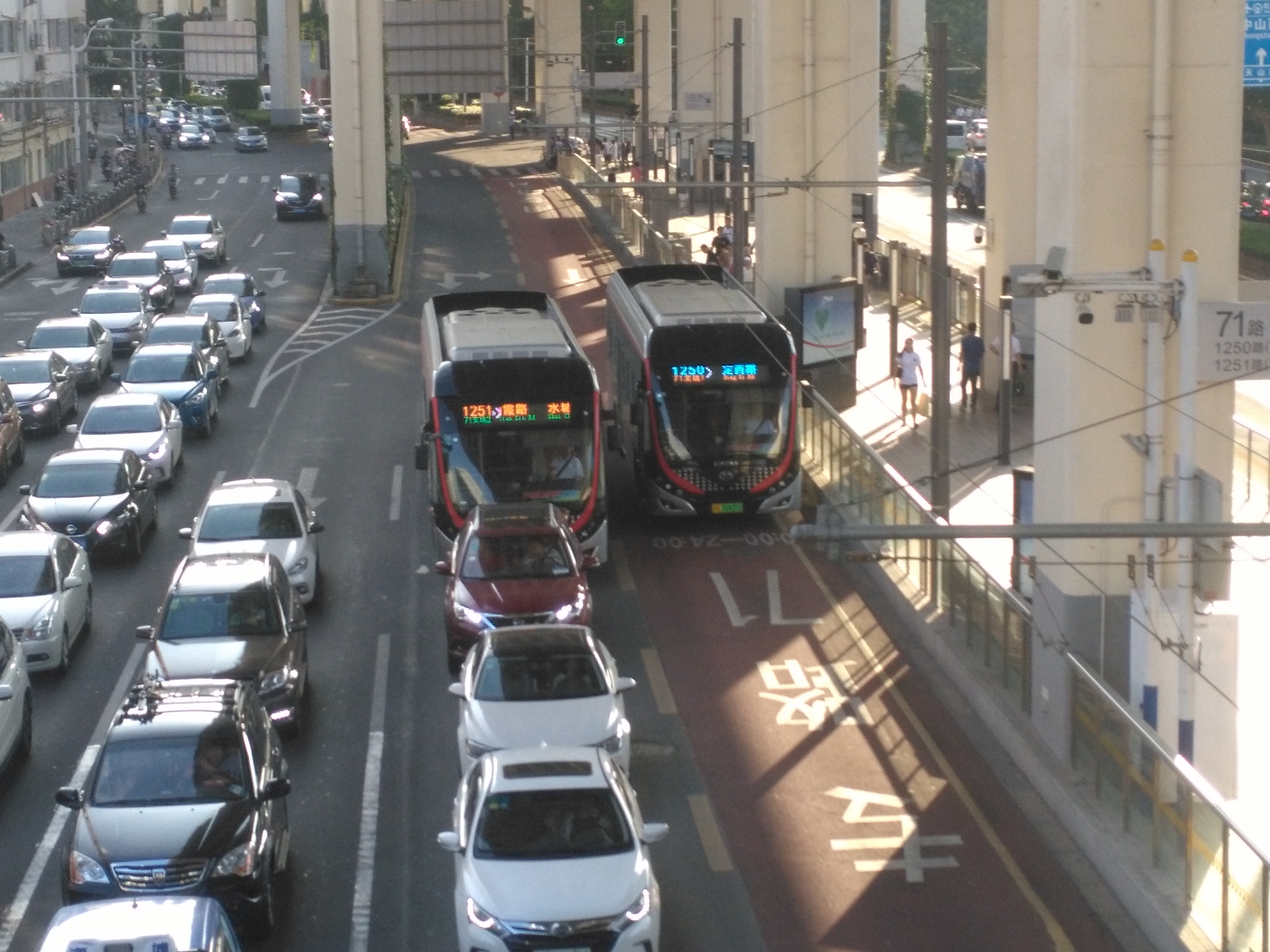
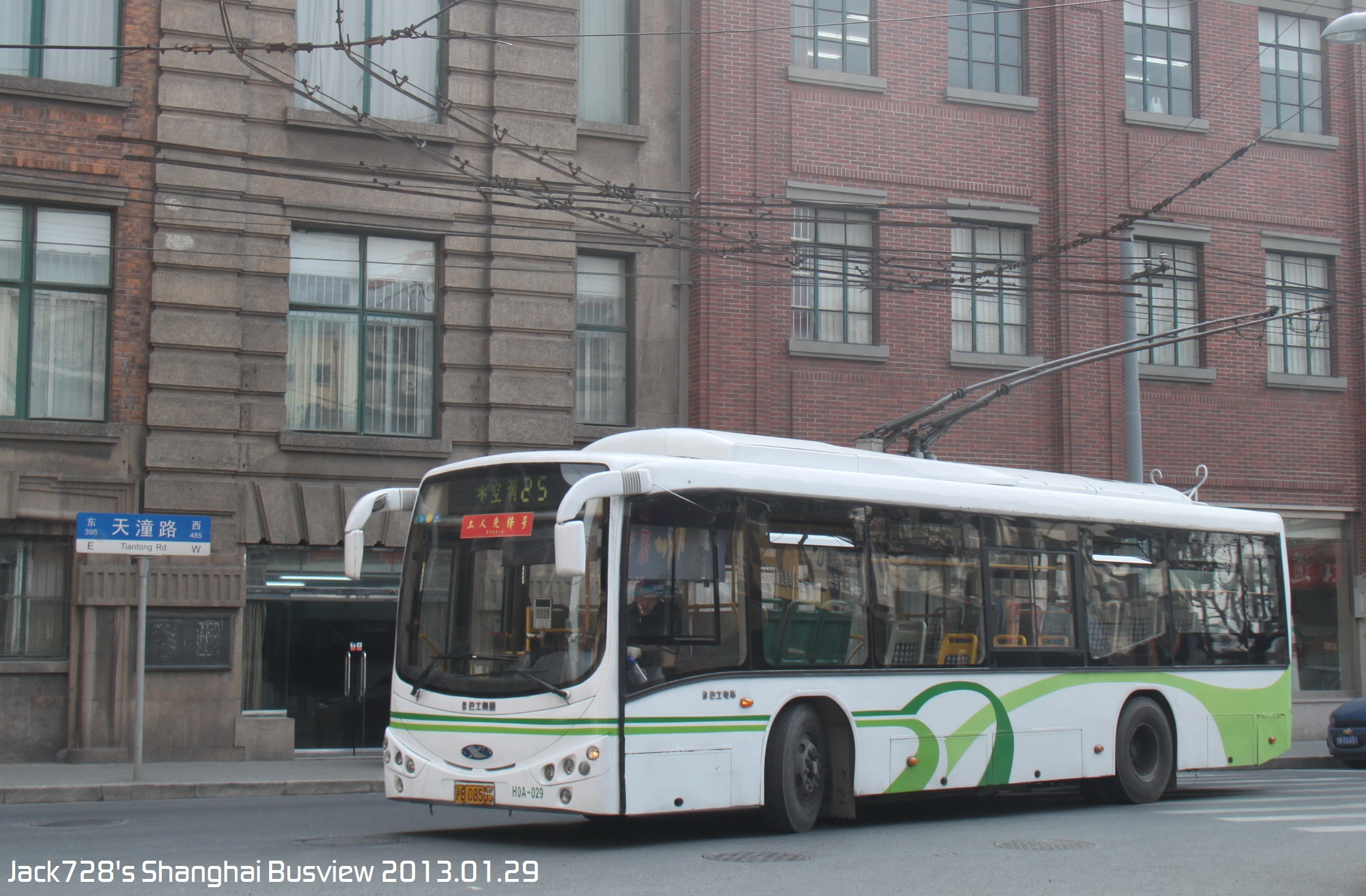
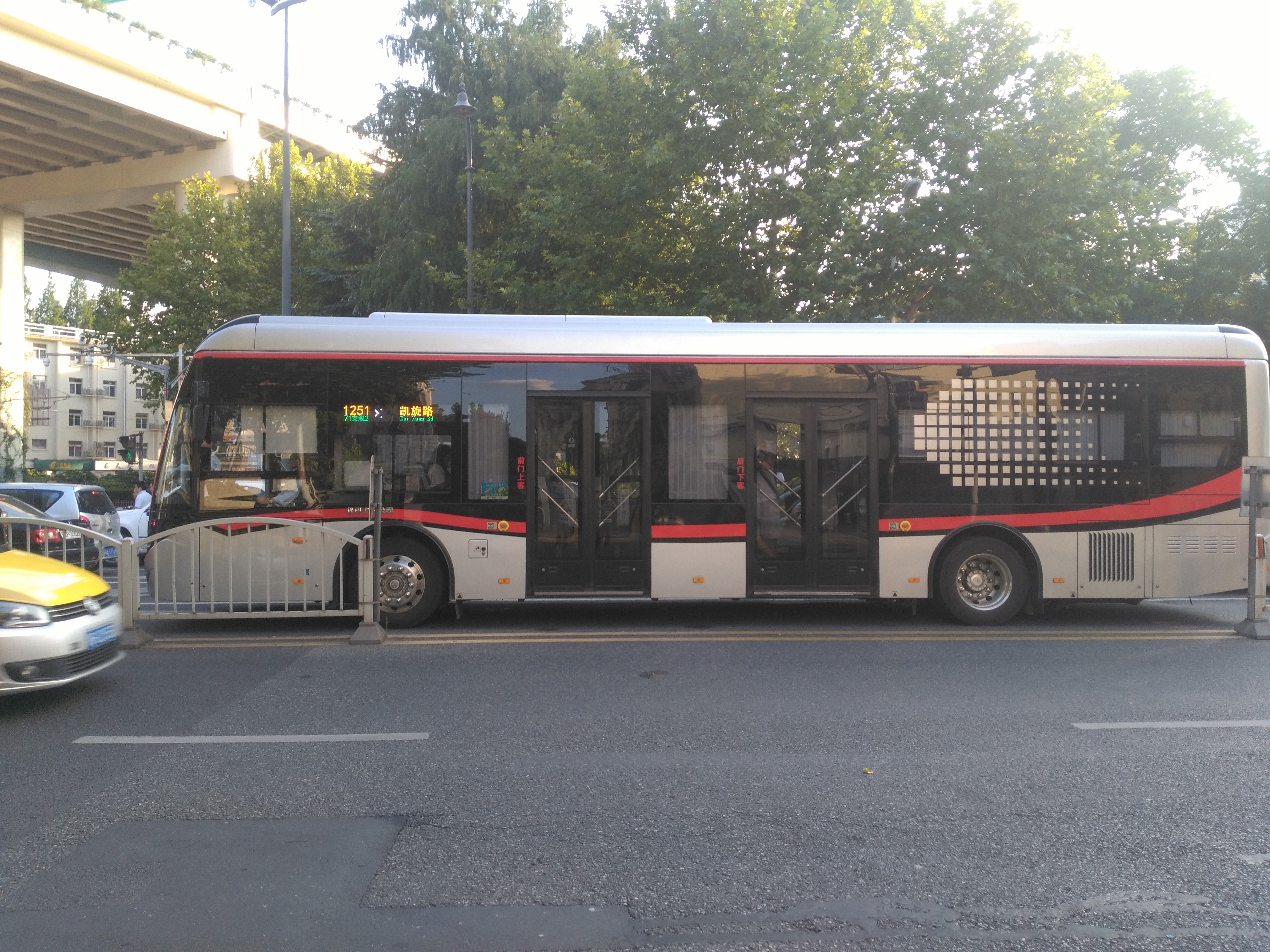
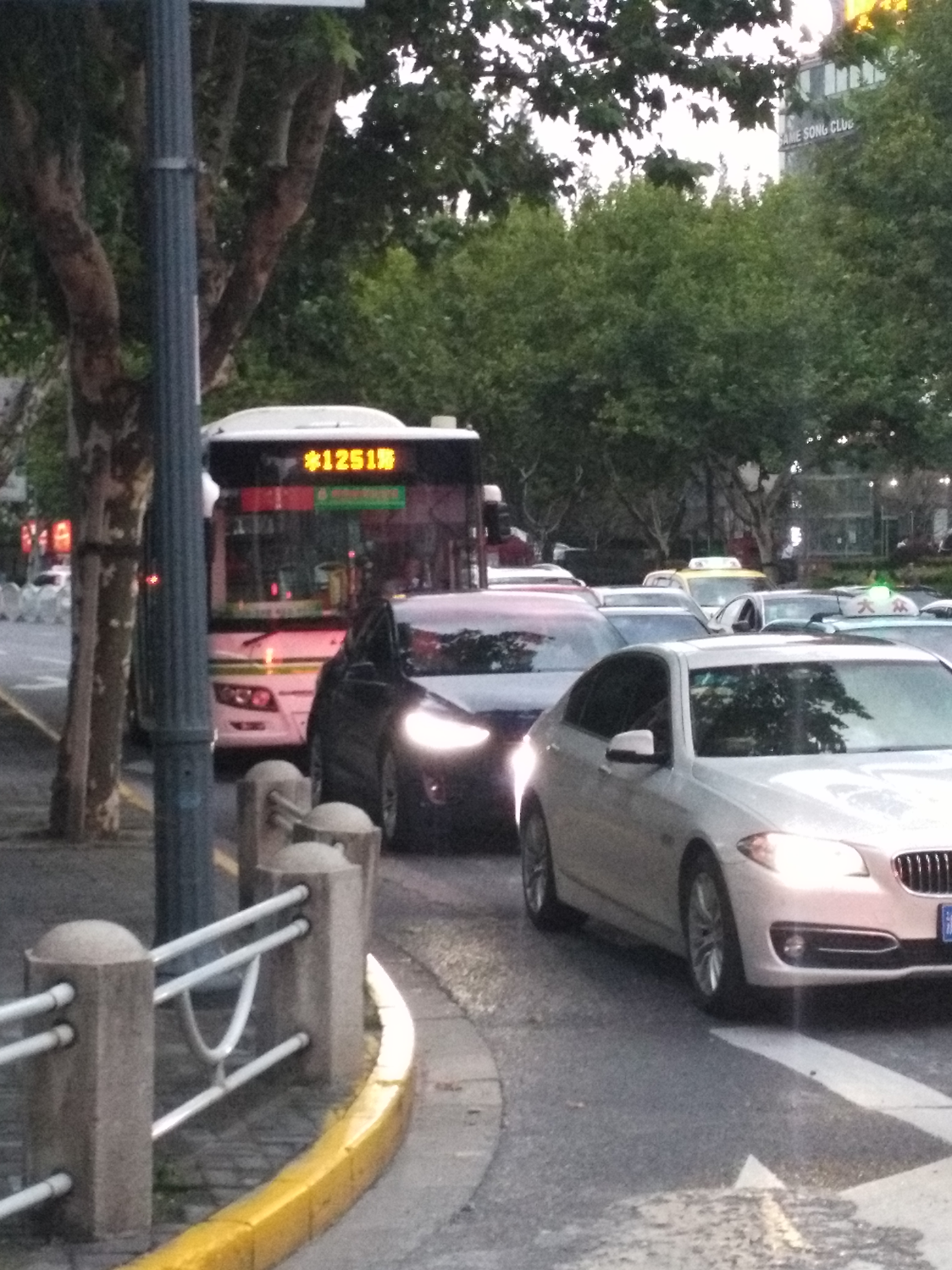
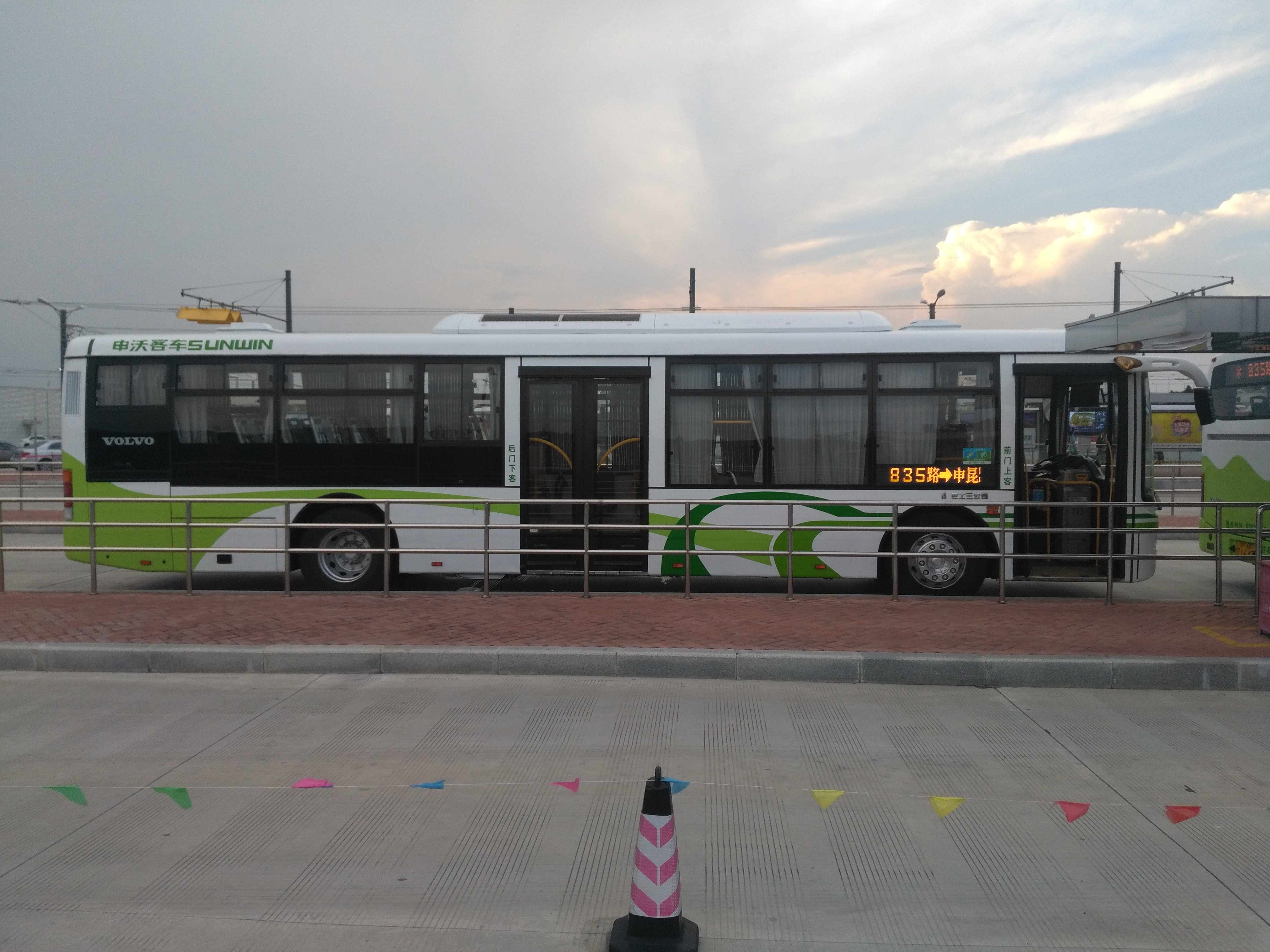
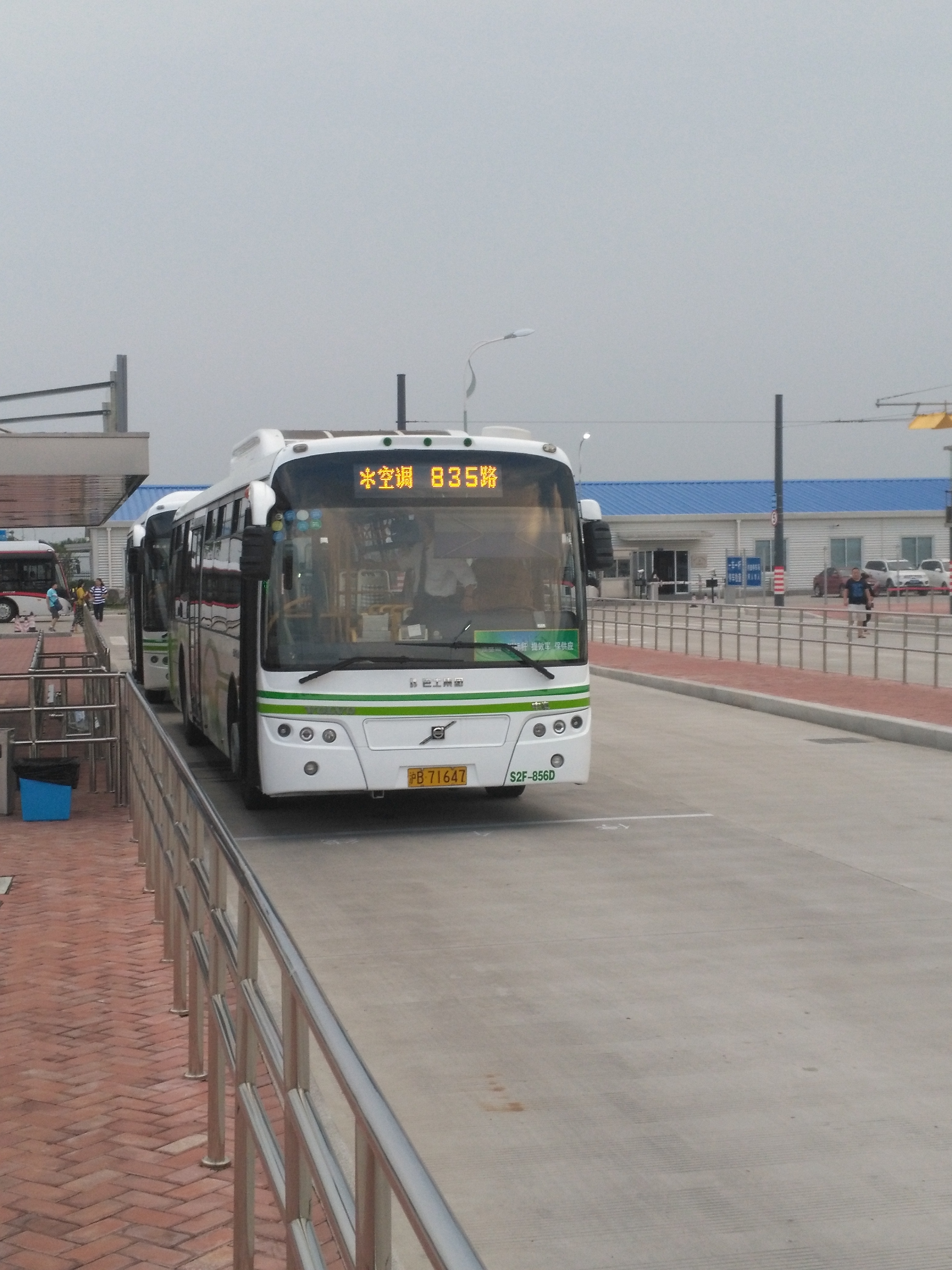
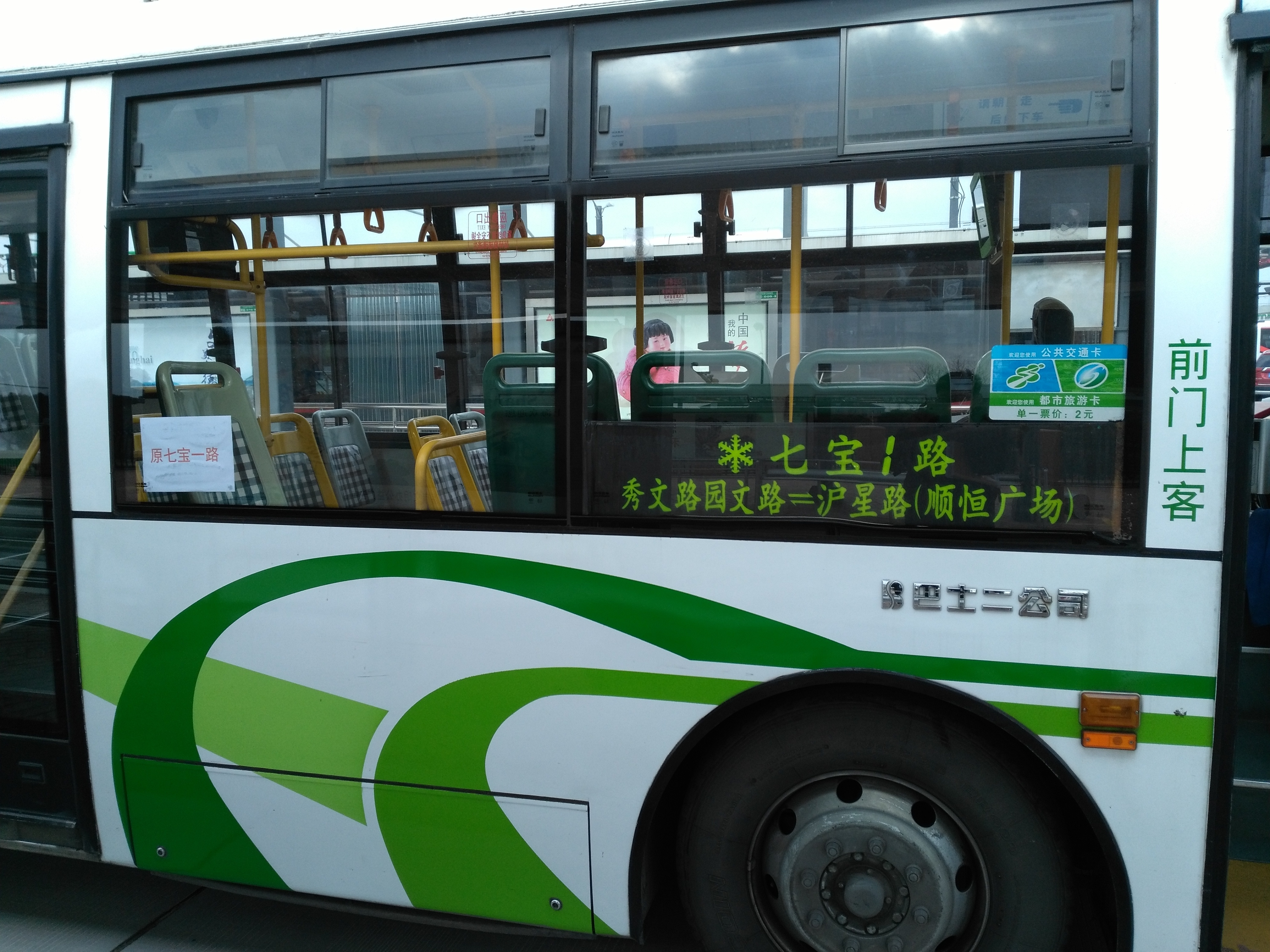
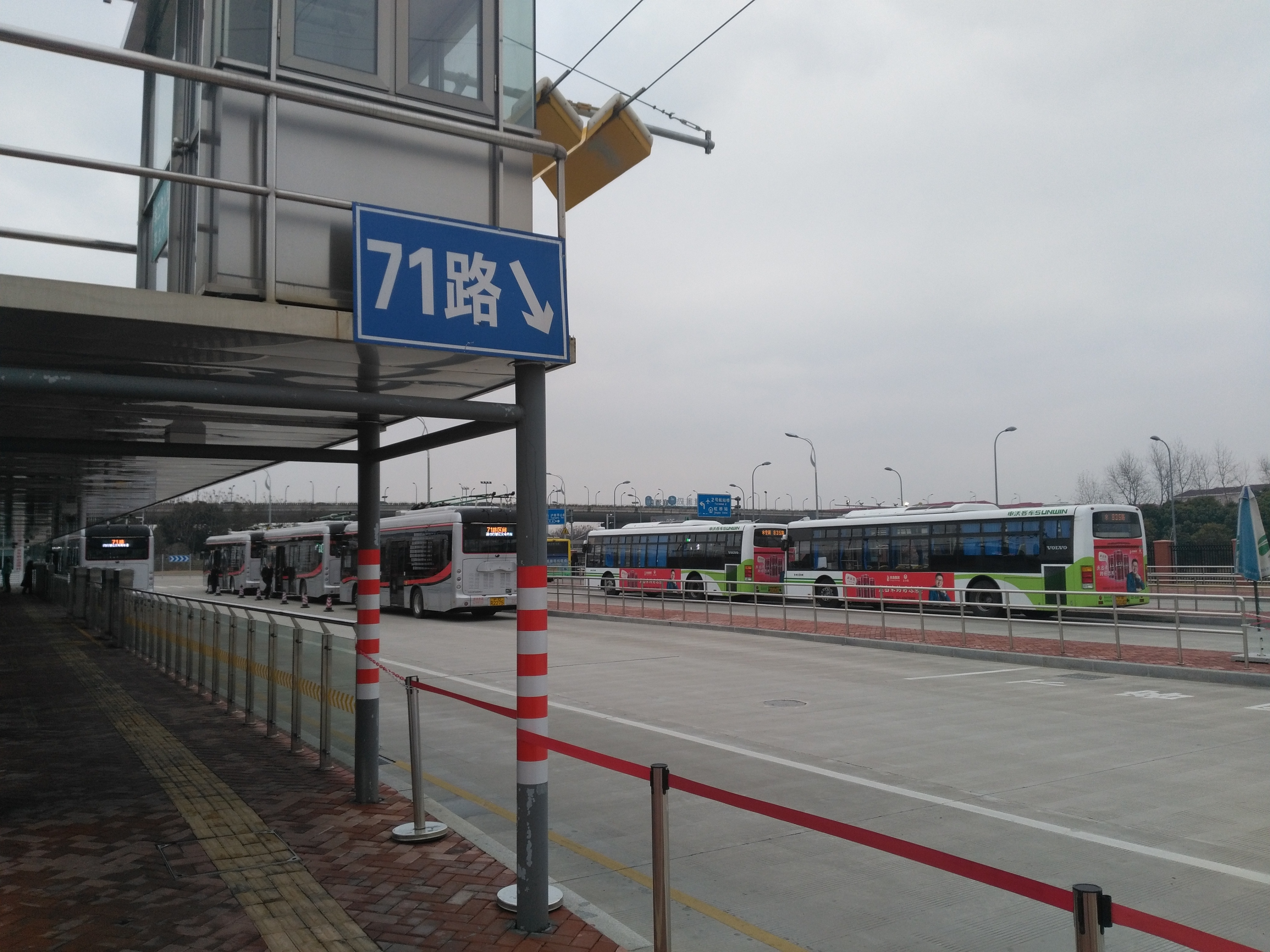
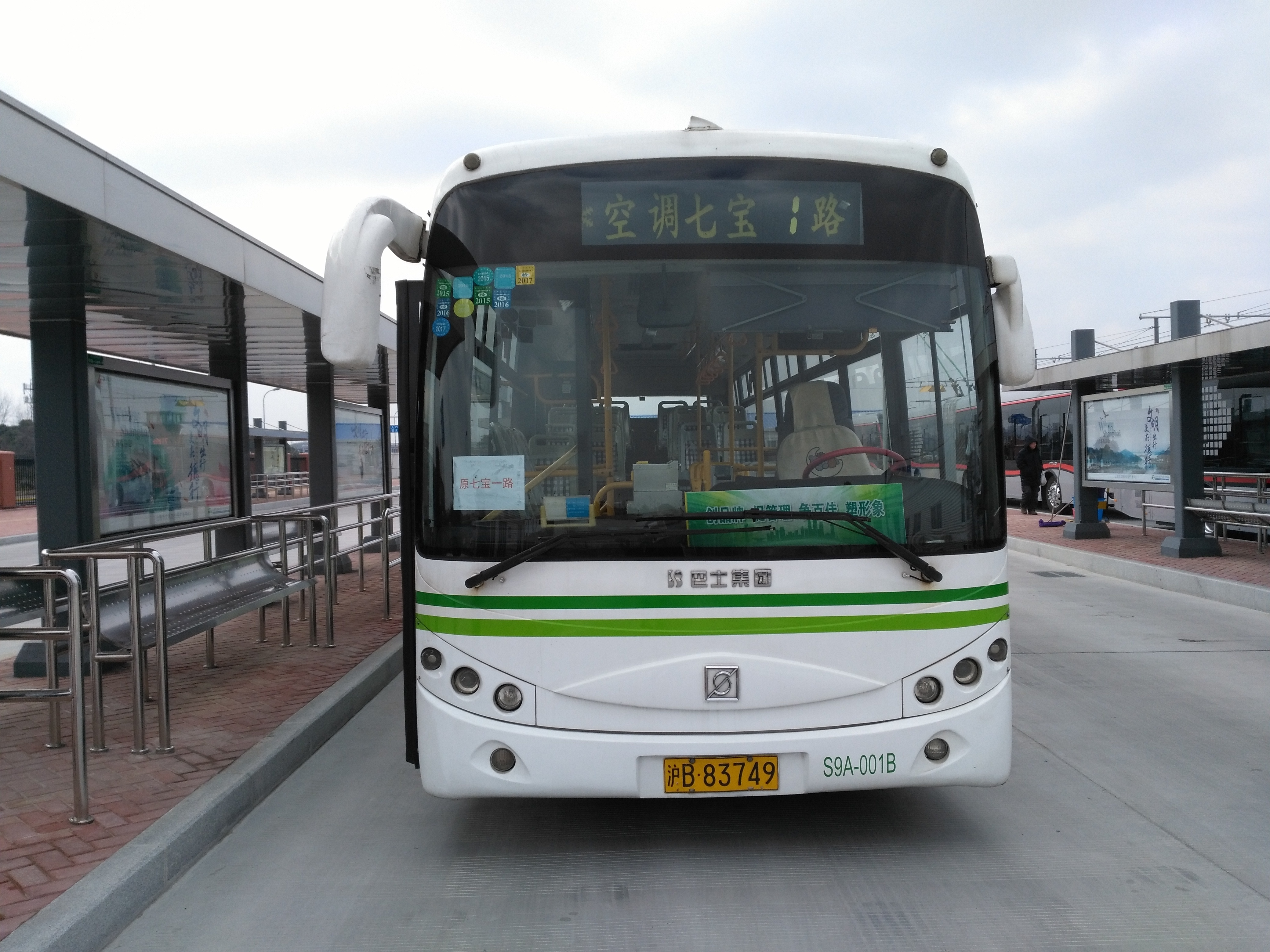
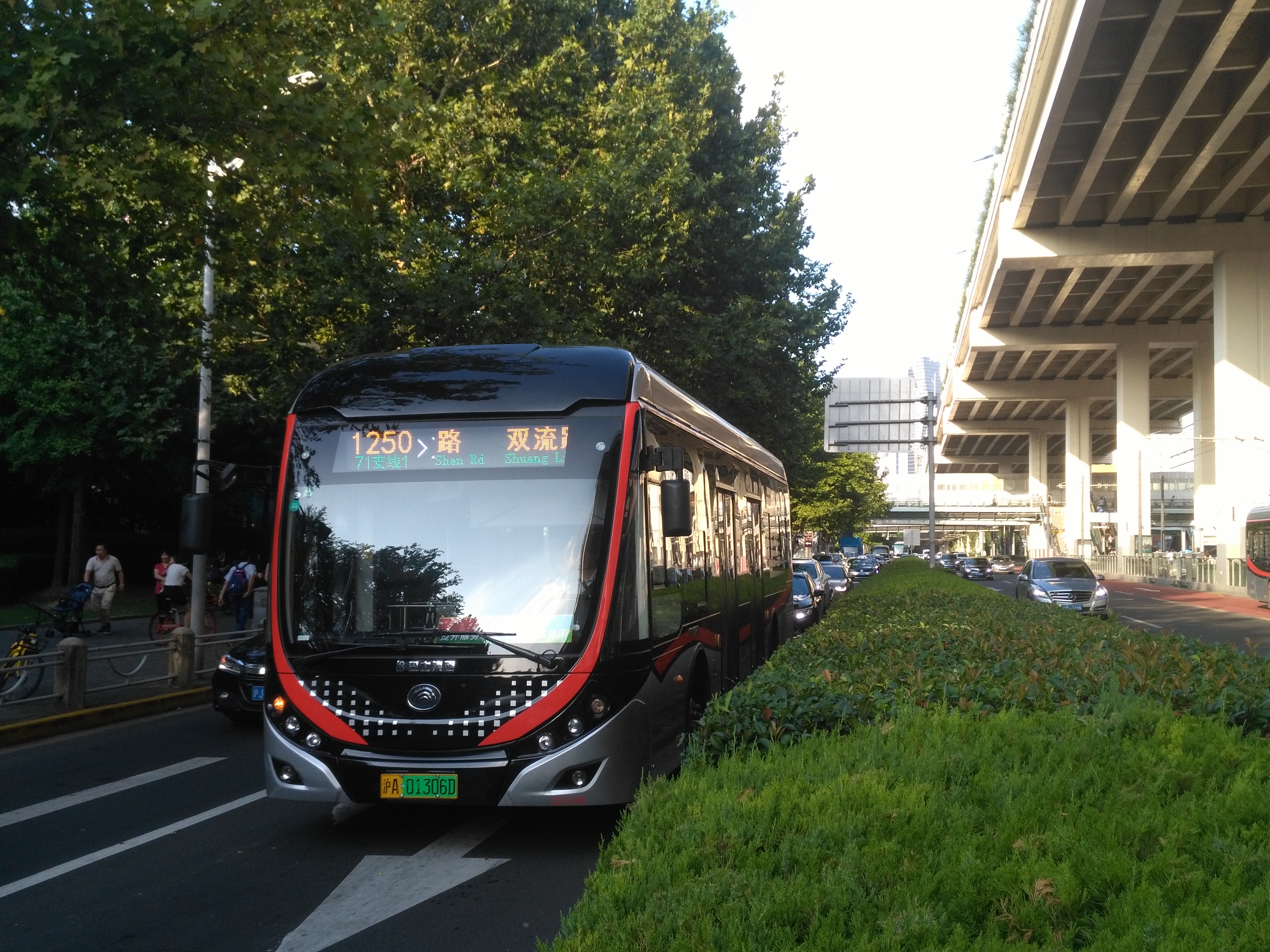
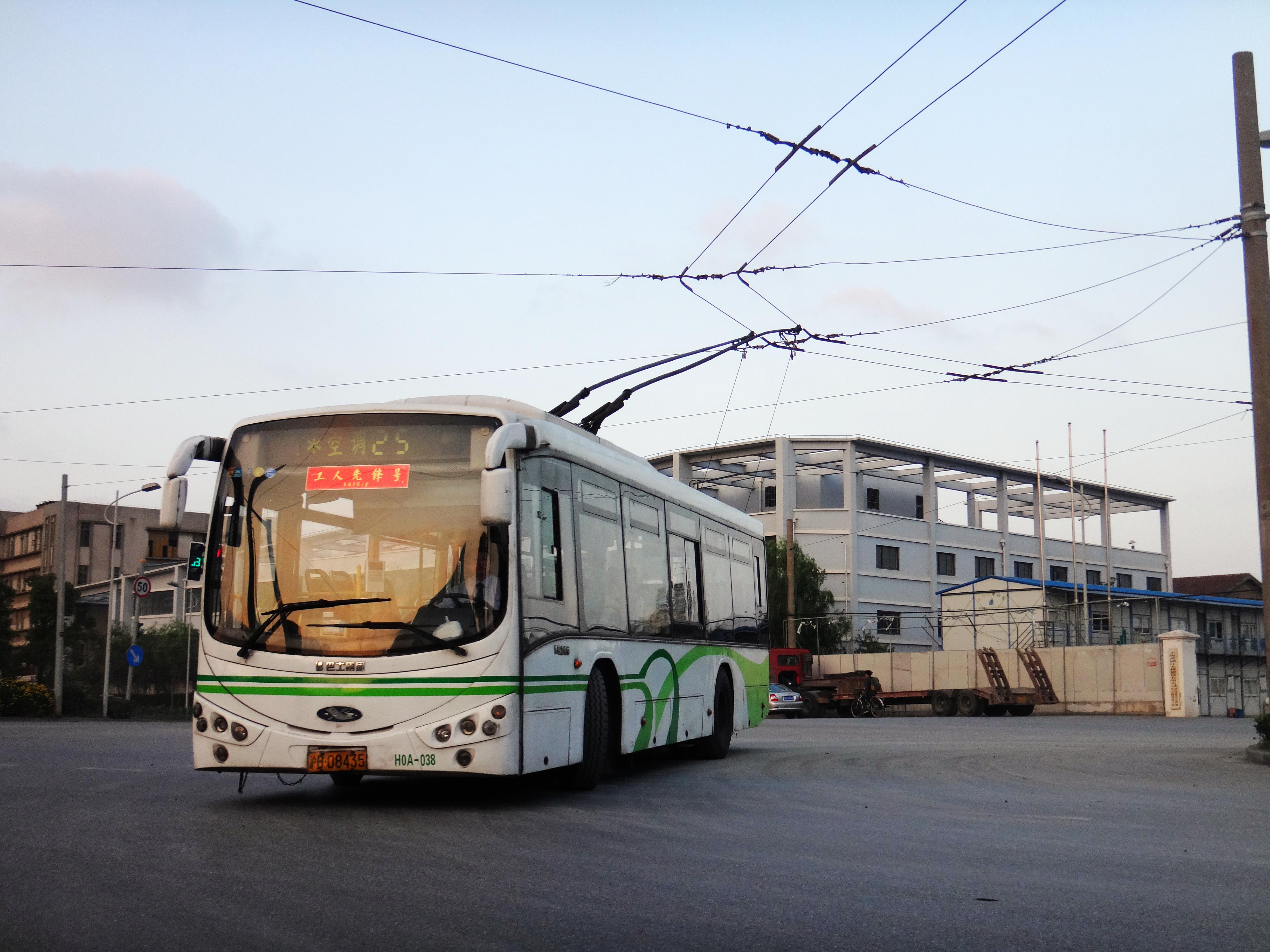
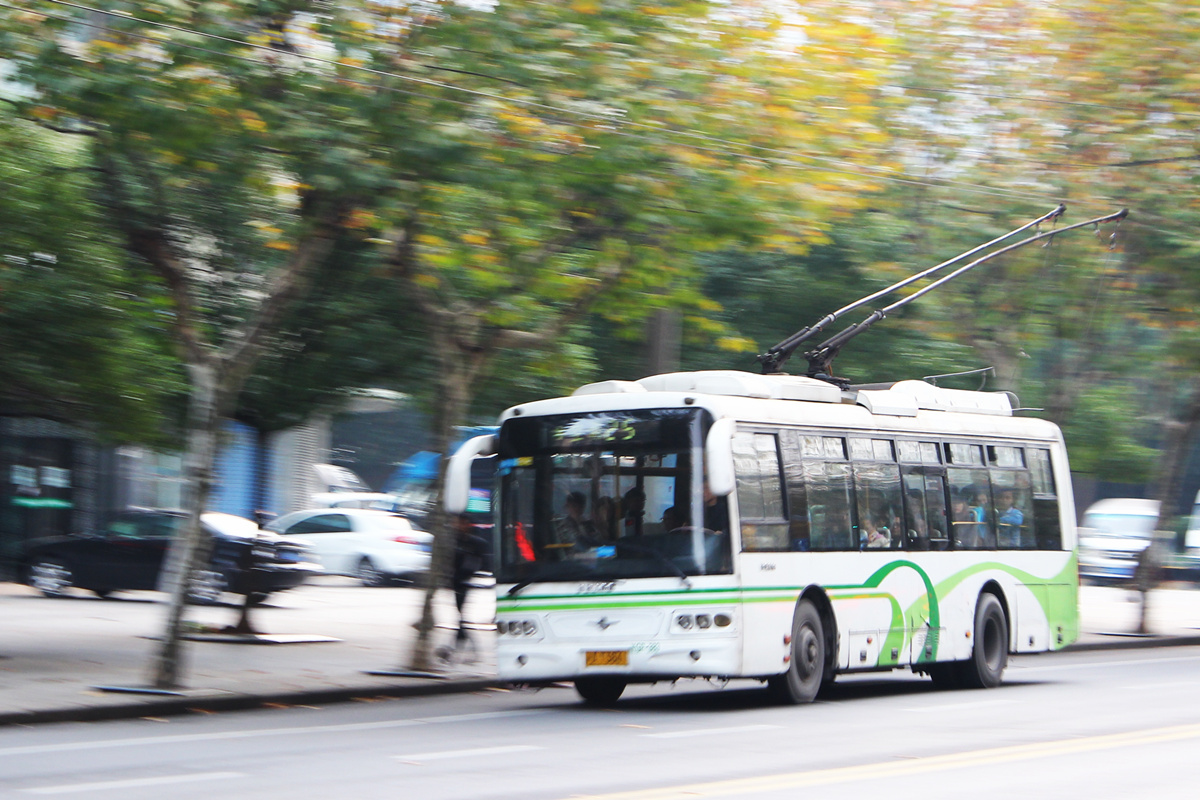
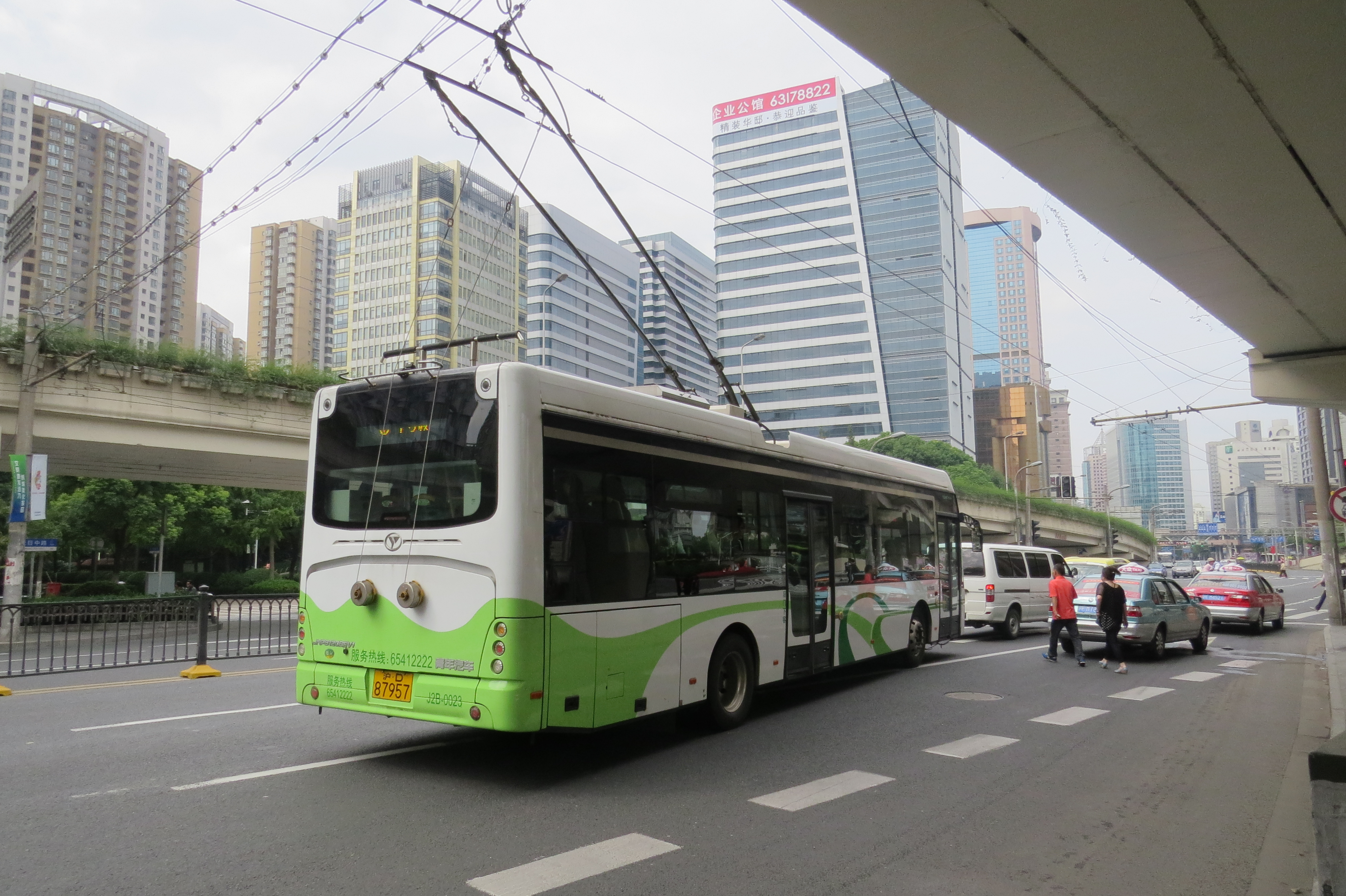
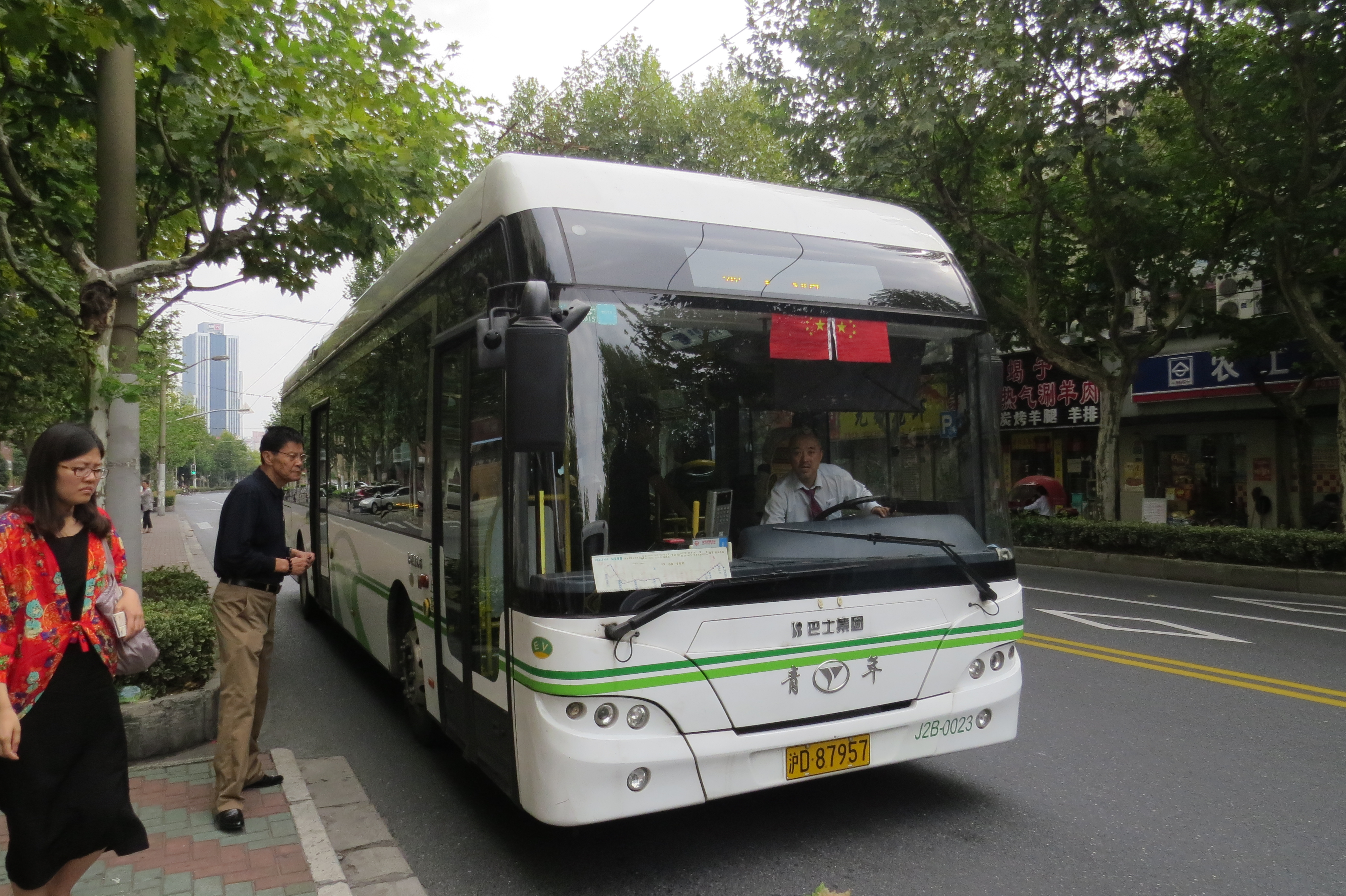
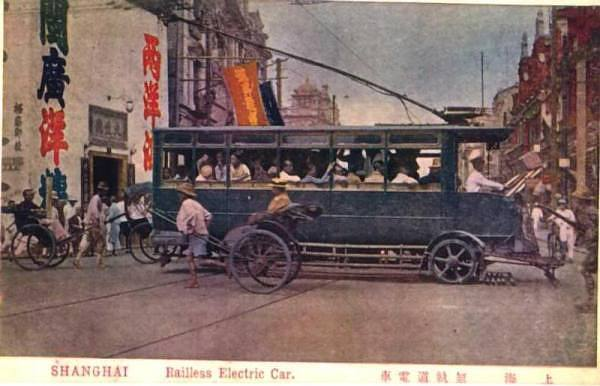
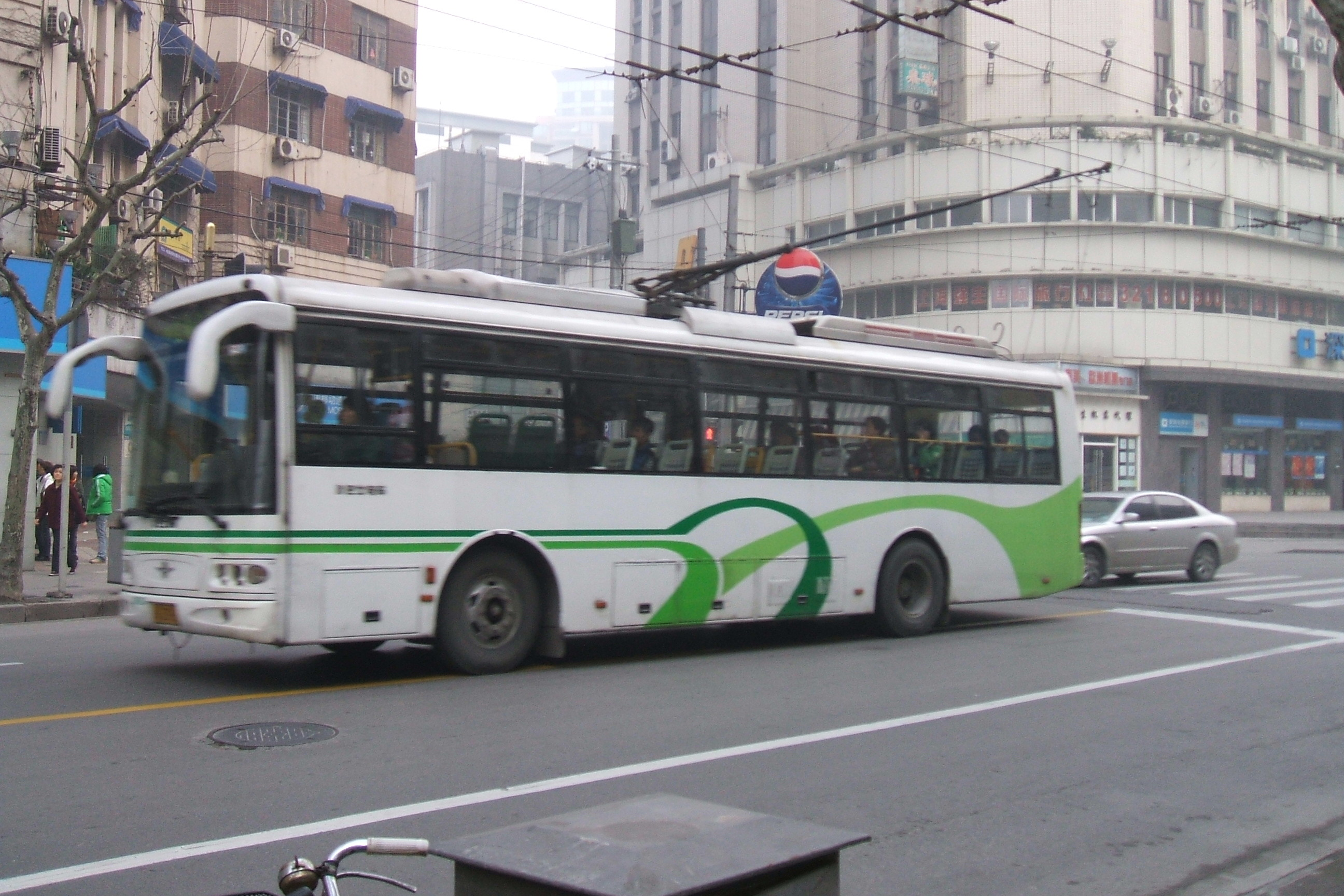
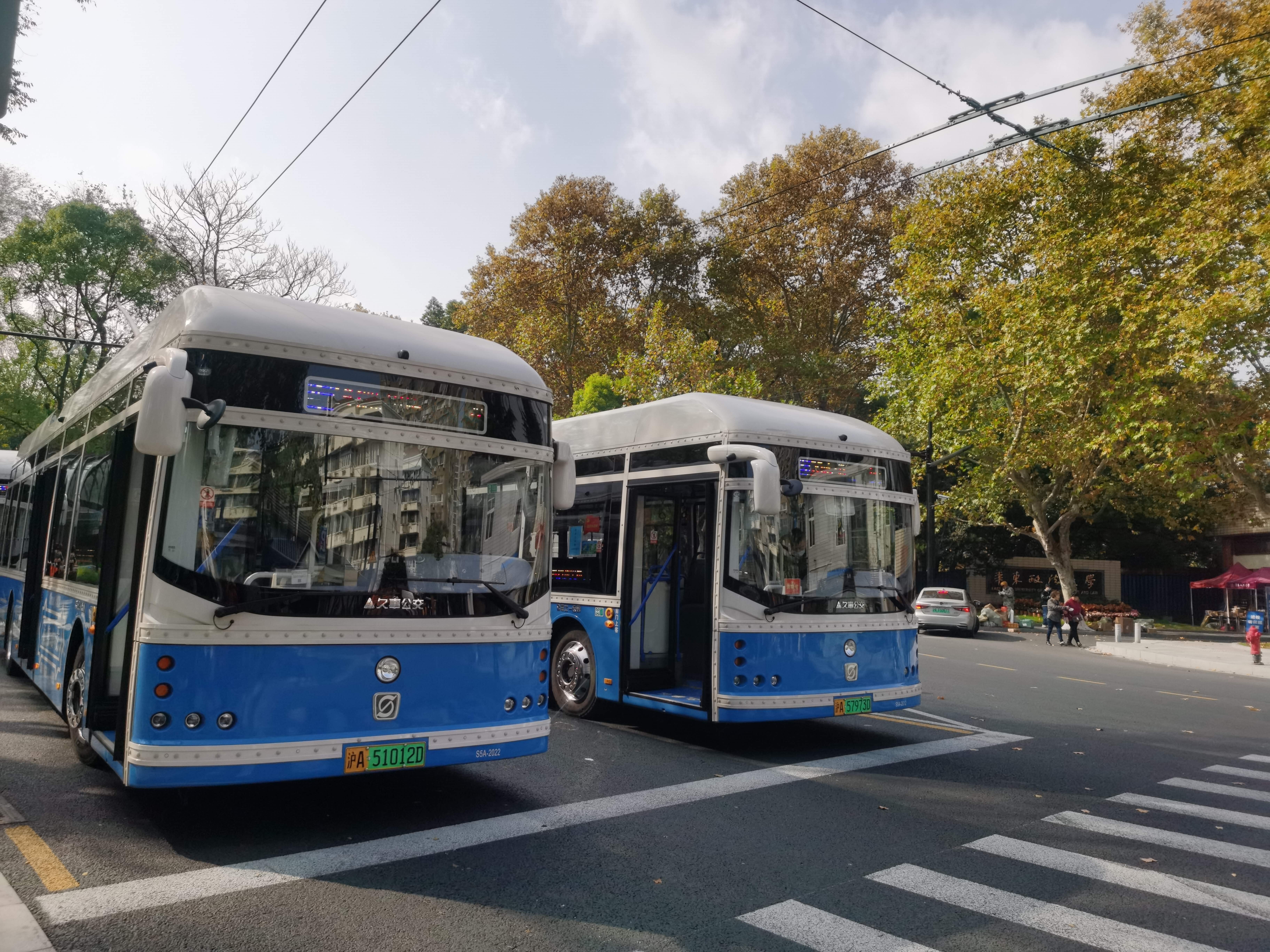
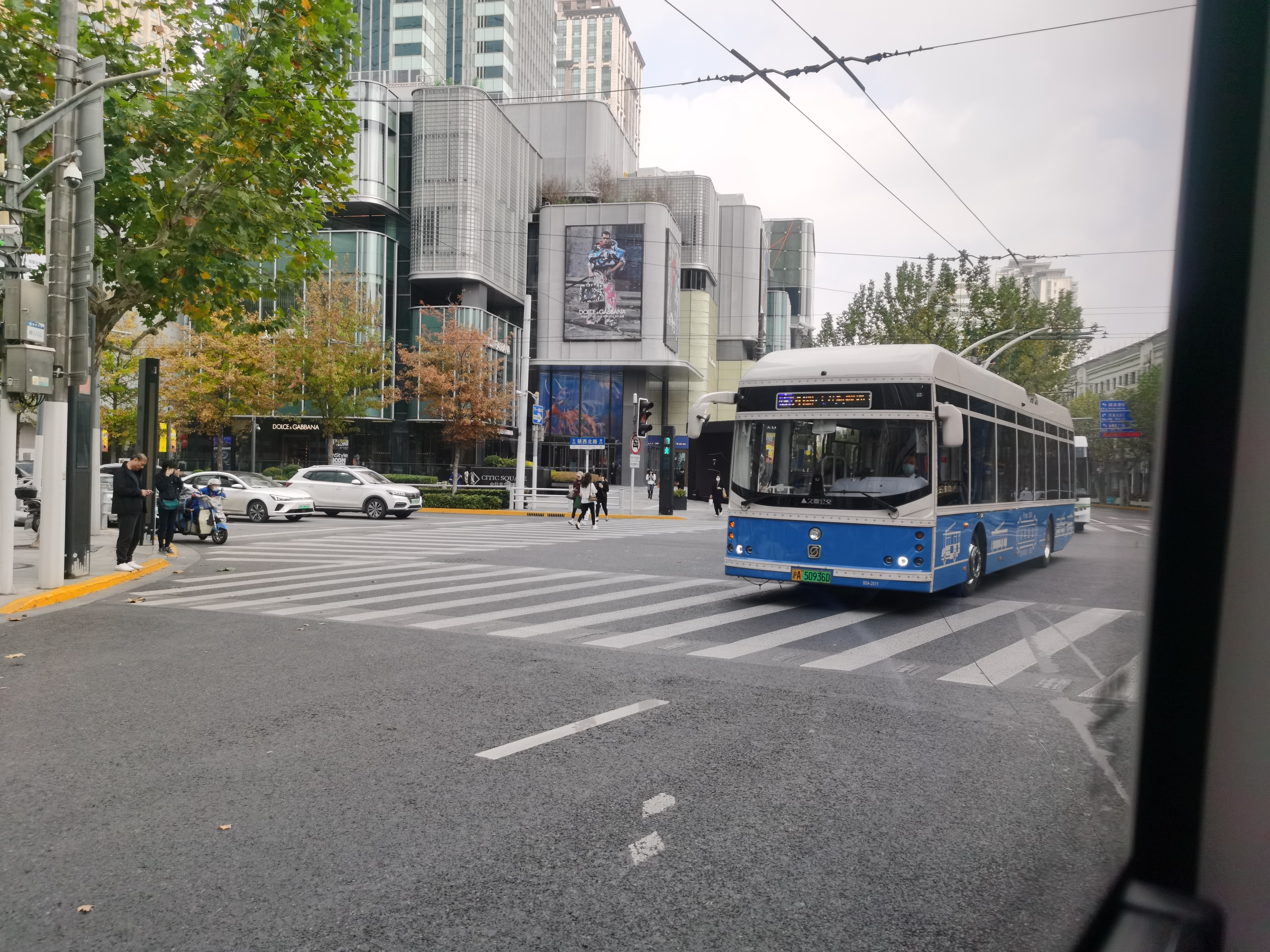
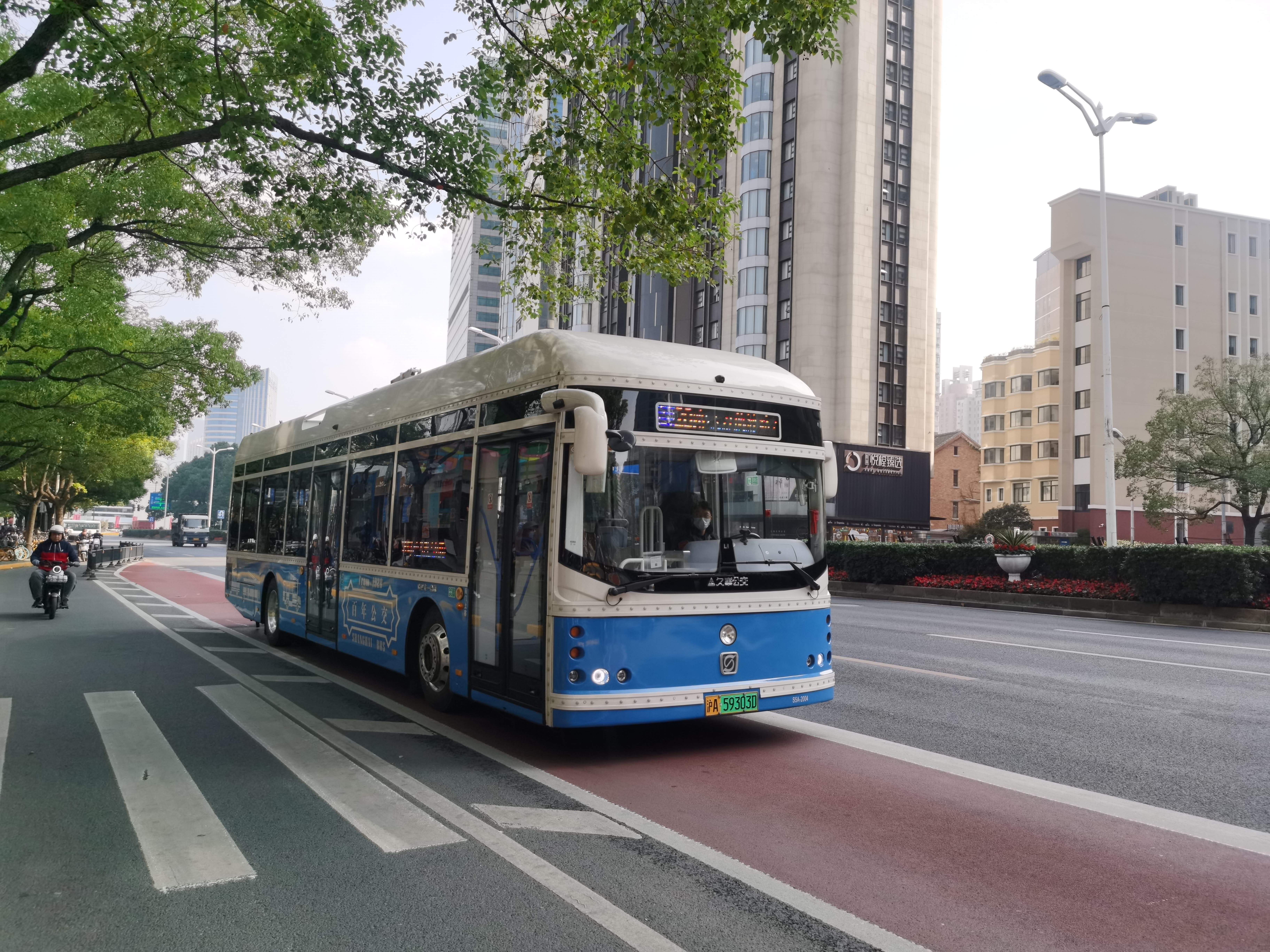
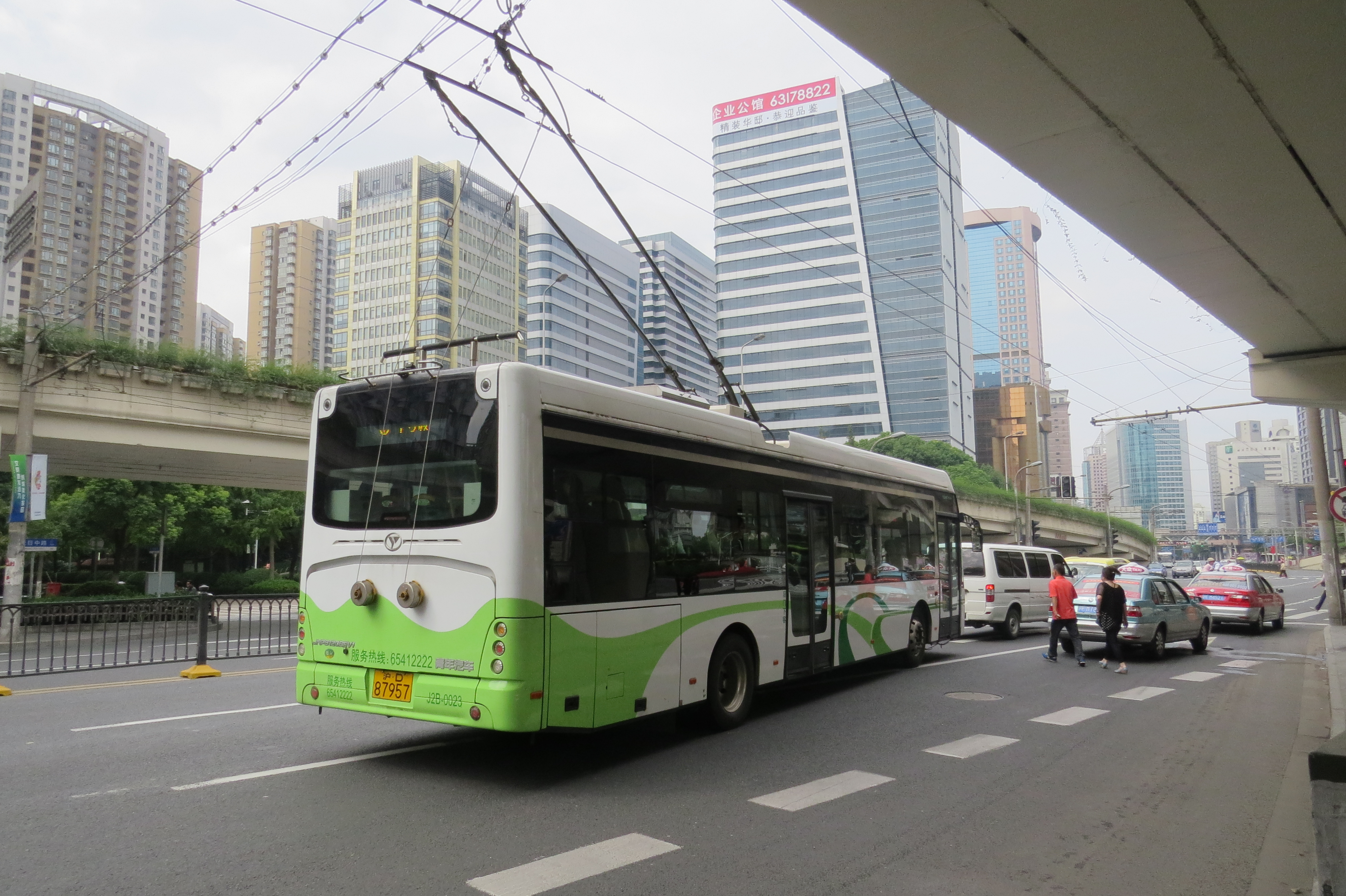
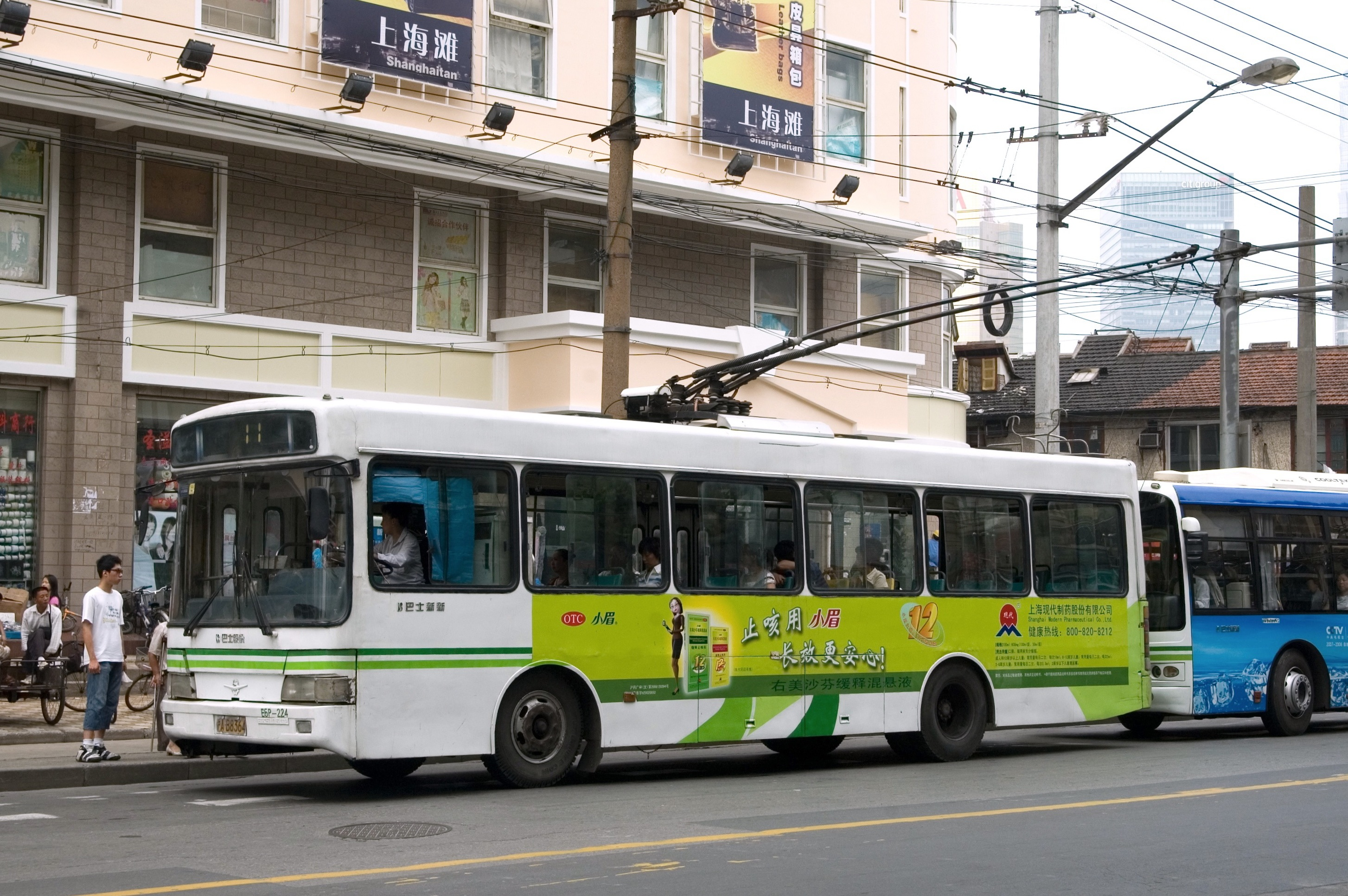
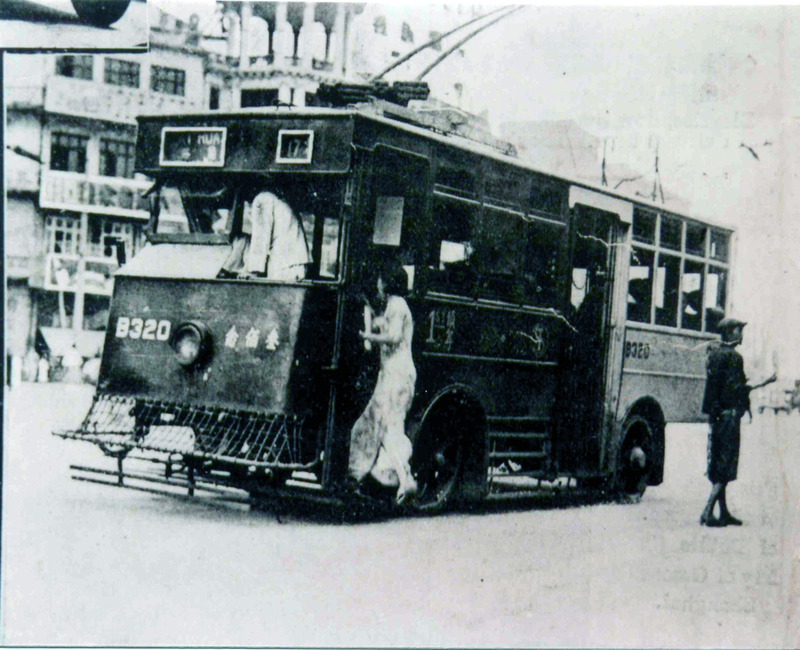
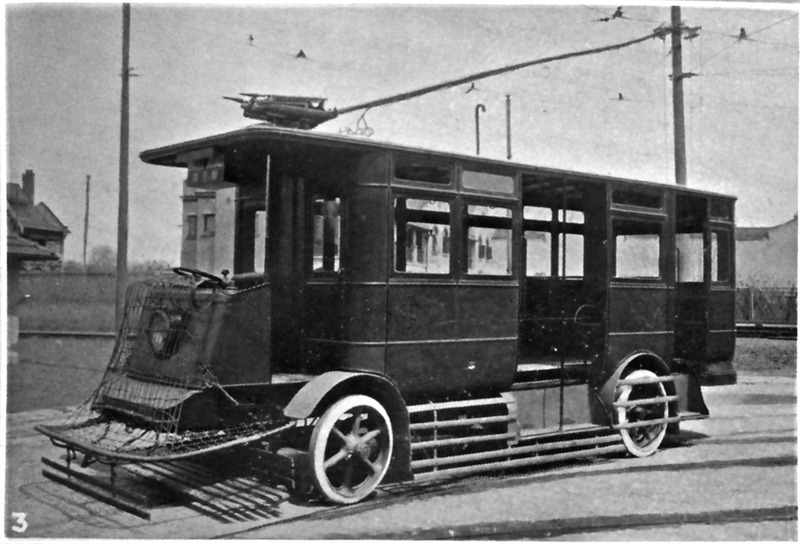
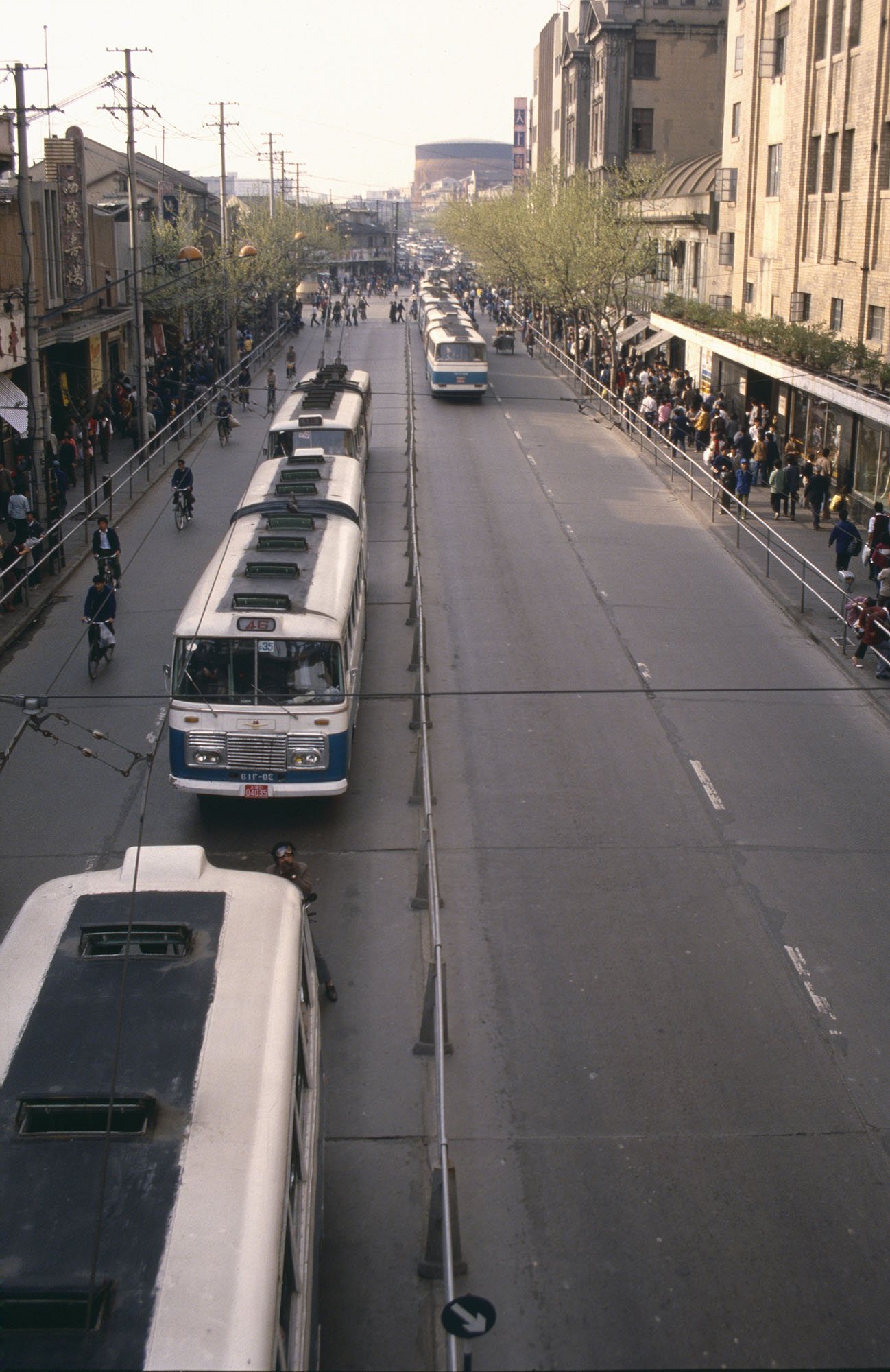
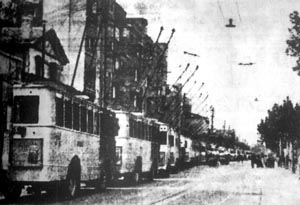
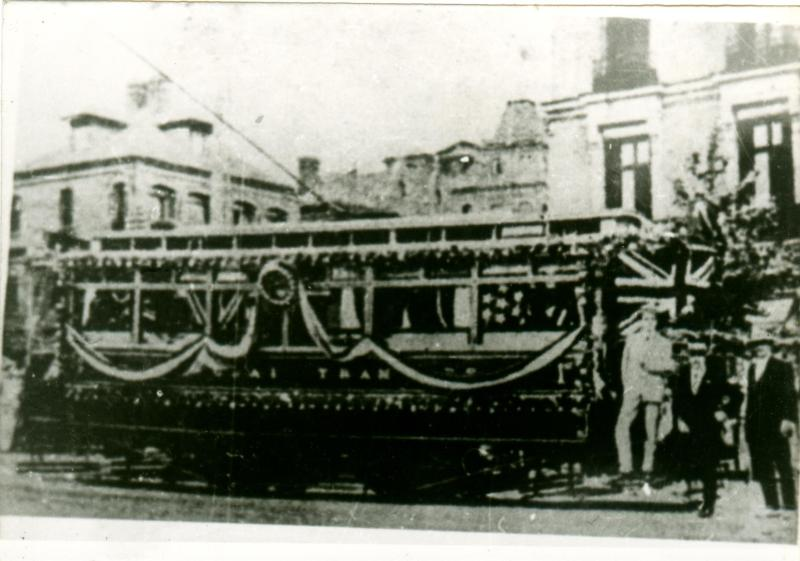
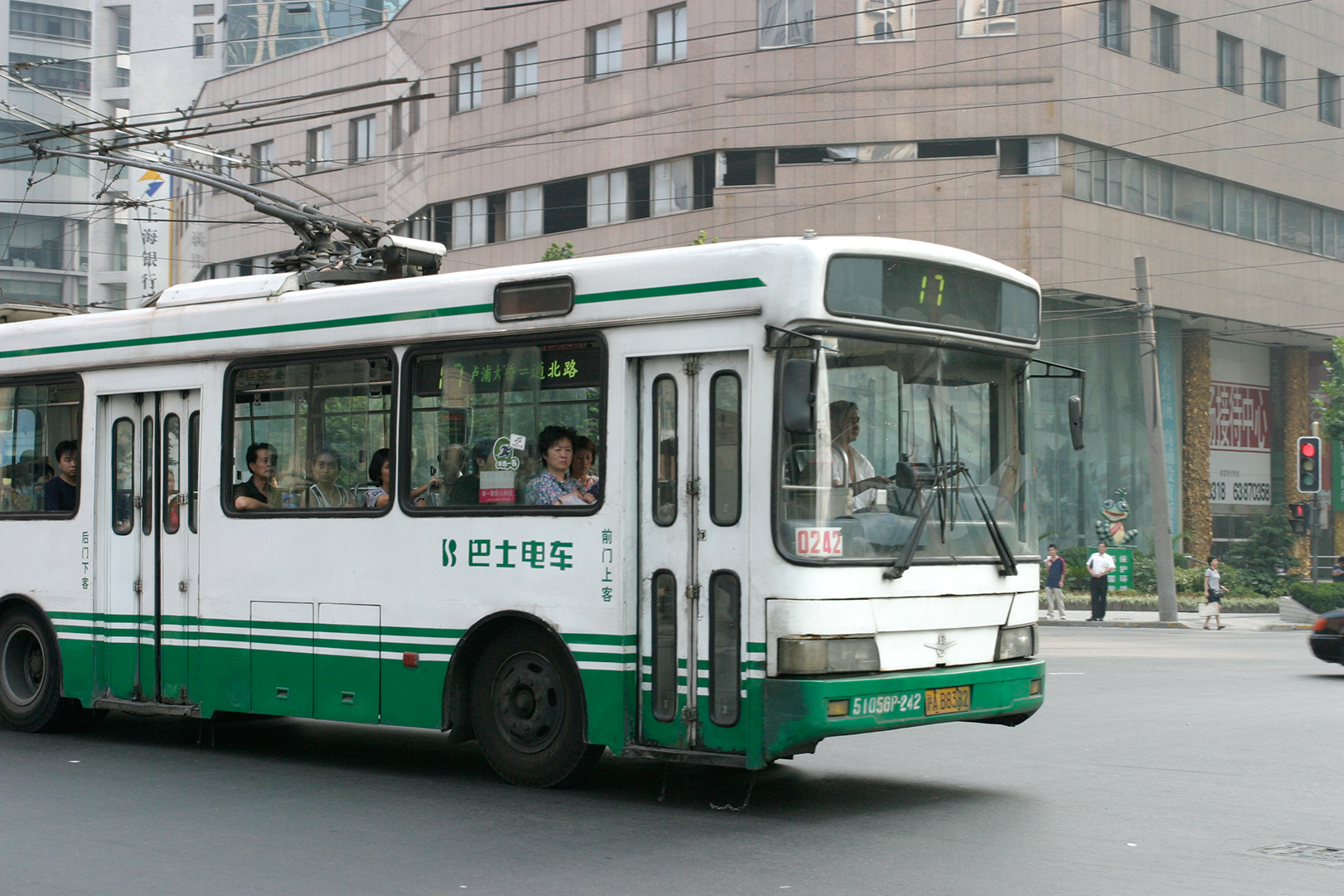
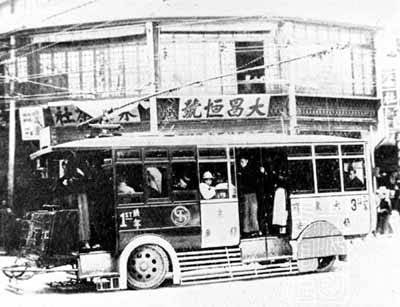
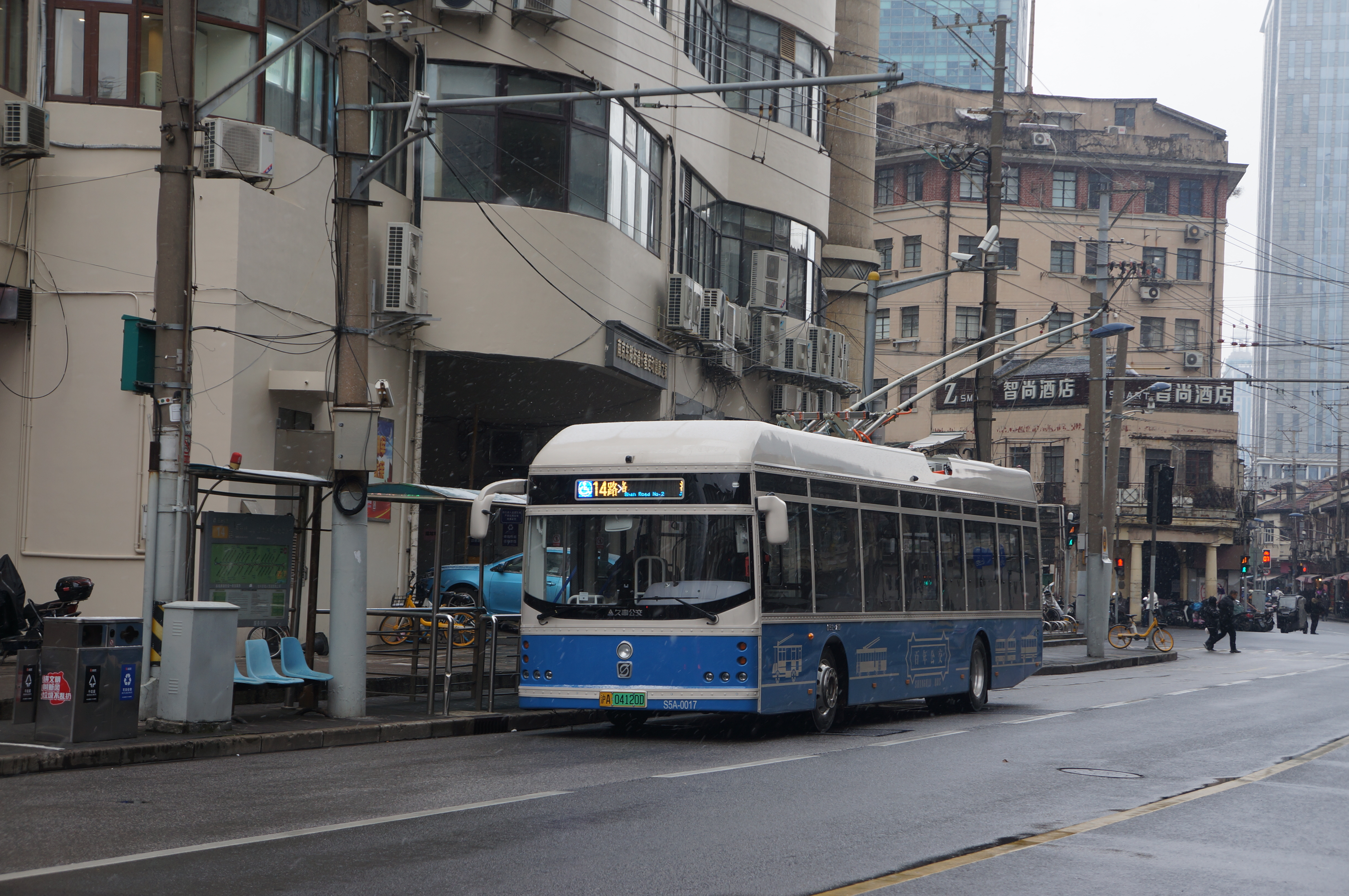